# Governo Jair Bolsonaro
O Governo Jair Bolsonaro foi um período da história política brasileira, que teve início no dia 1.º de janeiro de 2019 e chegou ao fim em 31 de dezembro de 2022. O militar reformado Jair Bolsonaro foi eleito o 38.º presidente do Brasil no dia 28 de outubro de 2018, com 55,13% dos votos válidos no segundo turno das eleições presidenciais, derrotando o candidato do PT, Fernando Haddad, que obteve 44,87% dos votos válidos. O governo era composto inicialmente por 22 ministérios, sete a menos que o governo anterior e sete a mais do que o prometido em campanha. Entre eles, destaca-se o Ministério da Economia, considerado um "super ministério", por ser resultado da fusão dos Ministérios da Fazenda, Planejamento, Indústria, Comércio Exterior e Serviços e da maior parte do Ministério do Trabalho. A pasta foi chefiada pelo economista neoliberal Paulo Guedes.
Seu governo se caracterizou por forte presença de ministros de formação militar, alinhamento internacional com a direita populista e por políticas antiambientais, anti-indigenistas e pró-armas. Foi também responsável por um amplo desmonte das políticas e órgãos da cultura, da ciência e da educação, além de promover repetidos ataques às instituições democráticas e fazer maciça divulgação de notícias falsas. Apesar da criminalidade e do desemprego terem seguido a tendência de queda vista desde o Governo Michel Temer, a média de crescimento do PIB foi de cerca de 1,5% ao ano, a precarização do trabalho, a inflação e a fome aumentaram, enquanto a renda per capita, a desigualdade e a pobreza atingiram os piores níveis desde 2002.
O governo anterior, do presidente Michel Temer, foi responsável por uma modernização do sistema público, com a unificação de serviços públicos federais através da criação da plataforma digital "gov.br", concretizada no governo Bolsonaro. Posteriormente, através da Lei do Governo Digital dos estados e municípios, essa modernização se ampliou. Também digitalizou os serviços cartoriais, colocando o Brasil na segunda posição mundial na maturidade em governo digital, segundo o índice GovTech Maturity Index 2022, do Banco Mundial, ficando atrás apenas da Coreia do Sul, em 2022. O governo Bolsonaro criou a Lei da liberdade econômica, desburocratizando as atividades econômicas e facilitando a abertura e o funcionamento de empresas, com redução recorde do tempo médio para se abrir uma empresa no Brasil, passando para 23 horas, utilizando o sistema Balcão Único. Foi autor do Novo Marco do Saneamento, com o objetivo de universalizar o acesso à água potável e ao tratamento e coleta de esgoto.
Sua administração envolveu-se em uma série de controvérsias e vários dos ministros que haviam sido indicados originalmente deixaram seus cargos e criticaram o governo. A resposta de Bolsonaro à pandemia de COVID-19 no Brasil também foi reprovada em todo o espectro político e apontada como negacionista, depois que ele minimizou os efeitos da doença e defendeu tratamentos sem eficácia comprovada, além de ter desestimulado a vacinação, o uso de máscaras de proteção e as medidas de distanciamento social, posturas que contribuíram para até 600 mil mortes evitáveis e que foram consideradas um crime contra a humanidade pelo Tribunal Permanente dos Povos. Nas eleições de 2022, foi derrotado no segundo turno por Luiz Inácio Lula da Silva (PT), sendo o primeiro presidente do Brasil a não conseguir se reeleger desde a instituição da reeleição em 1997. Atualmente é investigado como mandante de uma tentativa de golpe de Estado que envolveu os atos golpistas após as eleições e culminou nos ataques de 8 de janeiro de 2023, bem como por possíveis crimes contra o patrimônio público. Foi condenado em junho de 2023 pelo Tribunal Superior Eleitoral por abuso de poder político, ficando inelegível por oito anos.

## Antecedentes
Bolsonaro, à época de sua eleição, era membro do Congresso há 27 anos e sua vitória, segundo avaliações de especialistas, foi reflexo da insatisfação generalizada da população com a classe política devido a anos de corrupção, ao aumento da violência urbana e à crise econômica iniciada em 2014. De acordo com a socióloga Clara Araújo, "a insatisfação com a crise econômica, parece-me, foi canalizada junto com um discurso sobre a moral conservadora". A economia do Brasil vinha se recuperando lentamente de uma profunda crise, deixada pela gestão da ex-presidente Dilma, com uma taxa de desemprego de doze por cento no momento da eleição — o dobro da taxa verificada cinco anos antes. A crise foi causada, entre outros fatores, pela Nova Matriz Econômica e pelos baixos preços das commodities. Porém, choques externos também ajudaram a revelar fraquezas subjacentes na economia, como má infraestrutura, burocracia excessiva, sistema de taxação ineficiente e corrupção.
A crise econômica foi acompanhada e intensificada por uma crise política. Na eleição presidencial de 2014, Dilma Rousseff (PT) venceu Aécio Neves (PSDB), no pleito que ficou conhecido como o mais acirrado da história do país. A campanha foi marcada por tumultos e controvérsias, principalmente devido à Operação Lava Jato, que trazia à tona um grande esquema de corrupção que atingia profundamente a classe política e os partidos. Em 12 de maio de 2016, o Senado Federal afastou temporariamente Dilma como parte de seu processo de impeachment, em que foi acusada de cometer crime de responsabilidade. Imediatamente, seu vice, Michel Temer, assumiu interinamente o cargo. Em 31 de agosto, o Senado fez o julgamento final que removeu Dilma do cargo em caráter definitivo.
No governo Temer, várias medidas, em sua maioria vistas como impopulares, foram implementadas ou propostas, tendo como objetivo a recuperação econômica. As principais medidas adotadas foram: o Novo Regime Fiscal, emenda constitucional que estabelece um limite (Teto dos Gastos Públicos) para o crescimento dos gastos do Governo Federal por 20 anos; a Lei da Terceirização, lei que permite a terceirização do trabalho também para atividades-fim; a reforma trabalhista, que foi uma significativa alteração na Consolidação das Leis do Trabalho (CLT); e a reforma da Previdência, que o governo não conseguiu levar adiante. Em determinado momento de seu mandato, Temer foi apontado como o presidente mais impopular da história, com uma rejeição de 82%, segundo o Datafolha.

### Campanha e plano de governo
Jair Bolsonaro candidatou-se à presidência da República Federativa do Brasil pelo Partido Social Liberal nas eleições presidenciais de 2018, tendo General Mourão, do PRTB, como vice, na coligação "Brasil acima de tudo, Deus acima de todos". A campanha presidencial foi oficializada em convenção nacional pelo PSL em 22 de julho de 2018.
A escolha do vice-presidente para compor a chapa presidencial, porém, só se oficializou em 5 de agosto, momento em que Mourão foi escolhido durante uma convenção do Partido Renovador Trabalhista Brasileiro (PRTB). Bolsonaro foi o primeiro candidato à presidência que conseguiu levantar mais de um milhão de reais em doações, durante a campanha de 2018.
Seu plano de governo foi denominado "O Caminho da Prosperidade", que consiste em um documento de 81 páginas que defende a redução de ministérios e a criação de uma nova pasta na área econômica, o Ministério da Economia, que seria formada pela junção de outras pastas ministeriais. Esse ministério dividiria sua atuação na economia junto ao Banco Central, independente, mas alinhado ao primeiro.
Na área da educação, foi proposta a ampliação do número de escolas militares, tendo como meta a criação de um colégio militar por capital. O documento foi criticado por ser superficial, por falar de modo simples sobre temas complexos e por não apresentar dados para dar suporte às propostas.

### Período de transição
Logo após o TSE confirmar o resultado da eleição, na noite de 28 de outubro de 2018, Jair Bolsonaro fez uma transmissão ao vivo no Facebook e depois falou à imprensa na varanda de sua casa, na Barra da Tijuca, onde fez a leitura do discurso de vitória. Ele afirmou no discurso que assumiu o compromisso de fazer um "governo decente", formado por pessoas com o propósito de transformar o Brasil em uma "grande, próspera, livre e grande nação". No discurso, Bolsonaro agradeceu às equipes da Santa Casa de Juiz de Fora e do Hospital Albert Einstein, instituições onde foi atendido após o atentado a faca que sofreu durante ato de campanha em Juiz de Fora, Minas Gerais. Ele finalizou o discurso com uma oração conduzida pelo senador Magno Malta.
Em 6 de novembro de 2018, Bolsonaro viajou para Brasília com a finalidade de participar de uma sessão solene do Congresso Nacional em homenagem aos 30 anos da Constituição de 1988. Esse foi o seu primeiro compromisso público na cidade e marcou sua volta à Câmara, casa onde atuou como deputado federal por 27 anos. Ao chegar, juntou-se aos chefes dos três poderes (executivo, legislativo e judiciário) e seguiu para o Plenário. Em um breve discurso, pregou a união dos poderes e prometeu adotar a Constituição como "único norte" na condução do Executivo. Além de Bolsonaro, discursaram durante a comemoração: Michel Temer, Rodrigo Maia, Eunício Oliveira, Dias Toffoli e Raquel Dodge.

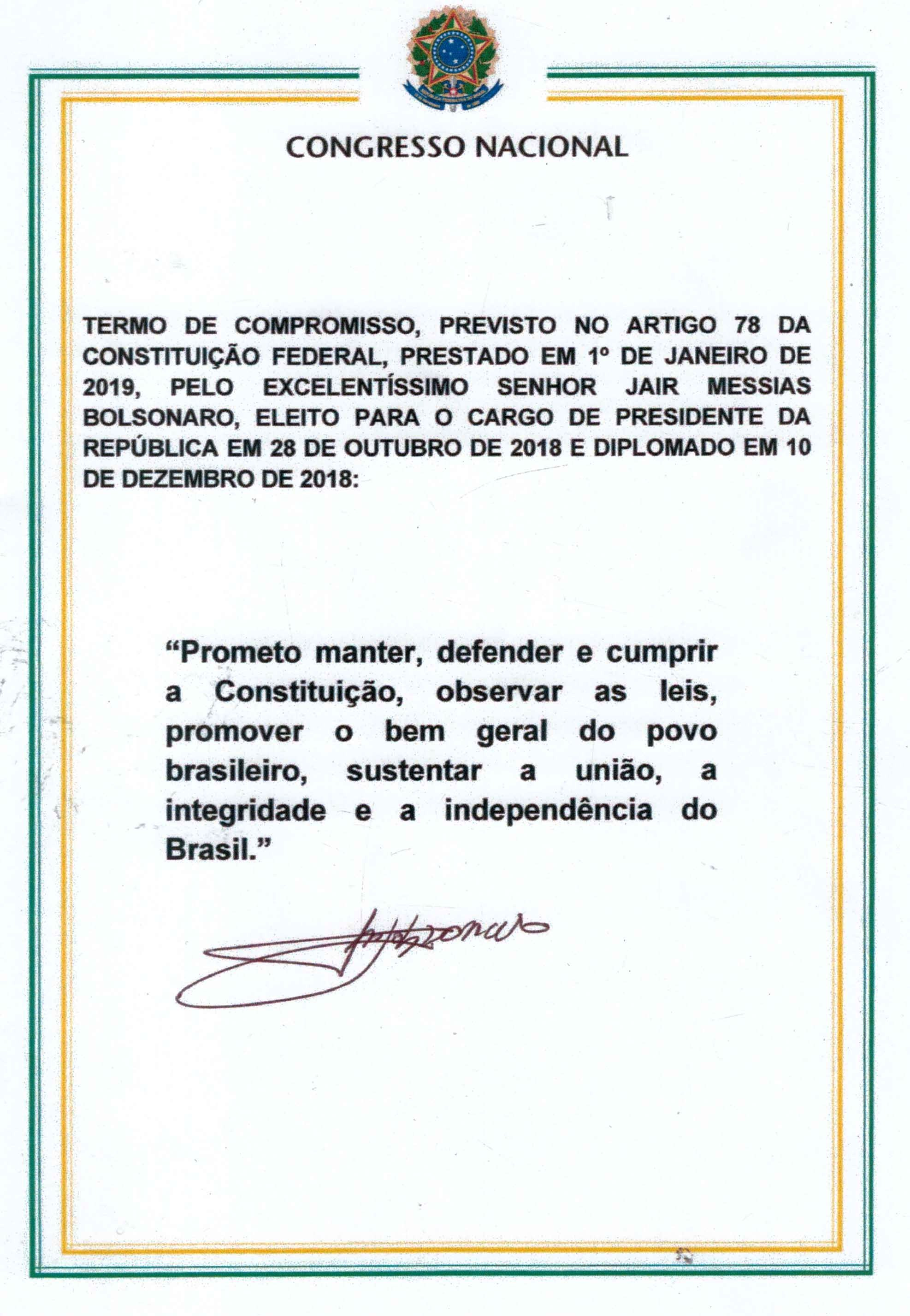
Compromisso Constitucional do Presidente Jair Bolsonaro.

No dia seguinte, Michel Temer fez um pronunciamento no Palácio do Planalto ao lado de Bolsonaro, após eles terem se reunido, fazendo com que o encontro marcasse o início formal da transição de governo. Temer levou seu sucessor para um tour pelo gabinete, pela sala reservada, pelas salas de reunião e de cerimônia. Bolsonaro também foi apresentado à sala suprema, antigo Salão Oval, onde são realizadas as reuniões ministeriais. Temer entregou-lhe o livro de balanço do governo, o Plano Plurianual (PPA) para os próximos 12 meses e os arquivos com todos os dados de governo. "Conversamos sobre vários assuntos, entre eles a governabilidade e o final de seu governo", disse Bolsonaro após o encontro.
Em 10 de dezembro, Bolsonaro foi diplomado presidente da República em uma cerimônia no Tribunal Superior Eleitoral (TSE). No discurso, prometeu governar para todos, sem qualquer distinção ou discriminação e pediu a confiança daqueles que não votaram nele. Também disse que o Brasil deu um exemplo de respeito à democracia nas eleições de outubro, e chamou à atenção o fato que que as novas tecnologias demonstraram sua força nas urnas. "As eleições de outubro revelaram uma realidade distinta das práticas do passado. O poder popular não precisa mais de intermediação. As novas tecnologias permitiram uma eleição direta entre o eleitor e seus representantes. Esse novo ambiente, a crença na liberdade, é a melhor garantia dos ideais que balizam a nossa Constituição."

### Formação do gabinete
Em 11 de outubro, alguns dias antes de sua vitória nas urnas, Bolsonaro havia anunciado o congressista Onyx Lorenzoni (DEM) como o futuro chefe da Casa Civil em seu gabinete ministerial. Em 31 de outubro, já na condição de presidente-eleito, anunciou o astronauta Marcos Pontes como o futuro Ministro de Ciência e Tecnologia. Além de Pontes, Bolsonaro já havia feito outras duas nomeações ministeriais: o economista Paulo Guedes como Ministro da Economia e Augusto Heleno, general da reserva, como Ministro da Defesa. Este último, porém, foi posteriormente nomeado para o Gabinete de Segurança Institucional da Presidência da República, no dia 7 de novembro. Uma semana depois, o general Fernando Azevedo e Silva foi confirmado como Ministro da Defesa, na manhã de 13 de novembro. O general fazia parte da assessoria de Dias Toffoli, presidente do Supremo Tribunal Federal.
No dia 1.º de novembro, Bolsonaro disse que o juiz federal Sergio Moro havia aceitado seu convite para servir como Ministro da Justiça. A decisão gerou reação adversa da imprensa internacional, já que Moro havia condenado o ex-presidente Luiz Inácio Lula da Silva, o principal adversário de Bolsonaro na eleição, por lavagem de dinheiro e corrupção, o que o impossibilitou de concorrer novamente a presidência da república.

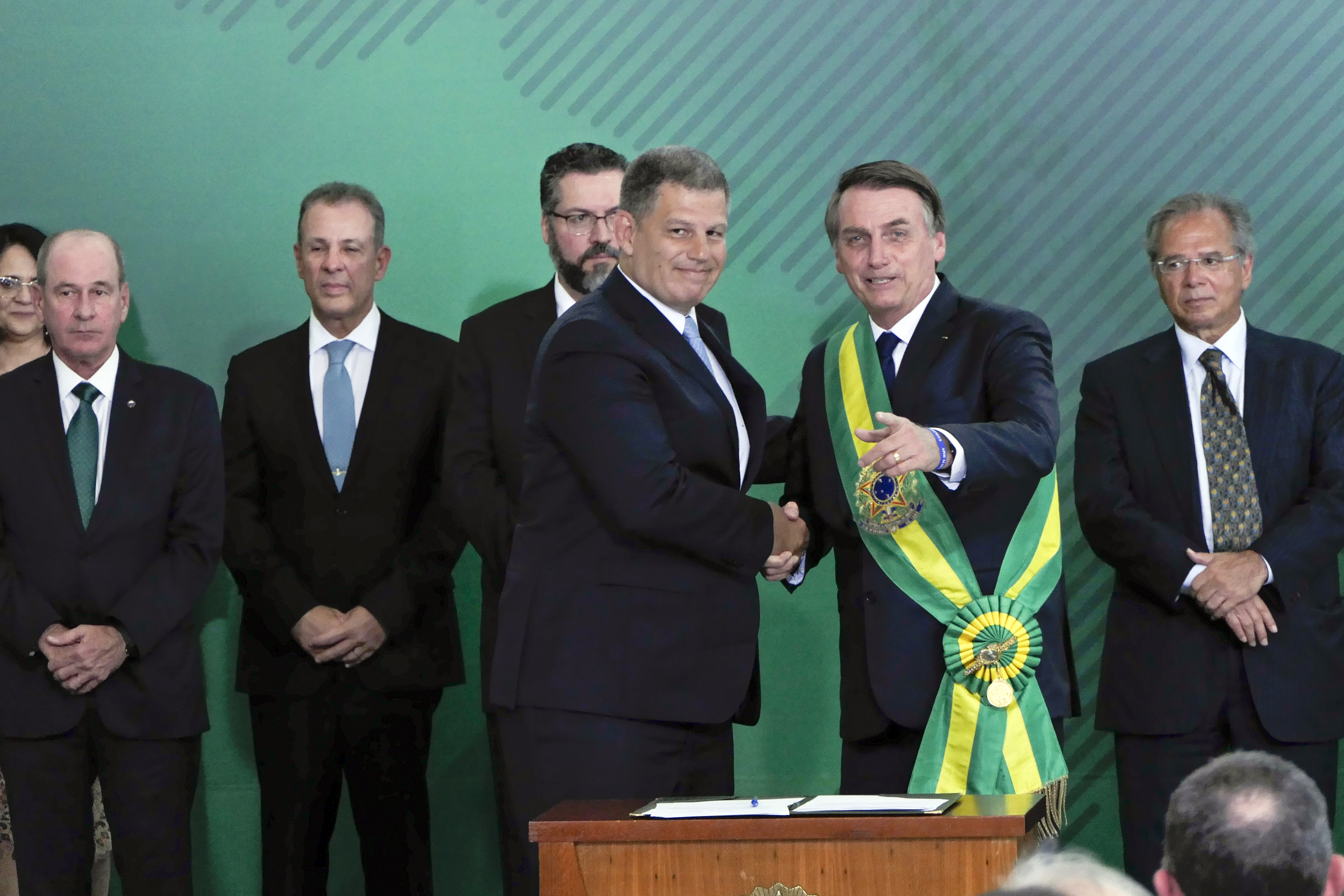
Bolsonaro dá posse à equipe ministerial no Palácio do Planalto

Em 11 de novembro de 2018, O Estado de S. Paulo divulgou uma reportagem afirmando que a equipe de Bolsonaro havia escolhido o diretor do Banco Mundial e ex-ministro da Fazenda, Joaquim Levy, para chefiar o Banco Nacional de Desenvolvimento Econômico e Social (BNDES). Um relatório posteriormente publicado pela Folha de S.Paulo informava que Bolsonaro ainda não confirmara a nomeação de Levy para o cargo. Um comunicado de imprensa da equipe de Paulo Guedes, divulgado no dia seguinte, ratificou sua nomeação. No dia 15 de novembro, o economista Roberto Campos Neto foi escolhido como futuro presidente do Banco Central. Em 3 de dezembro, Onyx definiu que o governo teria 22 ministérios.
O governo de Jair Bolsonaro está entre os mandatos com mais oficiais das Forças Armadas participando do primeiro escalão, superando quase todos os presidentes durante o período da ditadura militar. Dos 22 ministérios definidos, oito são ocupados por militares — o tenente-coronel da Aeronáutica Marcos Pontes (Ciência e Tecnologia), os generais da reserva do Exército Fernando Azevedo e Silva (Defesa), Augusto Heleno (Gabinete da Segurança Institucional) e Carlos Alberto dos Santos Cruz (Secretaria de Governo), o almirante Bento Costa Lima Leite (Minas e Energia), o capitão da reserva do Exército Wagner Rosário (Transparência e CGU), o ex-capitão Tarcísio Gomes de Freitas (Infraestrutura) e o general Floriano Peixoto (Secretaria-Geral da Presidência, anunciado em 18 de fevereiro após a crise política no governo sobre as suspeitas vindas do ex-ministro Gustavo Bebianno e a sua exoneração) —, e o porta-voz da Presidência da República é o general Otávio Rêgo Barros. Incluindo o vice-presidente, o general Hamilton Mourão, e o presidente, o governo tem onze militares na linha de frente. Sendo assim, em número de ministros de formação militar, o governo de Bolsonaro fica apenas atrás do Governo Ernesto Geisel, que indicou dez.

### Posse presidencial
No dia 1.º de janeiro de 2019, Jair Bolsonaro e Hamilton Mourão tomaram posse como presidente e vice-presidente da República, respectivamente, em cerimônia no Congresso. Em seguida, Bolsonaro recebeu a faixa presidencial das mãos de Michel Temer e fez um discurso no parlatório do Palácio do Planalto. Antes dele, a primeira-dama Michele Bolsonaro havia discursado em LIBRAS, um gesto inédito, tanto pelo uso exclusivo da língua de sinais, como por ser um discurso de uma primeira-dama numa posse presidencial. Mais tarde, houve um coquetel no Palácio do Itamaraty.
Alguns jornalistas que cobriram a posse reclamaram de condições precárias a que foram submetidos pelo forte aparato de segurança, instalado para a proteção da vida do presidente, que sofrera um atentado durante a campanha. Os discursos no Congresso e no Parlatório do Palácio do Planalto foram recebidos pela imprensa brasileira com criticas mistas.
A posse obteve grande repercussão internacional. A rede CNN destacou na sua página principal a posse de Bolsonaro, apelidando-o de "Trump dos Trópicos". Salientou também a tendência de aproximação entre os Estados Unidos e o Brasil.
O jornal português Público, em editorial, comparou-o ao ditador fascista português António Salazar. A rede britânica BBC realçou a posse com a manchete "Jair Bolsonaro: O novo presidente da extrema-direita clama por unidade". Realçou também suas promessas de campanha, como o combate à corrupção, direito à posse de armas, a reestruturação econômica e a nova política externa em afastamento de regimes totalitários e se aproximando de países como Estados Unidos e Israel.
O periódico israelense The Jerusalem Post salientou a forte aproximação a Israel defendida por Bolsonaro na posse e a presença do Primeiro-Ministro Benjamin Netanyahu. Destacou também a defesa do reconhecimento de Jerusalém como a capital do país e a consequente mudança da embaixada brasileira em Tel Aviv para Jerusalém.

## Política interna

### Economia
Em 2019, no primeiro ano de mandato do governo Bolsonaro, o PIB brasileiro cresceu 1,2%, seguido por uma queda de 3,3% em 2020, principalmente em razão dos impactos da pandemia de COVID-19 no Brasil, quando o país saiu da lista das dez maiores economias mundiais pela primeira vez desde 2007. Em 2021, a economia retomou o crescimento com um aumento de 4,8% do PIB, e 3,0% em 2022. No período entre 2019 e 2022, a taxa de desemprego saiu de 11,7% para 7,9%, a menor taxa desde 2014, apesar dos índices de desregulamentação, precarização e informalidade no trabalho terem aumentado, enquanto o índice de inflação passou de 3,75% em 2018 para 5,79% em 2022. No cenário internacional a posição da economia brasileira continuou a tendência de queda constante que se verifica desde 2013, quando o Brasil detinha a 6ª posição, chegando a 2021 na 13ª e terminando o ano de 2022 na 12ª posição.
Em seu governo, o salário mínimo perdeu poder aquisitivo, os salários em geral atingiram o menor nível desde 2012, a renda média do trabalhador teve perdas reais, e os índices de renda per capita, desigualdade e pobreza atingiram os piores níveis desde 2012. Também cresceram os índices de fome. Em junho de 2022, segundo o Ipea, mais de 58% da população experimentava algum grau de insegurança alimentar, e segundo a Rede Brasileira de Pesquisa em Soberania e Segurança Alimentar e Nutricional, mais de 33 milhões de pessoas passava fome. O presidente deu declarações minimizando esses dados. De acordo com a agência de verificação de informações Aos Fatos, até o fim de 2021 o presidente deu 396 declarações falsas ou distorcidas sobre a economia.

#### Reformas

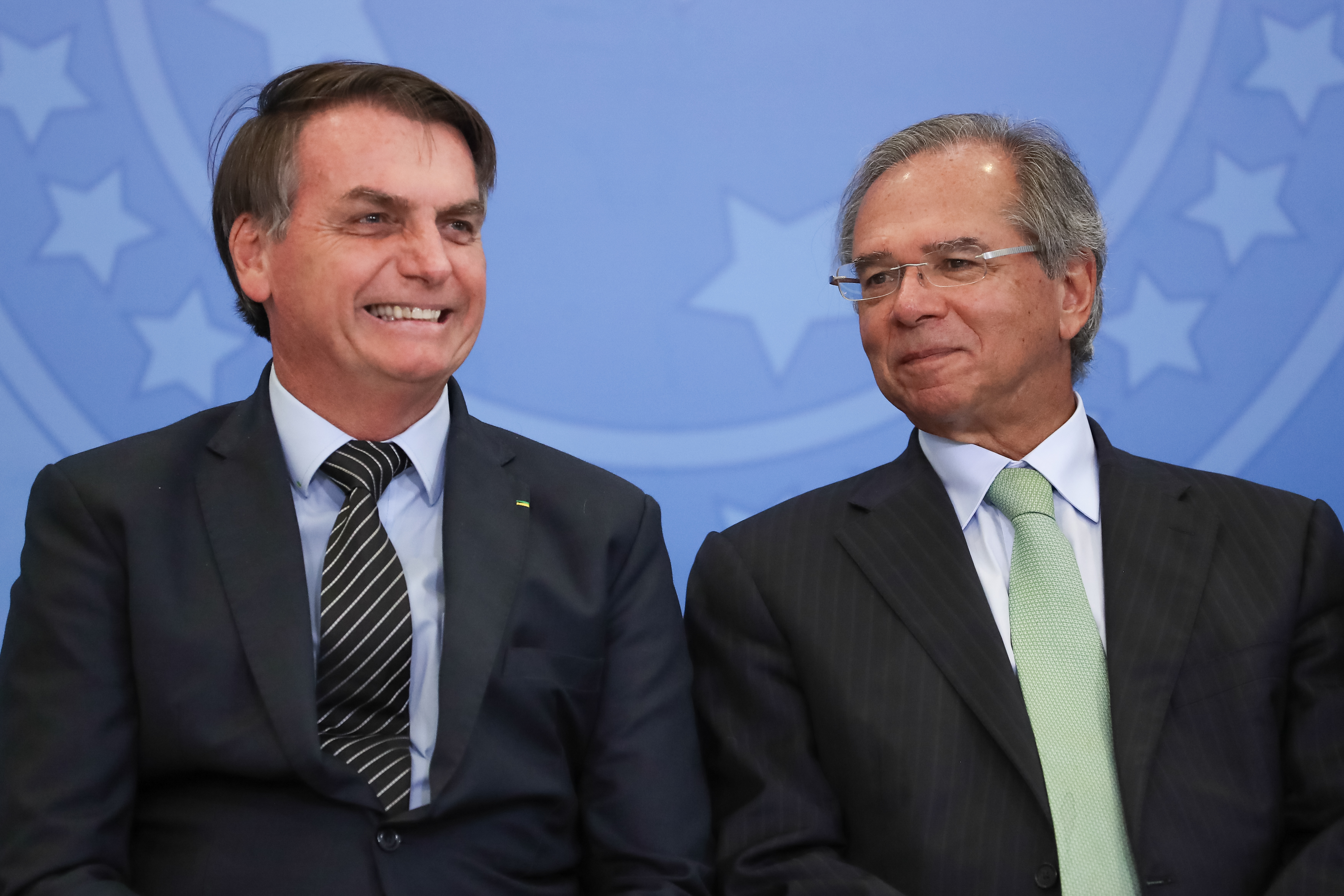
Bolsonaro com Paulo Guedes, o Ministro da Economia, em 20 de fevereiro de 2020.

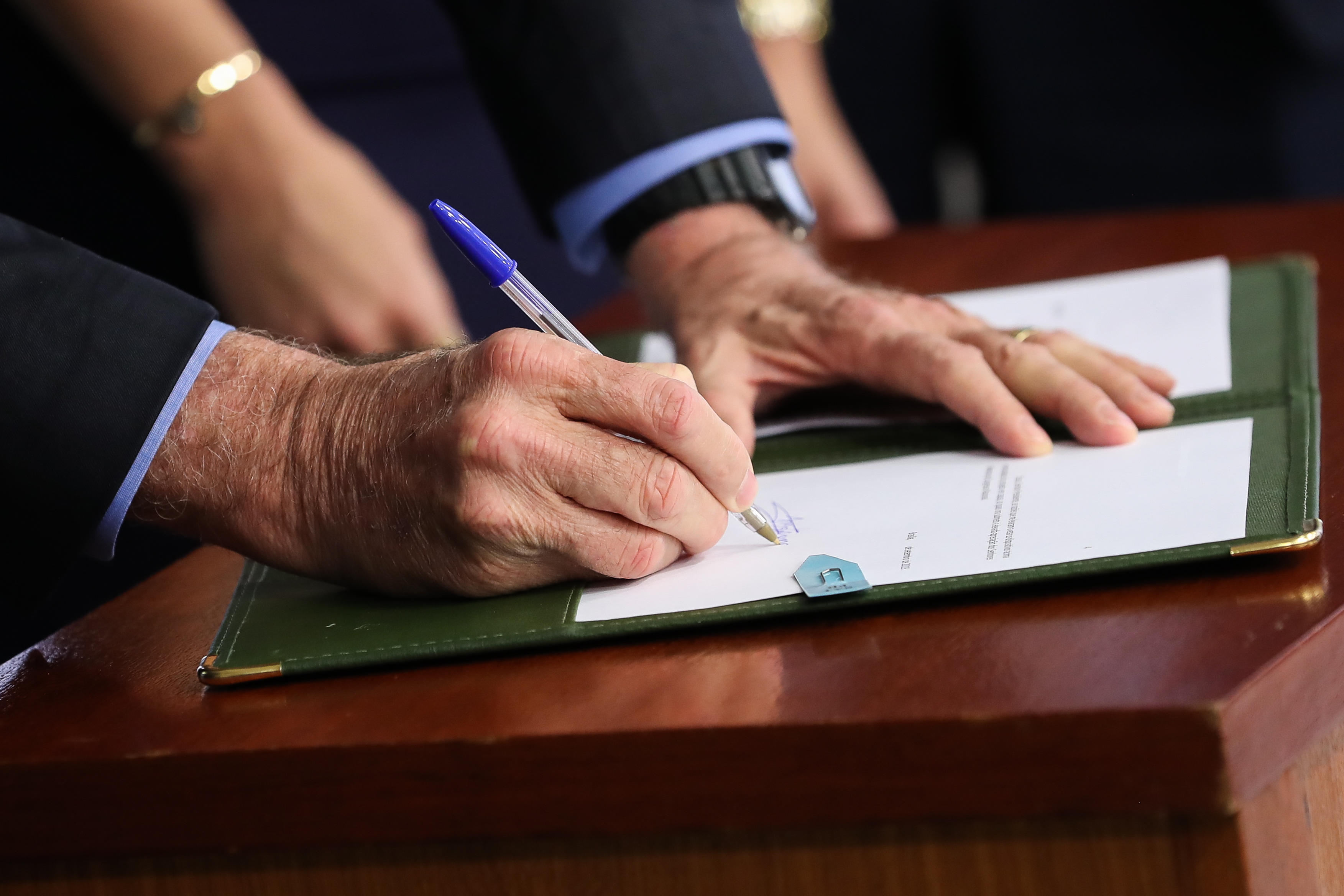
Jair Bolsonaro sanciona o Projeto de Lei de Conversão, a chamada MP da Liberdade Econômica

As primeiras medidas econômicas adotadas pelo governo foram de caráter neoliberal. Logo no primeiro dia de governo, Bolsonaro assinou seu primeiro decreto, que reajusta o salário mínimo de 954 para 998 reais. Porém, o aumento foi menor do que havia sido previsto pelo governo anterior, de 1,006 reais. Foi a primeira vez desde 2011 que não houve aumento real do salário mínimo, nem reajuste para servidores (exceto militares), nem realização de concursos públicos.
Em 20 de fevereiro de 2019, Bolsonaro entregou pessoalmente ao Congresso Nacional a Proposta de Emenda Constitucional da "Nova Previdência", elaborada pelo Ministério da Economia. Originalmente, a proposta previa a extinção da aposentadoria por tempo de contribuição, a modificação do regime previdenciário de todos os servidores públicos civis do país, equiparando sua previdência à dos trabalhadores do setor privado, a criação de mecanismos para equacionamento do déficit atuarial dos regimes próprios de previdência social, o escalonamento das alíquotas da contribuição previdenciária dos servidores públicos, a majoração para 70 anos da idade para acesso ao benefício pago ao idoso em situação de miserabilidade com base na Lei Orgânica da Assistência Social, a proporcionalidade da pensão por morte, de acordo com a quantidade de dependentes do segurado falecido, e o estabelecimento, para quem começasse a contribuir após a aprovação da proposta, de um regime previdenciário de capitalização e não de repartição. Entretanto, durante a sua tramitação a proposta foi desidratada, com a criação de várias regras de transição com critérios menos exigentes para acesso à aposentadoria, bem como com a retirada dos servidores públicos dos estados, do distrito federal e dos municípios de sua abrangência, assim como do regime de capitalização. Dada a impopularidade da proposta, o Presidente da República procurou afastar-se da responsabilidade pela reforma, cuja aprovação foi capitaneada pelo presidente da Câmara dos Deputados, Rodrigo Maia, e pelo Ministro da Economia, Paulo Guedes. A estimativa do Governo Federal foi de que, até 2029, a reforma trará uma economia de 855 bilhões de reais. Também houve a aprovação de reforma na previdência dos militares, de alcance mais limitado, sem estabelecimento de idade mínima para aposentadoria, passando a ser exigidos 35 anos e não mais 30 anos de tempo de serviço para inativação do militar, com a ressalva de que esse tempo só será exigido integralmente de quem ingressou nas forças armadas a partir da publicação da Lei n.º 13.954, em 17 de dezembro de 2019. A reforma da previdência dos militares majorou a alíquota da contribuição para a pensão militar de 7,5% para 10,5%, que foi mantida em um patamar inferior a dos servidores civis e dos trabalhadores da iniciativa privada. O impacto da majoração da alíquota no contracheque dos militares foi atenuado pela concessão de reajuste em suas remunerações.
No dia 30 de abril, foi assinada a Medida Provisória (MP) da Liberdade Econômica. Os pontos básicos dessa medida foram: a autorização prévia para atividades econômicas de baixo risco; a possibilidade de se trabalhar em qualquer dia da semana ou horário (desde que respeitada a legislação trabalhista), a questão do sossego, vizinhança e poluição sonora; a flutuação dos preços pela lei da oferta e da procura, desde que não sejam mercados regulados ou que se trate de uma situação de emergência ou de calamidade pública.
Em 5 de agosto, o Secretário especial de Previdência e Trabalho, Rogério Marinho anunciou que o governo decidiu antecipar metade do 13.º salário de aposentados pelo INSS. Tal antecipação já ocorreu diversas vezes nos anos anteriores. Porém, Bolsonaro assinou uma Medida Provisória que, caso seja aprovada pelo Congresso, torna essa antecipação definitiva, válida para todos os próximos anos.

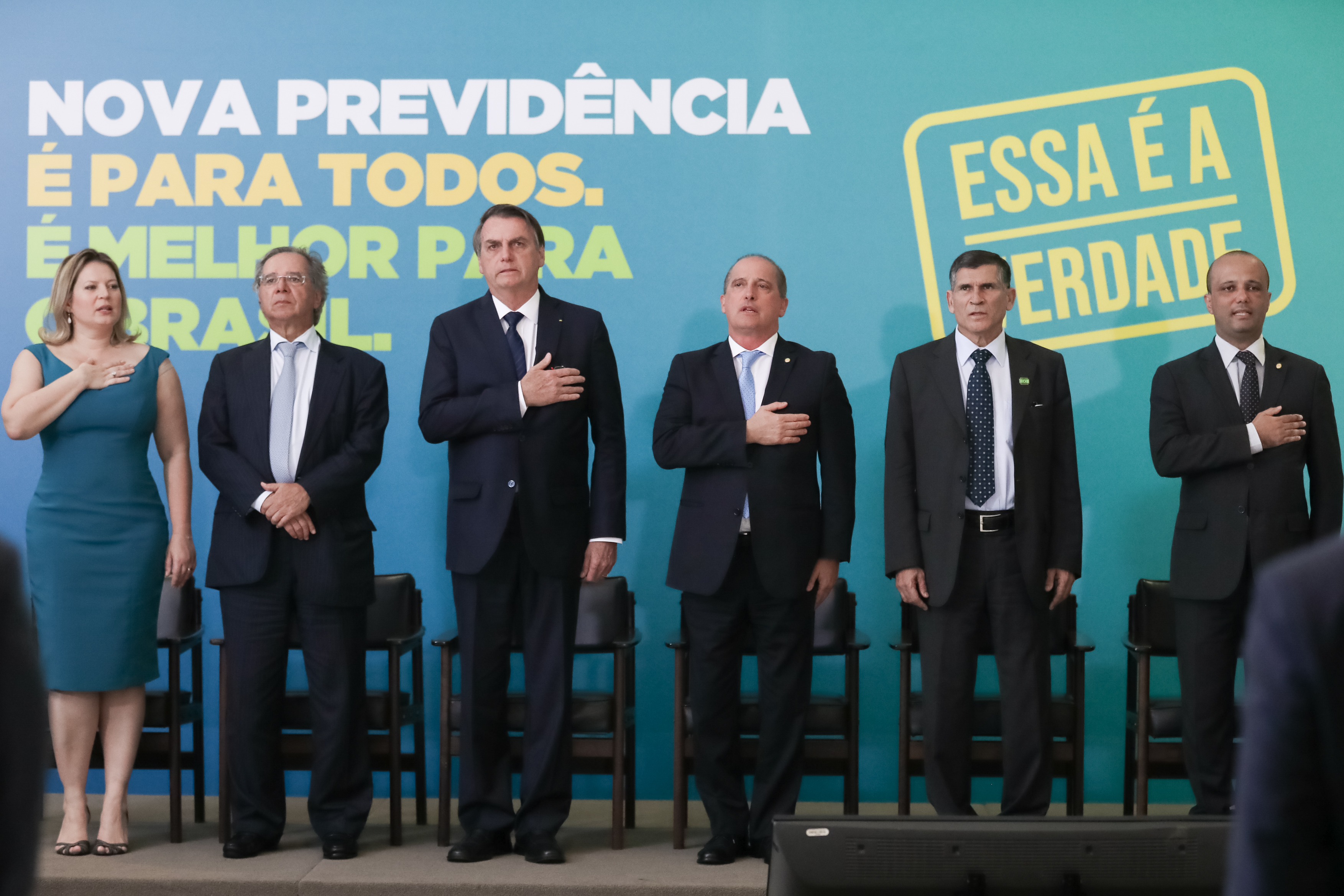
Apresentação da 2.ª fase da campanha publicitária da Nova Previdência

Em 5 de novembro de 2019, Bolsonaro entregou pessoalmente ao Congresso o Plano Mais Brasil, um conjunto de medidas preparadas por Paulo Guedes e sua equipe, com o propósito declarado de impedir novas crises das contas públicas nacionais, como a verificada na crise econômica de 2014, trazendo estabilidade fiscal à União e aos entes subnacionais. Teve início com a apresentação de três Propostas de Emenda Constitucional (PECs) pelo Senado Federal.
O Plano recebeu muitas críticas. O Sindicato Nacional dos Docentes das Instituições de Ensino Superior declarou em nota que se trata de "um conjunto de propostas para consolidar a destruição do Estado brasileiro", desobrigando a União de prover serviços públicos à população, atacando os servidores públicos e permitindo a transferência de recursos públicos para a iniciativa privada. Para o Sindicato dos Trabalhadores Técnico-Administrativos em Educação das Universidades Públicas Federais no Estado da Bahia, o Ministro Guedes mentiu sobre "as verdadeiras consequências e impactos para a população brasileira", e a proposta traria "danos irreparáveis à população mais carente". Diversas centrais sindicais, incluindo a Central Única dos Trabalhadores, Força Sindical, Central dos Trabalhadores e Trabalhadoras do Brasil, Central Geral dos Trabalhadores do Brasil, Central dos Sindicatos Brasileiros, Nova Central Sindical de Trabalhadores, Central da Classe Trabalhadora e a Intersindical, lançaram nota conjunta criticando o Plano e alegando que ele faz um diagnóstico errado da causa do desequilíbrio fiscal, prejudica o crescimento, ataca os servidores públicos, arrocha os salários, desmantela o pacto federativo cuja base é um regime solidário de tributação, compromete a finalidade das políticas públicas, e deve produzir mais desemprego, mais precarização do trabalho, mais desigualdade, mais pobreza e mais insegurança. Uma análise do Departamento Intersindical de Estatística e Estudos Socioeconômicos concluiu que "o objetivo final é reduzir o tamanho do Estado, não para que ele seja ágil, mas para que o setor privado lucre com as atividades que antes eram públicas".
Para o economista Guilherme Delgado, as medidas propostas desorganizam o serviço público, atrofiam os investimentos, privilegiam os ricos, fragilizam direitos democráticos e aprofundam a desigualdade econômica e social. Para Antônio Augusto de Queiroz, da diretoria do Departamento Intersindical de Assessoria Parlamentar, o Plano "faz parte de um conjunto de reformas, com brutal ajuste fiscal, que persegue única e exclusivamente o lado da despesa, e, caso venha a ser aprovado, em nossa avaliação, terá como consequência a retirada dos mais pobres do orçamento público e o desmonte do Estado de Proteção Social. Esse pacote, aliás, é um aprofundamento de outras reformas já realizadas, que reduzem a presença dos pobres no orçamento, reduzem a participação dos trabalhadores na renda nacional, e ampliam a desigualdade e pobreza em nosso País". Já o economista e auditor federal de finanças Bráulio Cerqueira disse que o Plano apresenta inconsistências e faz projeções que contradizem dados do próprio governo, e considerou que "as autoridades econômicas evocam a lógica da austeridade e do minimalismo estatal para justificarem cortes indiscriminados de despesas e fragilização de direitos que prejudicam a gestão pública e o atendimento às necessidades da população".
Em várias ocasiões, o Governo Bolsonaro zerou a alíquota de importação de produtos, como bens de capital, bens de informática ou telecomunicação que não possuíam produção no Brasil. Também foi anunciado, em dezembro de 2021, redução a zero de impostos de importação para veleiros e jetski usados. Tal iniciativa foi criticada, já que beneficia apenas uma camada mais rica da sociedade. Já em março de 2022, foi anunciada a redução, também a zero, dos impostos para importação de jetski (novos), balão e dirigíveis (também novos), além de outros trinta produtos, para o setor aeronáutico. Em junho do mesmo ano, foi anunciada a quarta redução, durante seu governo, das alíquotas para importação de peças e consoles de videogames.
Uma das dificuldades do governo em aprovar a pauta econômica — e também projetos de outras áreas — no Congresso, estava no fato de que Bolsonaro, como Presidente da República, não sabia o que era articulação política, e por isso não entrava na negociação das propostas legislativas junto aos deputados e senadores, acreditando ser função dos próprios parlamentares, o que dificultava muito a aprovação, mesmo com seu governo lidando com o Congresso considerado o mais reformista e favorável a pauta econômica da história brasileira.
Em 2021, o Brasil quebrou recorde ao abrir 4 milhões de empresas, sendo que foram fechadas 1.410.870 empresas, um aumento de 34,6% quando comparado com o ano de 2020.

#### Micro-empreendedorismo
Em 2019, Bolsonaro anunciou em sua conta no Twitter, uma resolução para excluir 17 atividades permitidas ao MEI, na lista constavam astrólogo, cantor/músico, disc jockey (DJ) ou video-jockey (VJ), esteticista, humorista e contador de histórias, instrutor de arte e cultura, instrutor de artes cênicas, instrutor de cursos gerenciais, instrutor de cursos preparatórios, instrutor de idiomas, instrutor de informática, instrutor de música, professor particular e proprietário de bar, com entretenimento. Devido às inúmeras críticas a resolução foi revogada.
No dia 24 de abril, foi sancionada a lei que criou a Empresa Simples de Crédito (ESC), depois que o projeto de lei foi aprovado no Congresso. Segundo o Ministério da Economia, pessoas físicas poderão abrir uma ESC em suas cidades e emprestar dinheiro para pequenos negócios. Não foi estabelecida exigência de capital mínimo para a abertura da empresa, mas a receita bruta anual máxima permitida foi de 4,8 milhões de reais. Outras limitações incluíam ainda a impossibilidade dessas empresas de serem um banco ou de usarem o nome de instituição financeira; a criação de filiais; e a participação de uma pessoa física em mais de uma ESC. As Empresas Simples de Crédito devem ter regime tributário de empresa convencional. A Confederação Nacional da Indústria (CNI) apoiou a criação da lei, afirmando que a criação das ESCs contribuirá para a ampliação do crédito para micro e pequenas empresas, mas que é preciso avançar também em outros pontos da agenda de competitividade do setor. A lei foi também alvo de críticas, sendo considerada por alguns como a regulamentação da agiotagem.

#### Política monetária
Seguindo a tendência iniciada durante o Governo Temer, o Banco Central seguiu reduzindo a meta da taxa básica de juros da economia, que era de 6,5% ao ano quando o governo iniciou, até o valor mínimo histórico de 2% ao ano, que perdurou de agosto de 2020 até março de 2021.
Essa redução teve consequências tanto positivas, quanto negativas para a economia brasileira. Por um lado, ela reduziu o custo do serviço da dívida pública, reduzindo o endividamento do governo. A medida foi necessária devido à pandemia de COVID-19, que levou a União a se endividar ainda mais para suportar as despesas extraordinárias com pagamento do auxílio emergencial, programas de proteção de empregos, aquisição de vacinas e compensação aos estados e municípios pela queda nas receitas estaduais. A baixa remuneração da renda fixa também estimulou o mercado de capitais. Ao diminuir a taxa mínima de atratividade dos investimentos, injetou dinheiro na economia. Por outro lado, a manutenção da taxa de juros nesse patamar tão baixo majorou significativamente a taxa de câmbio, por tornar o Brasil menos atrativo ao investidor estrangeiro, e fez com que a inflação, medida pelo IPCA atingisse a casa dos dois dígitos em novembro de 2021. Outros fatores que influenciaram a inflação foram o aumento do preço dos alimentos em razão da pandemia, do custo da energia elétrica em razão de uma crise hídrica e do preço dos combustíveis, com a invasão da Ucrânia pela Rússia. Esse patamar não ocorria desde o ápice da crise econômica iniciada em 2014. Outro índice de inflação, o IGP-M, utilizado no reajuste de alugueis, chegou a atingir mais de 35% nos doze meses anteriores a maio de 2021.
Em fevereiro de 2021, fruto de um amplo esforço do Executivo e do Legislativo, foi aprovada pelo Congresso Nacional a lei complementar que garante autonomia ao Banco Central, conferindo ao seu presidente e diretores, mandatos não concomitantes, limitando a capacidade do presidente da República de interferir na política monetária nacional. A lei chegou a ser questionada no Supremo Tribunal Federal pelos partidos PT e PSOL, sob a alegação de problemas na formalidade da tramitação do projeto de lei, com o que o Procurador-Geral da República concordou, afirmando que seria inconstitucional. Porém a sua constitucionalidade foi confirmada pelo tribunal, em votação de 8 a 2.
Após a garantia de autonomia do Banco Central, a taxa de juros voltou a crescer e, em dezembro de 2021, já estava em 9,25% ao ano, com previsão de aumento para 10,75% ao ano na reunião seguinte do Comitê de Política Monetária, que seria realizada em fevereiro de 2022. Entretanto, mesmo com a elevação da taxa de juros, a inflação medida pelo índice oficial ultrapassou em muito a meta, de 3,75% ao ano.
Em 2022, último ano do Governo Bolsonaro, a economia apresentou recuperação, com o PIB anual crescendo 2,9%, segundo os dados oficiais do IBGE, o maior valor desde 2013, antes da maior crise econômica da história brasileira, e taxa de desemprego ao final do ano caiu para 7,9%, o menor índice desde 2014, no início da crise. A inflação oficial em 2022, medida pelo IPCA, foi de 5,79%, acima da meta de inflação, apesar do Banco Central ter majorado a taxa de juros repetidas vezes ao longo do ano, em plena campanha eleitoral. Tradicionalmente, quando ainda não possuía autonomia, o Banco Central não majorava a taxa de juros em época de eleições presidenciais, o que era visto pelo mercado financeiro como uma forma de auxiliar o governo a se reeleger ou emplacar o sucessor. Esse paradigma foi rompido na primeira eleição após a concessão da autonomia, com a taxa de juros sendo majorada para 13,75% ao ano em setembro de 2022, e sendo mantida nesse patamar até o final do governo.

#### Reforma administrativa
O Congresso Nacional recebeu a reforma administrativa pretendida por Jair Bolsonaro no dia 3 de setembro de 2020, a Proposta de Emenda à Constituição (PEC), identificada como 32/2020 (PEC 32). As propostas valeriam para servidores do Executivo, Legislativo e Judiciário (com exceção das carreiras típicas de Estado), das três esferas da federação: União, estados e municípios, mas só para quem ingressasse no setor público a partir da promulgação da Emenda Constitucional.
Entre as mudanças, estavam o fim da estabilidade para futuros servidores, a permissão para acumulação de cargos, o fim de aposentadoria como forma de punição, a contratação de pessoal com vínculo por prazo determinado mediante processo seletivo simplificado, permitir ao Poder Legislativo editar normas gerais para delegar a particulares atividades exercidas pelo poder público entre outras.
Sem votos, o governo suspendeu a tramitação da PEC 32, o motivo foi a falta de apoio dos parlamentares ao projeto. Bolsonaro e sua base não conseguiram o voto de 308 deputados, necessários para levar a cabo a proposta.

### Agricultura

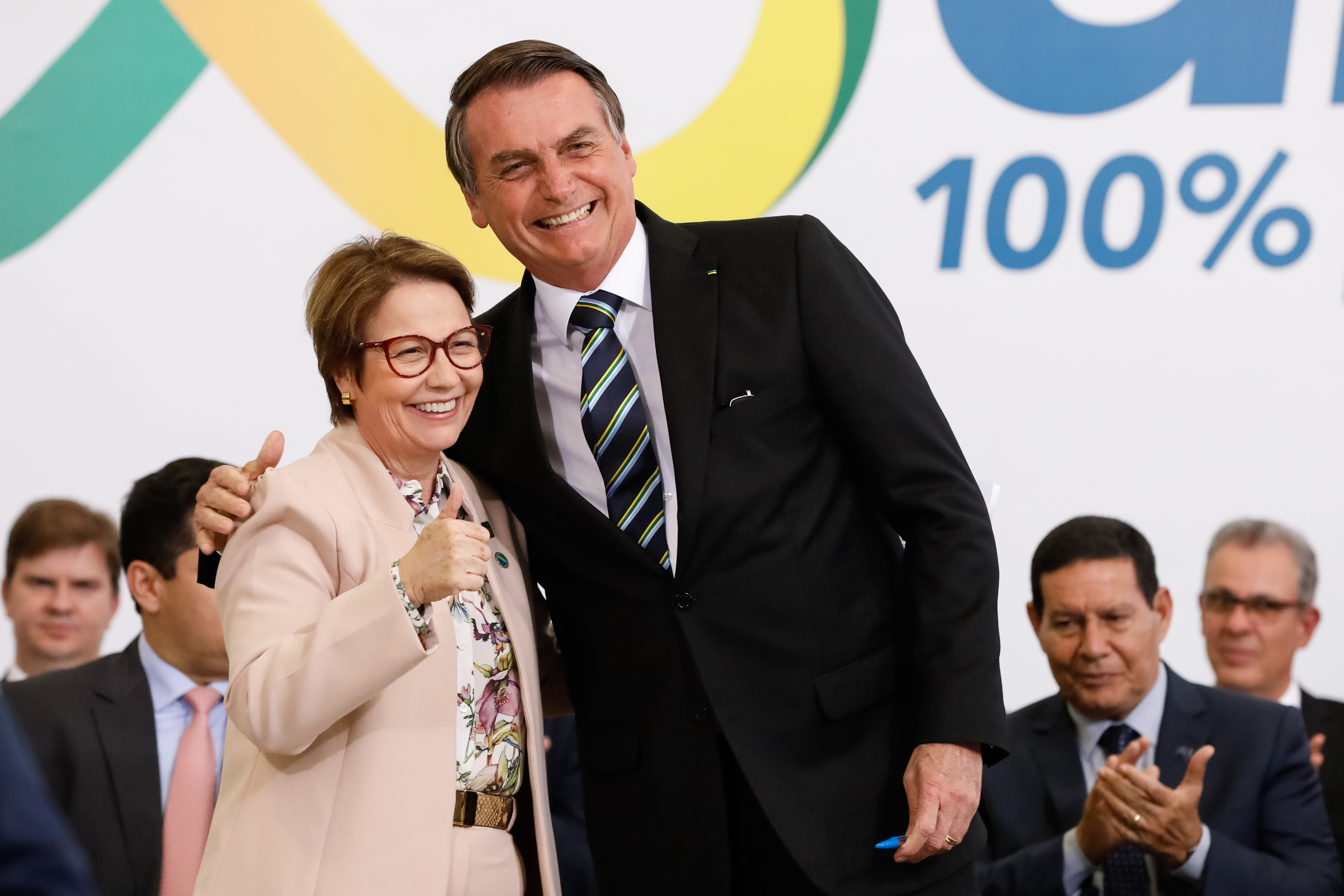
Tereza Cristina, ministra da agricultura, ao lado de Bolsonaro.

Em 2019, foi anunciado um acordo comercial entre o Mercosul e a União Européia, que prevê, entre outras assuntos, eliminação de tarifas para diversos produtos, como frutas, suco de laranja, café solúvel, peixes, crustáceos, óleos vegetais, e cotas para a venda de carnes, açúcar e etanol. Era esperado, por exemplo, uma alta na exportação de frutas do Nordeste brasileiro para a Europa. Porém, desde então, a França, que é um concorrente do Brasil na venda de commodities, vem emperrando propositalmente e de forma unilateral a execução do acordo, através da colocação de exigências massivas, tática comum na negociação internacional para impedir ações.
Não obstante, durante o mandato de Bolsonaro, a agricultura do país vem batendo recordes sucessivos de produção. Estima-se que a safra nacional de grãos baterá o 3.º recorde consecutivo em 2021, com uma produção de 260,5 milhões de toneladas (2,5% de acréscimo em relação ao ano anterior, onde a produção foi de 254,1 milhões de toneladas). Em termos de valor bruto, em 2020, a produção agropecuária do país teve um acréscimo de 17% em relação ao ano anterior, obtendo R$ 871,3 bilhões.
Durante o início do governo Bolsonaro, a responsabilidade de realizar a reforma agrária e demarcar e regularizar terras indígenas e áreas remanescentes dos quilombos passou a ser do Ministério da Agricultura, que é controlado pela bancada ruralista. Desta forma, a Fundação Nacional do Índio (Funai) e o Instituto Nacional de Colonização e Reforma Agrária (Incra) ficaram fragmentados e com menos poder. Esses atos geraram má repercussão na mídia internacional. O Ministério dos Direitos Humanos também suspendeu um contrato de 44,9 milhões da Funai.

#### Liberação de agrotóxicos
Em 21 de maio de 2019, o Ministério da Agricultura divulgou a liberação de 31 agrotóxicos para serem usados em lavouras brasileiras. Dos novos agrotóxicos, 26% não são permitidos na União Europeia (UE) e três deles usam como base o glifosato, substância classificada pela Organização Mundial da Saúde (OMS) como potencial provocadora de câncer, como o linfoma não Hodgkin. Outros 42 agrotóxicos foram autorizados no final de junho, sendo que 40% deles são proibidos na UE. Em 2019, até o dia 28 de junho, o governo já havia autorizado 239 novos pesticidas, sendo que nunca tantas permissões foram concedidas de uma só vez no Brasil. Ao todo, o governo Bolsonaro liberou 2.182 agrotóxicos. Desses, 96 são inéditos e 366 são biológicos, que possuem baixo impacto ao meio ambiente. 22 deles são considerados muito perigosos para o meio ambiente.
Segundo levantamento feito pelo jornal O Globo, realizado com base em dados do Ministério da Saúde, as notificações por intoxicação por agrotóxico dobraram desde 2009, passando de 7.001 para 14.664 no ano passado. No entanto, segundo a OMS, estima-se que este índice pode ser até 50 vezes maior. Ambientalistas acusam o governo federal de aumentar o poder do Ministério da Agricultura na liberação de registros de agrotóxicos, em detrimento das outras entidades. A Anvisa, por sua vez, reduziu a frequência de seus relatórios de resíduos em alimentos.
De acordo com dados levantados pela Agência Pública e Repórter Brasil, 14.549 pessoas foram intoxicadas por agrotóxicos durante a gestão de Bolsonaro. Os principais afetados foram homens negros. Os estados mais afetados foram o Paraná, Santa Catarina e Rio Grande do Sul. A maior causa foi tentativa de suicídio, com mais de 5 mil casos registrados. Os casos aconteceram principalmente em lavouras de soja, fumo e milho.

### Infraestrutura

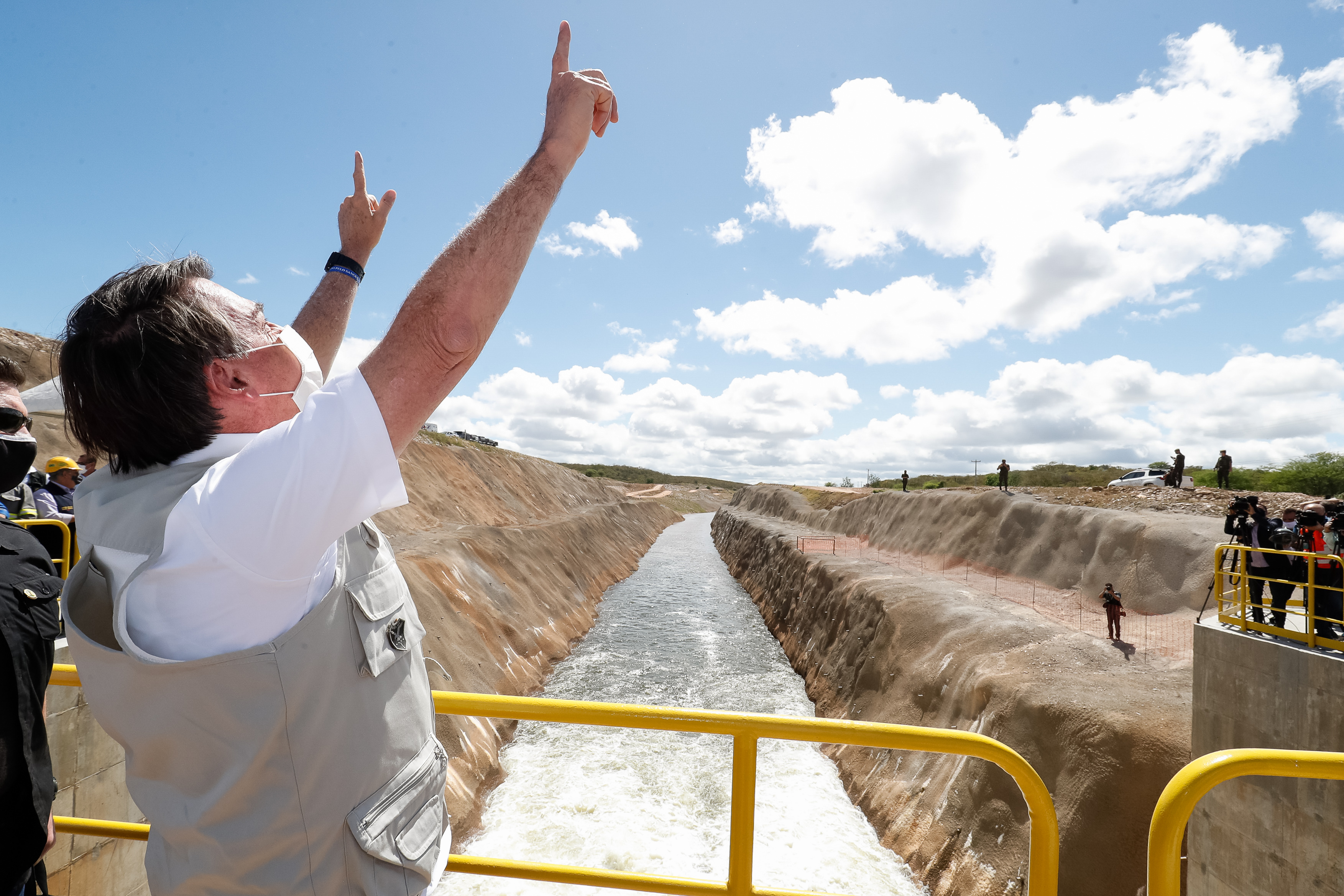
Bolsonaro na chegada das águas do Rio São Francisco ao Ceará em 2020

Em agosto de 2019, o governo federal lançou o "Pró-Infra", um programa destinado a estimular o o investimento privado em infraestrutura no Brasil, tendo como metas elevar os aportes em infraestrutura como proporção do PIB de 1,6% para 3,8% até 2022 e fazer o Brasil subir 10 posições no ranking global de competitividade, feito pelo Fórum Econômico Mundial, de 81.º para 71.º. O Pró-Infra conta com recursos do BNDES e do Programa de Parcerias de Investimento (PPI), num cenário para transformar a infraestrutura do país, o programa estima que seja necessário elevar o investimento no setor de 142 bilhões de reais na atualidade para 735 bilhões até 2040.
Em 15 de março, o governo arrecadou 2,377 bilhões de reais à vista com leilão de 12 aeroportos no país. As regras do leilão previam ainda uma outorga variável a ser paga ao longo dos 30 anos de concessão. O ágio passou de 4.700% pelo bloco da região Centro-Oeste do país, em 4 aeroportos só no estado do Mato Grosso (Alta Floresta, Sinop, Cuiabá e Rondonópolis).
Em novembro de 2019, foi criada a NAV Brasil como resultado da cisão da Infraero, empresa estatal responsável por controlar o tráfego aéreo. A NAV Brasil foi primeira estatal criada desde 2013, quando Dilma Rousseff criou a Agência Brasileira Gestora de Fundos Garantidores e Garantias (ABGF). Segundo o governo, a intenção era reduzir o prejuízo da Infraero, que, segundo o governo, perdeu receita após a privatizações de aeroportos.
Em 7 de outubro de 2020, foi lançado o programa Voo Simples, apresentado pelo Ministro da Infraestrutura Tarcísio Gomes de Freitas, com o propósito de trazer regras mais modernas para o setor da aviação brasileira.

#### Ferrovias
Durante praticamente todo o século XX, o Brasil apostou, para impulsionar o crescimento de ferrovias no pais, no sistema de concessões, em especial nas estatais atuando na construção das ferrovias, porém, analisou-se que o Brasil tinha apenas 30.129 km de malhas em 2014 contra 226.612 km, dos Estados Unidos, demonstrando que houve um mal investimento na área ferroviária, além de estarem em estado precário, mal conservadas.
Seguindo essa linha de raciocínio, seu governo entendeu que era preciso mudar a lei federal que fala sobre ferrovias de concessão para autorização, que permite que a iniciativa privada explore e construa ferrovias por meio de outorga de autorização, isso foi responsável pela retomada da malha ferroviária no Brasil com o programa Pró-Trilhos, que buscou ampliar e agilizar investimentos em ferrovias via essas autorizações, o número de pedidos de novas linhas férreas chegou a 89. Apresentados por 39 diferentes proponentes, os requerimentos somam 22.442 quilômetros de novos trilhos em todas as regiões do país e têm projeção de investimento estimado na ordem de R$ 258 bilhões — recursos 100% privados.
A privatização de ferrovias é uma recomendação de diversos órgãos internacionais, dentre eles o Banco Mundial, que encoraja a privatização para melhoria da infraestrutura de modais.

#### Energia
O Governo Bolsonaro se mostra favorável ao aumento da geração de energia renovável. Em março de 2021, o ministro de Minas e Energia, Bento Albuquerque, contatou Jennifer Granholm, secretária de Energia dos Estados Unidos, pedindo cooperação para atingir a meta de 50% de geração de energia renovável na matriz energética do país: em 2019, o total do Brasil era de 45%. O total da média mundial era de apenas 14%.
Em dezembro de 2020, a capacidade eólica total instalada no Brasil era de 16,9 GW, com 14,4 GW na Região Nordeste e 2,0 GW na Região Sul. Cerca de 9% da eletricidade do Brasil, em 2019, era gerada por energia eólica.
Bolsonaro se posicionou contra qualquer tipo de taxação sobre a energia solar. Em 2020, o governo zerou o imposto sobre importação de equipamentos de energia solar. Em dezembro de 2020, o Brasil tinha 7,9 GW de capacidade instalada de geração de energia solar, com 4,5 GW de energia solar distribuída, 2,3 GW na Região Nordeste e 1,0 GW na Região Sudeste. Em 2019, a energia solar representava mais de 1% da energia gerada no país.
Em 2022, o Brasil passou a vender energia excedente para a Argentina e Uruguai.
Entre 2020 e 2021, ocorreu uma crise hídrica no Brasil, que teve como evento desencadeador a pior seca em 91 anos, que reduziu a níveis críticos os reservatórios das hidrelétricas do Centro-Oeste e do Sul, fontes de 70% da energia hidráulica do país, agravando a situação do país durante o enfrentamento a pandemia de COVID-19.
A crise teve impacto significativo na conta de luz dos consumidores, acionando o limite de cobrança da bandeira vermelha e a criação de uma nova bandeira da escassez hídrica, provocando efeitos na inflação pelo aumento no custo da energia elétrica.

### Programa educacional
| |  | |
| Ricardo Vélez, ex-ministro da Educação, disse que pretendia fazer uma "revisão" dos livros didáticos de História. |  | Abraham Weintraub anunciou cortes de 30% em universidades federais que "estiverem fazendo balbúrdia". |

Em 2018, o Exame Nacional do Ensino Médio (Enem), utilizou o Pajubá como tema de uma das questões da prova de Linguagens, Códigos e suas Tecnologia. A situação provocou diversas críticas nos meios de comunicação, tendo um reforço maior com o comentário do então presidente eleito Jair Bolsonaro, que em entrevistas e nas suas redes sociais (Facebook e Twitter), disse que o atual ENEM não funciona e que não deveria incluir questões de gênero na pauta da prova. Em resposta, Maria Inês Fini, presidente do INEP, autarquia federal vinculada ao Ministério da Educação que prepara e realiza o ENEM, criticou a declaração e a interferência de Bolsonaro no exame, declarando que lamentava leituras equivocadas e que não é o Governo que manda no Enem. Uma das primeiras medidas do presidente, depois de tomar posse, foi exonerar Maria Inês do cargo, em janeiro de 2019.
O governo Bolsonaro preparou um projeto de lei para regulamentar o ensino domiciliar no Brasil, com os requisitos mínimos que pais ou responsáveis legais devem cumprir, tais como o cadastro em uma plataforma a ser desenvolvida pelo Ministério da Educação e a possibilidade de avaliação. Em 2018, no entanto, o Supremo Tribunal Federal (STF) decidiu não reconhecer o ensino domiciliar, por não haver no país previsão constitucional sobre o tema. Durante a discussão no STF, manifestaram-se contrárias ao homeschooling a Advocacia-Geral da União (AGU) e a Procuradoria-Geral da República.
Em 3 de abril de 2019, o então Ministro da Educação, o colombiano Ricardo Vélez, afirmou que os livros didáticos de História passariam por uma revisão para que as crianças "possam ter a ideia verídica, real, do que foi a sua história" e citou como exemplo o golpe de 1964, que classificou como 'constitucional', e a ditadura militar, que disse ter sido 'um regime democrático de força'. A fala do ministro irritou a cúpula militar por criar um "desgaste desnecessário". Em 8 de abril de 2019, Vélez foi demitido do MEC sob a alegação de "falta de expertise e gestão" que, por conseguinte, levou ao acúmulo de problemas internos da pasta.
No final de abril, a nova gestão do Ministério da Educação, sob o comando de Abraham Weintraub, anunciou o bloqueio de 30% na verba das instituições de ensino federais, entre as 60 universidades e os quase 40 institutos em todo o país. Inicialmente, o ministro havia anunciado o corte de de verbas da UFF, UFBA e UnB, que, segundo ele, "estiverem fazendo balbúrdia". Posteriormente, o corte foi ampliado para todas as universidades federais. De acordo com a Associação Nacional dos Dirigentes das Instituições Federais de Ensino Superior (Andifes), o contingenciamento atingiu 20% da verba para custeio (ou seja, serviços de manutenção, limpeza, segurança, entre outros), e 90% da verba de investimento (custos de uma obra, reforma ou construção, por exemplo). Esses custos, para o governo, são considerados despesas discricionárias, ou seja, não são obrigatórias, com o bloqueio correspondendo a cerca de 3,5% do orçamento total, que estariam sendo "segurados" para serem liberados após setembro. Em maio, o MEC anunciou que também estudava "descentralizar" investimentos aos cursos de filosofia e sociologia, o que mobilizou um manifesto contrário à proposta assinado por representantes de universidades com prestígio mundial, como Harvard, Yale, MIT, Oxford, Cambridge, Sorbonne, Columbia e Berkeley.
Em julho, o MEC apresentou o projeto "Future-se" que cria um fundo para financiar as universidades federais para atrair também recursos privados, facilitar processos licitatórios e, com isso, financiar pesquisa, inovação, e internacionalização nas instituições de ensino. Trata-se de um programa de adesão voluntária e as universidades seguirão, segundo a pasta, contando com o orçamento público. O texto do programa passou por consulta pública e recebeu mais de 20 mil contribuições.
No dia 6 de setembro, Bolsonaro criou, por meio de Medida Provisória, o "ID Estudantil", que é uma carteira estudantil digital para alunos desde o ensino fundamental ao superior. Essa MP visa mudar a situação anterior, em que a carteirinha era emitida por entidades como a União Nacional dos Estudantes (UNE) e a União Brasileira dos Estudantes Secundaristas (Ubes), que cobravam 35 reais por ela além do frete e era a principal fonte de renda dessas entidades. O projeto já vinha sendo pensado desde a equipe de transição do governo, que propôs a centralização dos documentos como forma de desidratar o orçamento do movimento estudantil, sendo este majoritariamente contrário ao governo.
O pastor Milton Ribeiro, o quarto a ocupar o ministério, foi preso preventivamente após deixar o cargo, sendo acusado de corrupção passiva, prevaricação, advocacia administrativa e tráfico de influência, alegadamente organizando um "gabinete paralelo" composto por pastores evangélicos, que opinavam na distribuição de verbas federais destinadas à educação e intermediavam encontros com autoridades. O escândalo ficou conhecido como o "Bolsolão do MEC".
A atuação do governo no campo da educação resultou na piora em quase todos os índices e recebeu muitas críticas, sendo acusado também de não procurar o diálogo com os estudantes, a sociedade civil e os governos locais; de atacar e perseguir professores e pesquisadores; de promover a difamação das instituições de ensino; e de interferir na autonomia universitária.

#### Cortes orçamentários
O governo Jair Bolsonaro propôs cortes acima de 90% em vários programas para a Educação em 2023, definição negada por ele: "Não tem corte. Chama-se contingenciamento. Eu tenho que seguir a lei de responsabilidade fiscal. O repasse de recurso é em função de entrada de receita. O que foi adiado até dezembro foi uma pequena parcela. O orçamento para a educação para o ensino superior no corrente ano é quase R$ 1 bilhão superior ao ano passado. (…) O orçamento será todo liberado no corrente ano. Em vez de pagar agora, você vai pagar no final do ano. Isso é feito em todos os governos, isso acontece em todos os anos", disse. O recurso para infraestrutura das escolas do país, por exemplo, terá uma queda de 97% de acordo com o projeto orçamentário para 2023, enviado pelo governo ao Congresso Nacional, na comparação com os recursos propostos para 2022. O governo reduziu o investimento em infraestrutura, considerado um indutor do investimento privado, e liberou parte do orçamento para o Congresso.

### Ministério da Mulher, da Família e dos Direitos Humanos
O ministério teve como titular Damares Alves de 1º de janeiro de 2019 até 30 de março de 2022. Alves é advogada e pastora da Igreja do Evangelho Quadrangular, e desde antes de sua posse já havia se ligado à bancada evangélica e se envolvido em controvérsias devido a posicionamentos conservadores e à divulgação de informações falsas ou teorias conspiratórias, principalmente sobre temas de moral e costumes.
Já no começo de seu mandato, em janeiro de 2019, mentiu sobre seu currículo, afirmando ser mestre em educação, direito constitucional e direito da família, títulos que nunca teve, retratando-se ao ser confrontada pela imprensa e então dizendo que seu mestrado era "bíblico", e gerou polêmica ao dizer que pretendia acabar com um suposto "abuso da doutrinação ideológica de crianças e adolescentes no Brasil" e que a "revolução estava apenas começando". Outro trecho do discurso que gerou grande repercussão foi a frase na qual afirmou que "menino veste azul e menina veste rosa", que gerou protestos de defensores dos direitos LGBT. Segundo a ministra, seu objetivo foi fazer uma declaração contra o que chama de "ideologia de gênero", uma teoria conspiratória que alega haver um movimento para a destruição da família e da "ordem natural" e busca criar um pânico moral.
Muitas outras polêmicas se seguiram, como a tentativa de negação da teoria evolucionista, lamentando que a Igreja Evangélica tenha deixado a ciência nas mãos de cientistas; a declaração de que gostaria que a abstinência sexual fosse um tema abordado nas escolas, alegando que tratar da questão poderia evitar a infecção de jovens pelo vírus HIV e a gravidez precoce; declarou em evento oficial acreditar que a mulher deve ser submissa ao homem no casamento; e mentiu em 2021 sobre o volume de investimentos nos programas voltados às mulheres, num ano em que o ministério como um todo empenhou apenas 43,8% dos recursos disponíveis, o que levou o Ministério Público a abrir uma investigação sobre os impactos dessa omissão sobre as políticas públicas. No mesmo ano, em discurso no Conselho de Direitos Humanos da ONU, apresentou dados falsos e tentou dissimular a péssima atuação do governo durante a pandemia de covid-19, o que levou dezenas de entidades a publicarem uma nota conjunta de protesto.
Sua atuação na pasta foi marcada pela campanha contra o aborto e a constante defesa de um modelo tradicional de família e moral. Apesar de prometer aderir ao sistema internacional de direitos humanos e promover grupos vulneráveis e minorias, incluindo mulheres, LGBT, negros, crianças e indígenas, seu alinhamento ao bolsonarismo e ao conservadorismo e seu ativismo religioso tornaram o cumprimento das promessas problemático e muitas vezes inviável, em particular pela tensão entre sua função institucional como ministra num Estado laico e sua atividade como pastora. Trabalhou para esvaziar o Mecanismo Nacional de Combate à Tortura; cortou verbas da política quilombola; criou a Política Nacional de Educação Especial, considerada um retrocesso discriminatório e derrubada pelo STF; esvaziou o Conselho Nacional de Combate à Discriminação LGBT. Houve uma grande desproporção na atenção aos diferentes setores contemplados pelo seu ministério, segundo levantamento do grupo Gênero e Número a partir de dados oficiais. Das reuniões ministeriais cuja pauta é conhecida, permaneceram nos últimos lugares igualdade racial (12 reuniões), combate às drogas (8), povos tradicionais (6) e LGBT+ (4), privilegiando mulheres (155), infância/adolescência (132) e direitos humanos (108), com outras pautas em posições intermediárias. Das reuniões com parlamentares, 74% foram com homens. Segundo Masra Abreu, assessora do Centro Feminista de Estudos e Assessoria, "os dados fazem parte da lógica de construção de políticas públicas a partir de um viés conservador e patriarcal".
Para a Human Rights Watch, o desempenho do ministério foi fraco em todos os setores, omitiu-se em áreas críticas como o racismo estrutural e violência policial, e "quando não promoveu, pouco ou nada fez para conter essa agenda anti-direitos humanos". Segundo os pesquisadores Neves & Wachholz, Alves é uma "expoente de uma direita cristã que se vislumbra no país e que tem uma atuação política pautada por valores morais religiosos e é marcadamente reativa, pois busca confrontar-se com grupos políticos e sociais mais progressistas". Já para as pesquisadoras Rodrigues & Falcão, identificá-la no espectro religioso-conservador é insuficiente "para uma análise conjuntural dos referentes históricos que ela mobiliza em seu discurso. [...] Como ativista política de causas do campo evangélico, ela levanta pautas que vão muito além do espectro do conservadorismo, agenciando debates que traduzem sua aliança com o projeto neoliberal bolsonarista, aquele através do qual ela chegou ao poder".

### Meio ambiente

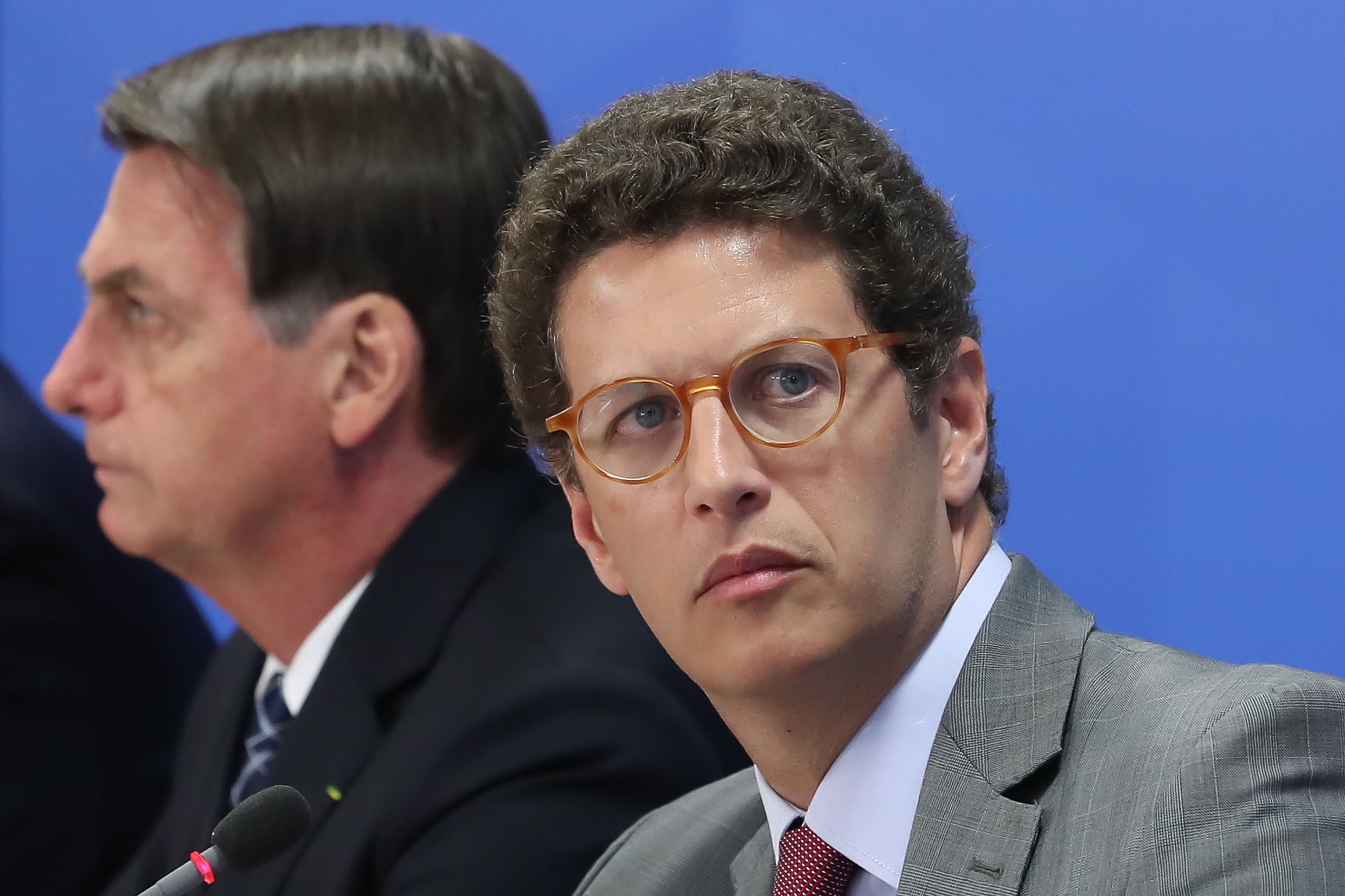
O Ministro do Meio Ambiente, Ricardo Salles, afirmou que as mudanças climáticas não são um tema prioritário.

O presidente chegou a cogitar a possibilidade de extinguir o Ministério do Meio Ambiente, ideia que ganhou força em novembro durante o governo de transição, mas recuou na decisão. No entanto, o departamento de Educação Ambiental do Ministério do Meio Ambiente foi incorporado pela Secretaria de Ecoturismo, enquanto que o Serviço Florestal Brasileiro foi transferido do Ministério do Meio Ambiente para a Agricultura.
A legislação ambiental foi amplamente erodida; as estruturas de normatização e fiscalização, incluindo o Ministério do Meio Ambiente, a Funai e o Ibama perderam poderes e foram enfraquecidas e desacreditadas pelo próprio governo; o financiamento para o setor foi reduzido; e a maior parte dos recursos disponíveis nos fundos ambientais deixou de ser aplicada.
Bolsonaro dissolveu a Secretaria de Mudanças Climáticas; cortou 93% da verba para pesquisa em mudanças climáticas, e promoveu negacionismo sobre o problema do aquecimento global. Suas políticas põe em risco o cumprimento dos compromissos internacionais assumidos pelo Brasil na redução da emissão de gases estufa. O governo Bolsonaro também fez reiteradas críticas ao Acordo de Paris e vários membros de seu governo refutam as mudanças climáticas, contrariando o consenso científico. O chanceler Ernesto Araújo disse que se trata de um "dogma marxista", enquanto o ministro Ricardo Salles afirmou que o tema não é prioritário. A gestão Bolsonaro cancelou um encontro regional da ONU sobre as mudanças climáticas que aconteceria em Salvador, além de não enviar representantes ao Peru para uma conferência sobre gestão florestal e agricultura organizada pelo Programa das Nações Unidas para o Desenvolvimento (Pnud). O evento Semana Climática América Latina e Caribe estava marcado para os dias 19 e 23 de agosto na capital baiana e seria realizado em preparação para para a 25ª Conferência da ONU sobre Mudanças Climáticas, que também seria realizada no Brasil por iniciativa do governo Michel Temer, mas que Bolsonaro se recusou a sediar.

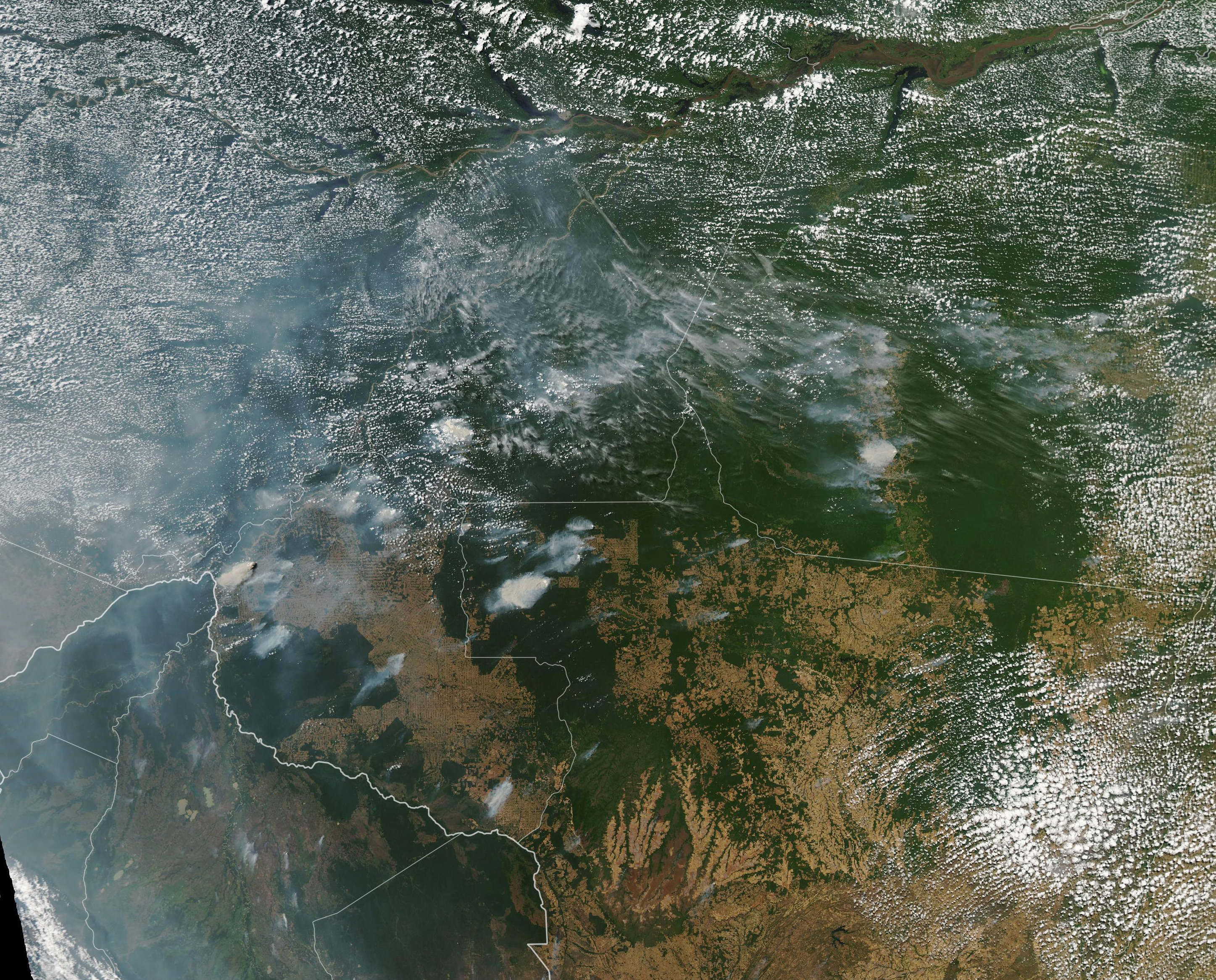
Imagem de satélite de incêndios florestais no Brasil em 2019

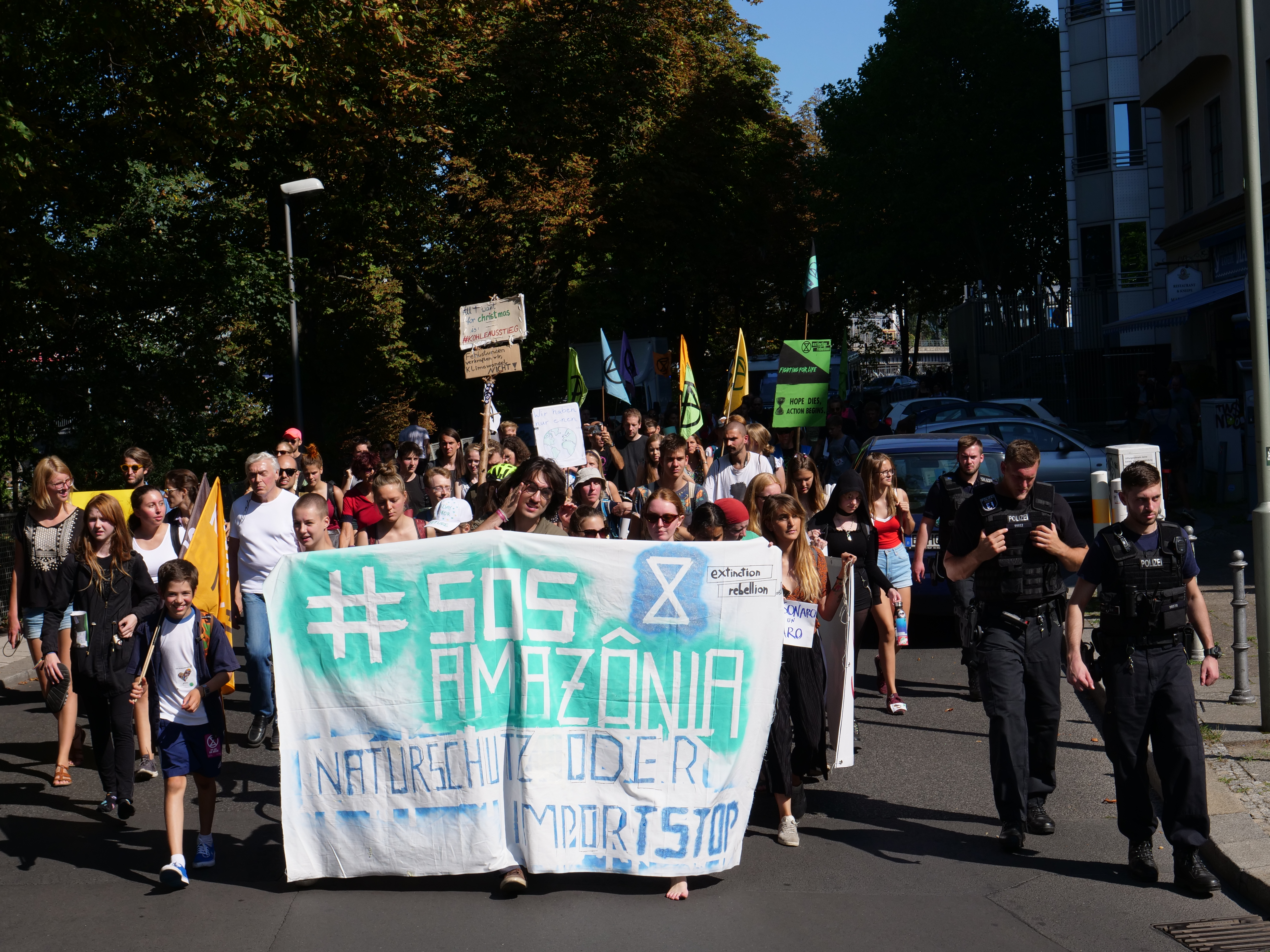
Protesto SOS Amazônia em Berlim, Alemanha, em 2019

Sob seu governo as taxas de desmatamento atingiram recordes. Os níveis em 2021 eram os maiores desde 2006, e entre 2019 e 2021 o país perdeu 42 517 km² de florestas. A maior parte do desmatamento ocorreu para possibilitar a expansão agropecuária, usando o método da queimada, ocorrendo vastas ondas de incêndios florestais. Somente em 2022 a área total queimada no país foi maior que o estado do Ceará. No ano anterior, as perdas já haviam sido quase tão vastas, apenas 11% menores.
O presidente havia prometido em campanha acabar com uma suposta "indústria de multas ambientais", e em seu governo a aplicação de multas foi quase completamente paralisada. Segundo levantamento do Monitor da Fiscalização, de janeiro de 2019 a março de 2022, 98% dos alertas de desmatamento registrados no Brasil não foram fiscalizados. Bolsonaro também divulgou muitas informações falsas ou distorcidas para justificar suas políticas, e disseminou desconfiança injustificada sobre os dados de satélite de desmatamento coletados pelo Instituto Nacional de Pesquisas Espaciais, que são universalmente reconhecidos como precisos, e demitiu o diretor do Inpe Ricardo Galvão, o que gerou muitos protestos.
Em 9 de novembro de 2020, o jornal O Estado de S. Paulo publicou documentos elaborados pelo Conselho Nacional da Amazônia Legal, presidido pelo vice-presidente Hamilton Mourão, que revelam um plano do governo federal de controlar, através de um marco regulatório, todas as ONGs presentes na Amazônia e limitar as entidades que violam os interesses nacionais até 2022. A medida vem de um contexto de desgaste internacional, como uma tentativa de recuperar o Fundo Amazônia. O plano não detalha quais seriam os interesses nacionais. Mais de 70 ONGs assinaram uma carta aberta chamando a medida de repugnante e anticonstitucional. Entre os assinantes estão o Instituto Centro de Vida (ICV), WWF, SOS Mata Atlântica, Instituto Socioambiental (ISA), Observatório do Clima e Greenpeace. Mourão se pronunciou dizendo que não havia assinado o documento e procuraria se informar melhor.
A política ambiental do governo Bolsonaro foi intensamente criticada por cientistas e especialistas na área, que a descreveram como desastrosa, embora tenha recebido apoio de diversos setores econômica e politicamente influentes, como o agronegócio e a mineração. Mais de 600 cientistas europeus e 300 organizações indígenas publicaram, em abril de 2019, um manifesto na revista Science desaprovando a atual política ambiental brasileira e pedindo que a União Europeia pressione o país para que respeite o ambiente e os povos indígenas. Em 8 de maio, oito ex-ministros do Meio Ambiente assinaram um manifesto contra as políticas ambientais do governo. A repercussão internacional da sua atuação na questão ambiental e climática foi amplamente negativa.

### Segurança pública

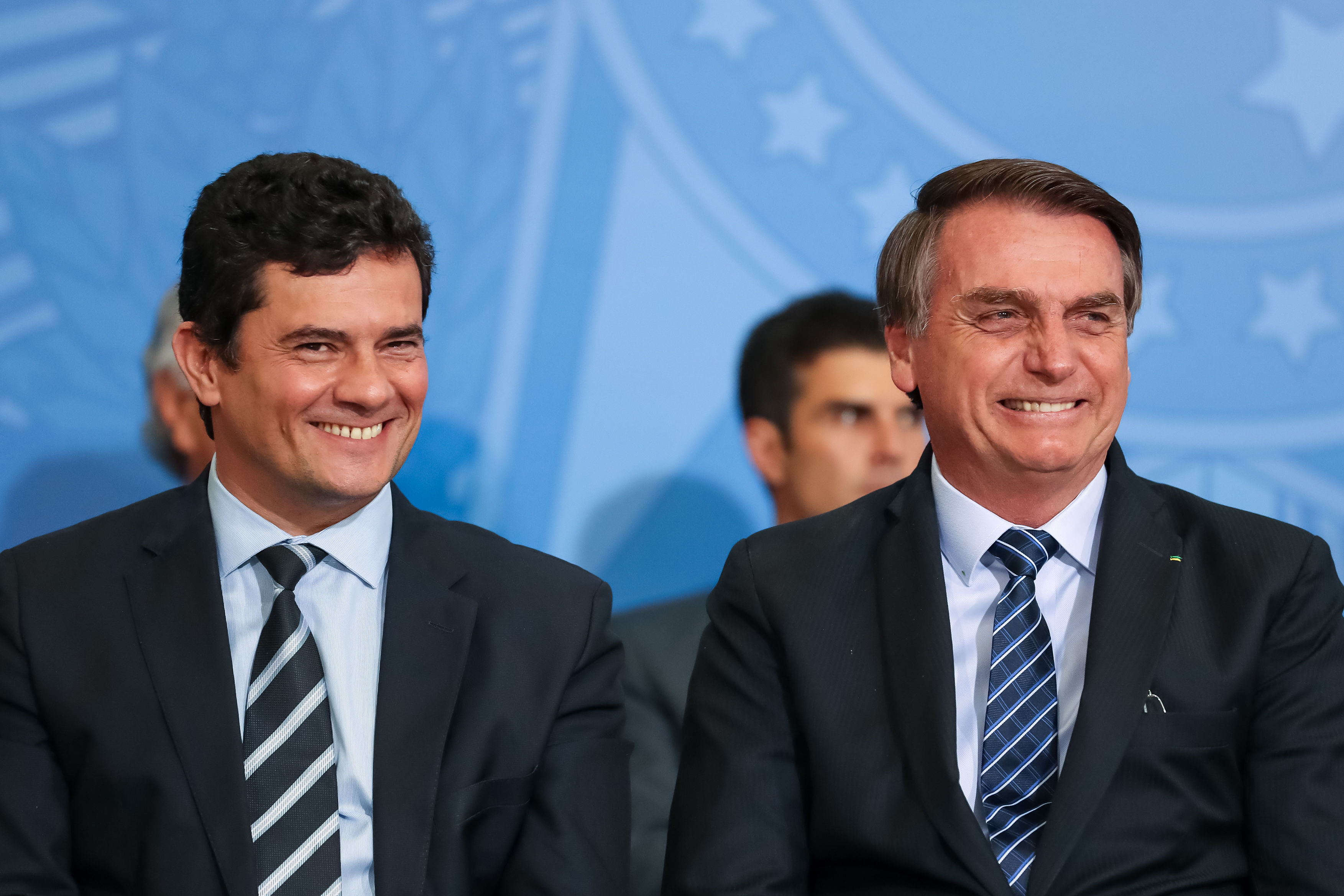
Sergio Moro, ex-Ministro da Justiça do governo Bolsonaro.

No dia 4 de fevereiro de 2019, o então Ministro da Justiça Sergio Moro apresentou para governadores e representantes de 25 estados, mais o Distrito Federal, o Projeto de Lei Anticrime que previa alterações no Código Penal, no Código de Processo Penal e na Lei de Crimes Hediondos. Para Moro, as propostas tratavam de três assuntos: o crime organizado, a criminalidade violenta e a corrupção, que para ele estavam inter-relacionados. Entre as medidas propostas estava a alteração da lei do excludente de ilicitude que permitiria que juízes reduzissem pela metade ou até anulassem a pena imposta a policiais se considerassem que "o excesso decorreu de escusável medo, surpresa ou violenta emoção". O projeto de lei "anticrime" está estagnado no Congresso Nacional devido a maior atenção dada a reforma da Previdência e a falta de articulação entre Moro e os deputados federais.
Em 29 de agosto de 2019, o governo federal lançou o programa "Em frente Brasil", um programa com foco no combate aos crimes violentos no país, como homicídios, feminicídios, estupros, latrocínios e roubos. O programa, de acordo com o Ministério da Justiça e Segurança Pública, alia medidas de segurança pública a ações sociais e econômicas, para "promover a transformação das regiões, por meio da cooperação e da integração entre estados, municípios e União". As forças-tarefas que participam do programa são integradas pela Polícia Federal, Polícia Rodoviária Federal, Secretaria Nacional de Segurança Pública, Secretaria de Operações Integradas, Polícias Civis e Militares, Corpos de Bombeiros Militares, Sistema Penitenciário, e Força Nacional de Segurança Pública. Um projeto-piloto foi implementado em cinco cidades, uma em cada região do Brasil, no Norte, em Ananindeua (Pará), no Nordeste, em Paulista (Pernambuco), no Sudeste, em Cariacica (Espírito Santo), no Sul, em São José dos Pinhais (Paraná) e no Centro-Oeste, em Goiânia (Goiás). De acordo com dados oficiais do Ministério da Justiça, as cinco cidades em que o projeto-piloto foi implementado tiveram uma queda de 53% no número de homicídios e de quase 40% no número de roubos em setembro de 2019 em relação ao mesmo mês do ano anterior.
Contudo, com a demissão do ministro da Justiça em abril de 2020 o programa entrou em uma fase de indefinição, parte dos recursos não foi aplicada e a articulação entre os ministérios não avançou. Ao longo do ano de 2020, de acordo com dados do Ministério, a situação se mostrou irregular, com piora nos índices em algumas cidades e melhora em outras. No resto do país os índices de crimes violentos cresceram por sete meses consecutivos entre o fim de 2019 e início de 2020, batendo um recorde histórico. Na segunda fase do programa 20 cidades foram contempladas, e os resultados até meados de 2022 foram melhores do que outras cidades tomadas como comparação, com uma redução média de 18,6% nos assassinatos, mas na análise do sociólogo Túlio Khan, embora os resultados sugiram efetividade do programa, uma avaliação segura é difícil devido a características peculiares dessas cidades. Para a diretoria do Instituto Sou da Paz, até o fim de 2022, a despeito dos investimentos e do interesse dos governadores, o programa permaneceu limitado a poucas cidades e fracassou como forma de articular uma política nacional de segurança pública.
No dia 1º de outubro de 2019, a Câmara aprovou a Medida Provisória 885/19, que facilita a venda de bens apreendidos em ações de combate ao tráfico de drogas. A MP havia sido proposta em junho, e conferia à Secretaria Nacional de Políticas sobre Drogas (Senad) o poder de leiloar esses bens antes do término do processo criminal. Os bens poderão ainda ser vendidos abaixo do preço avaliado, caso não encontrem compradores nos leilões. Antes, os bens só poderiam ser vendidos acima do preço de avaliação.
Em 2021 os homicídios caíram 7% em relação ao ano anterior, mas a causa dessa queda se deve a múltiplos fatores, incluindo ações dos governos estaduais e municipais, redução nos conflitos entre facções de crime organizado, alterações demográficas e efeitos da pandemia. O número de mortes violentas por causa indeterminada aumentou 86% entre 2018 e 2020. As iniciativas para combater a violência contra a mulher foram poucas, no 1º semestre de 2022 os repasses de verbas estavam em seu nível mais baixo e os feminicídios bateram recorde. Segundo o Anuário Brasileiro de Segurança Pública de 2022, embora em alguns períodos e locais tenha havido redução de mortes e crimes violentos, "ao contrário das tentativas de explicação simplista e/ou interessadas, muitas das quais feitas no afogadilho da proximidade das Eleições Gerais de 2022, é preciso cautela na identificação dos fatores e causas para este fenômeno", que invariavelmente são múltiplos e complexos, acrescentando que "o Brasil ainda convive com cenários de violência extrema que preocupam muito e revelam a fragilidade dos arranjos institucionais da segurança pública no país".
Para o Sou da Paz, foram positivos os investimentos na Rede Integrada de Bancos de Perfis Genéticos e no Sistema Nacional de Análise Balística e a implementação da Rede de Centros Integrados de Inteligência de Segurança Pública, mas no balanço final "a gestão foi marcada por graves retrocessos", "investiu em medidas de centralização do poder que resultaram em ingerências no funcionamento das instituições", e "a promessa de priorizar a segurança pública não se cumpriu. O que se viu, ao revés, foi a ingerência política indevida nas polícias federais e Exército, além de um desproporcional foco na facilitação de acesso às armas, medidas que, ao invés de garantir segurança pública, acabam por fragilizá-la". Para Figueiredo, Marques & Lagreca, houve vários retrocessos, a interferência política na Polícia Federal foi sistemática, e "se, por um lado, o tema [da segurança] foi prioritário nas eleições e seguiu com grande espaço durante os três primeiros anos do governo Bolsonaro é importante, desde já, esclarecer que existe um grande abismo entre os discursos presidenciais e as ações efetivamente implementadas pelo seu governo. [...] A principal (e talvez única) confluência entre discurso e prática desde o início do governo diz respeito a ações para ampliação do acesso às armas de fogo".

#### Código de trânsito

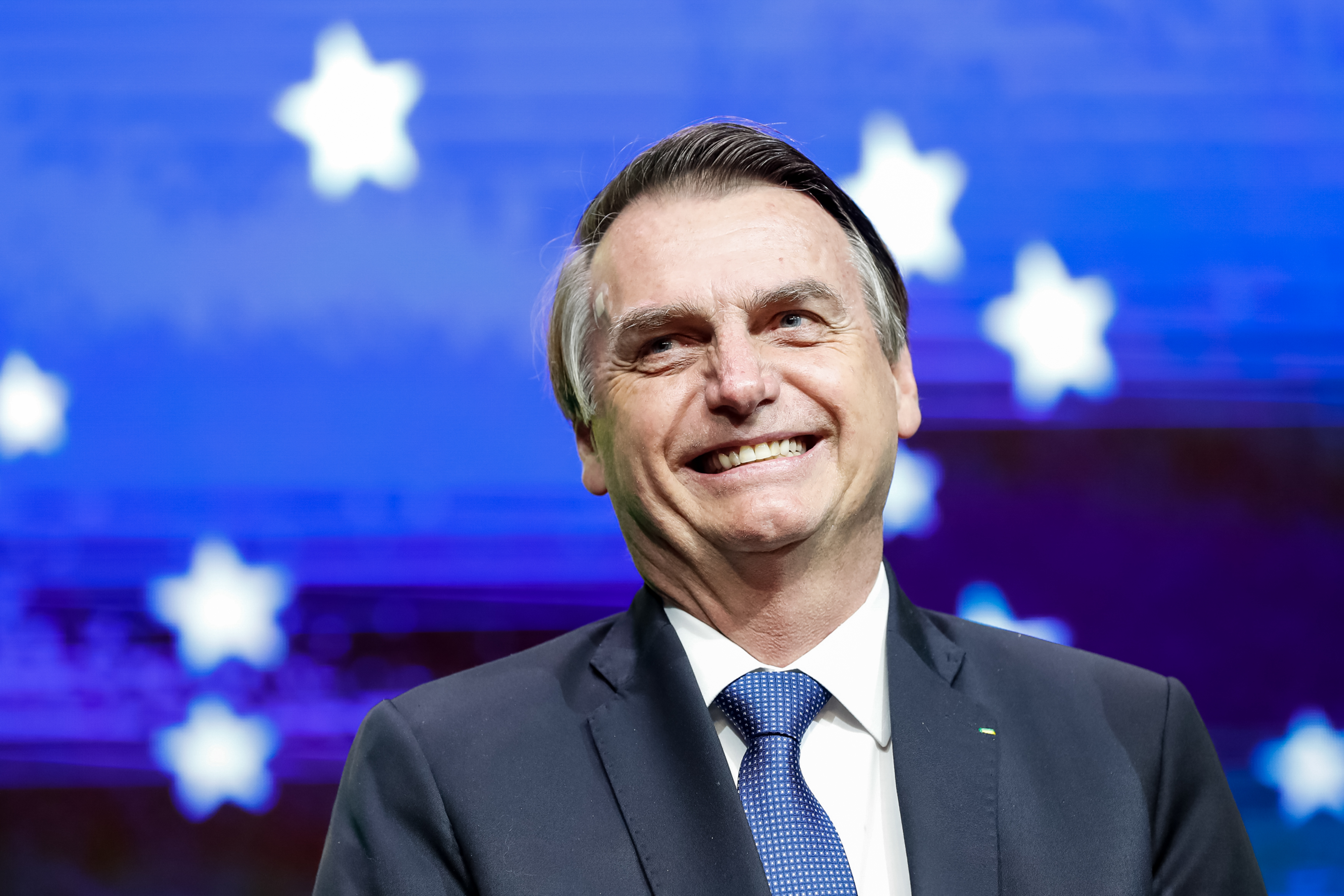
Bolsonaro em junho de 2019

No dia 4 de junho de 2019, Bolsonaro entregou à Câmara dos Deputados um projeto de lei que muda o Código de Trânsito Brasileiro. A proposta amplia de 20 para 40 pontos o limite para suspensão da Carteira Nacional de Habilitação (CNH), elimina exames toxicológicos para motoristas profissionais e acaba com a multa para quem não usa cadeirinhas para crianças no veículo. Bolsonaro ainda afirmou que, se dependesse apenas de uma decisão sua, teria elevado de 20 para 60 pontos o limite para suspensão da CNH.
As medidas eram promessas feitas por Bolsonaro a caminhoneiros ainda durante a campanha e foram criticadas por especialistas da área, que afirmaram que a ampliação do limite de pontos traz risco de elevar o número de acidentes e mortes no trânsito. Das crianças que morrem no trânsito brasileiro, por exemplo, 40% estavam na condição de ocupantes de veículos, sendo esta a principal forma de óbito desse público no Brasil. Para que as mudanças entrem em vigor, o projeto precisará ser discutido no âmbito das comissões e, depois de aprovado, apreciado pelo plenário da Câmara e do Senado.
O presidente também voltou a dizer que iria extinguir os radares móveis. No final de maio, Bolsonaro já havia dito que barraria a instalação de 8 mil radares fixos nas rodovias federais. "Determinei de imediato o cancelamento de suas instalações. Sabemos que a grande maioria destes tem o único intuito de retomo financeiro ao Estado", afirmara no Twitter. No início de abril, no entanto, a juíza da 5.ª Vara Federal Cível de Brasília, Diana Wanderlei, determinou que o governo federal se abstenha de retirar radares das rodovias e impôs a renovação, em caráter de emergência, de contratos com concessionárias que fornecem os medidores de velocidade.
No dia 13 de outubro de 2021, Bolsonaro promulgou, com veto, a Lei n.º 14.229/2021, que alterou o Código de Trânsito Brasileiro, deixando-o mais flexível: aumentando a quantidade de pontos necessários para perder a carteira, deixando alguma inflações de trânsito menos graves e criando um Cadastro Positivo para motorista que não tenham sido multados nos últimos doze meses. Parte da lei começou a valer apenas 180 dias depois da promulgação.

#### Posse, uso e comércio de armas de fogo
No dia 15 de janeiro de 2019, Bolsonaro assinou o Decreto N.º 9.685 que flexibilizou as regras para a posse de armas de fogo no país. O presidente destacou em discurso que a principal mudança seria estabelecer com clareza situações de "efetiva necessidade", que em sua opinião, era algo muito subjetivo. Estabeleceu-se que há efetiva necessidade para: alguns agentes públicos; militares ativos e inativos; residentes em área rural; residentes em áreas urbanas com elevados índices de violência (unidades federativas com mais de 10 homicídios por cem mil habitantes, segundo o Atlas da Violência de 2018); titulares ou responsáveis legais de estabelecimentos comerciais ou industriais; e colecionadores, atiradores e caçadores. Com o decreto, ainda permaneceu mantida a necessidade de atestado de capacidade técnica, de laudo psicológico, de se ter idade mínima de 25 anos e de não se ter antecedentes criminais, pois estas exigências estavam previstas no Estatuto do Desarmamento e portanto só poderiam ser alteradas através do Congresso. Em seu breve discurso, Bolsonaro fez referência ao referendo no Brasil em 2005, no qual a maioria dos brasileiros se manifestaram contra a proibição do comércio de armas e munições. Porém, uma pesquisa do Datafolha de dezembro de 2018 mostrou que 61% dos brasileiros eram contra a flexibilização da posse de armas.
No dia 7 de maio, foi assinado outro decreto. O Decreto Presidencial n.º 9.785/2019 visou facilitar o porte de armas para uma série de profissões, incluindo advogados, políticos e caçadores. Com ele, também foi permitida a compra de armas com grande poder lesivo e que menores de 18 anos praticassem aulas de tiro com a autorização de um dos responsáveis. Técnicos da Câmara dos Deputados e do Senado apontaram para inconstitucionalidades no decreto. A consultoria legislativa do Senado afirmou que o decreto "extrapolou o poder regulamentar", enquanto que a análise da Câmara dos Deputados apontou que a iniciativa não era compatível com o ordenamento jurídico brasileiro.

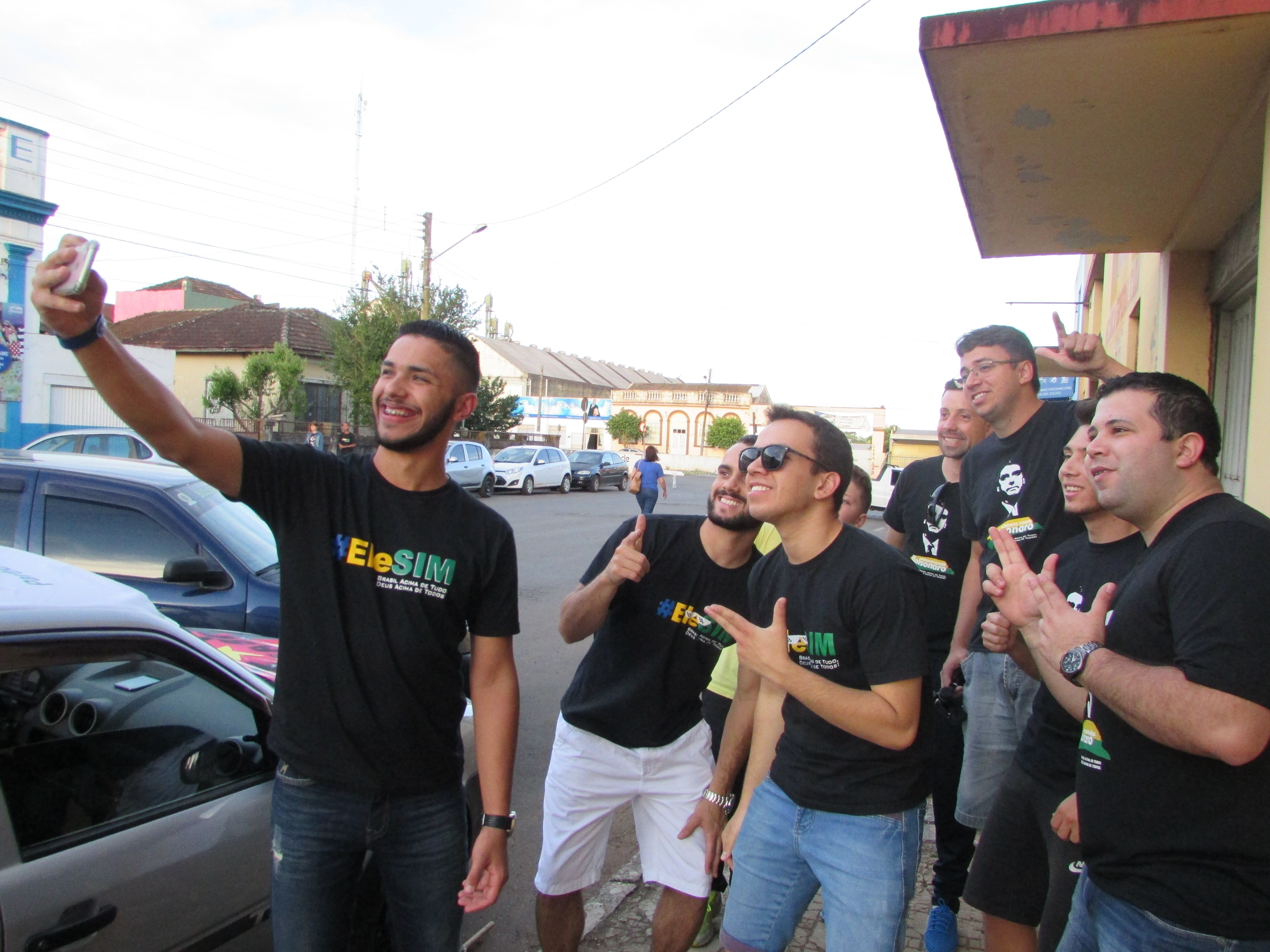
Apoiadores de Bolsonaro fazendo o gesto da arma

Devido a críticas e a questionamentos na justiça, Bolsonaro recuou e publicou no dia 22 de maio um novo decreto mais restritivo em relação à posse de armas, embora "sem alterar sua essência." Entre as mudanças, foi proibido que cidadãos comuns portassem fuzis, carabinas ou espingardas. De acordo com Sergio Moro, tal medida foi feita para contemplar as críticas ao decreto anterior e para "restringir um pouco" seus efeitos. No dia 25 de junho, no entanto, Bolsonaro revogou os dois decretos assinados em maio, editou três novos e enviou ao Congresso Nacional um projeto de lei que prevê a alteração da legislação sobre registro, posse e comercialização de armas de fogo e munições, sobre o sistema nacional de armas e sobre definições de crimes.
Posteriormente dezenas de outros atos normativos, portarias e decretos foram publicados sobre o tema, enfrentando uma enxurrada de críticas. Vários senadores acusaram o governo de extrapolar os poderes do Executivo e violar o Estatuto do Desarmamento. Mais de 70 projetos legislativos foram apresentados para revogar no todo ou em parte os decretos presidenciais. Em 2022 o Tribunal de Contas da União produziu um relatório criticando duramente a política armamentista do governo Bolsonaro. O documento indicou que o impacto dessa política não foi bem avaliado pelo governo, e nem o governo fez investimentos para aperfeiçoar os sistemas de controle. "Com isso, houve uma flexibilização que beneficiou o crime organizado", pois boa parte das armas adquiridas legalmente acaba parando nas mãos de criminosos, por vários meios, como por extravio, furto ou revenda no mercado clandestino. Segundo o relatório, até 76% das armas de fogo apreendidas no Brasil entre 2013 e 2021 pode ter tido uma origem legal.
De 2019 a 2022 o número de novos registros de armas cresceu exponencialmente. De janeiro a novembro de 2022 o número de novas armas registradas superou as 390 mil. Até agosto o total de armas registradas no país (incluindo registros antigos ainda válidos) era de 1.731.295. Cerca de metade dos dois mil clubes de tiro ativos no país em 2022 foi criada entre 2019 e 2022. De acordo com o professor da UVV Pablo Lira, nos últimos anos o tema da liberação das armas entrou em evidência acompanhando a ascensão do conservadorismo de extrema-direita. Há uma influente "Bancada da Bala" em atividade no Congresso, mas também há interesses econômicos envolvidos, havendo forte pressão da indústria de armamentos. Segundo Roberto Uchôa, autor do livro Armas para Quem?, pesquisador da UENF e também policial federal, o grupo armado que é incluído na categoria CACs (caçadores, atiradores e colecionadores) pode ser descrito como "um grupo masculino, branco, conservador, tinham uma adesão ao bolsonarismo muito grande, que se intensificou depois [...], e [inclui] um grupo com renda alta, que começa a baixar. Somente 2% do público é negro".

### Política social

#### Substituição do Programa Bolsa Família pelo Programa Auxílio Brasil
Bolsonaro oficializou, no dia 16 de abril de 2019, a criação do 13.º salário para os beneficiários do Bolsa Família, programa de distribuição de renda criado no governo Lula, em uma tentativa de se afastar das críticas anteriores que fez ao programa durante sua campanha. Segundo especialistas, a renda extra para os beneficiários deveria ter impacto limitado no orçamento, além de ser algo positivo, uma vez que atingiria a camada mais vulnerável da população. O benefício médio pago era, na época, de 186 reais. O programa, no entanto, seria oficialmente extinto em dezembro de 2021, com a criação do programa substituto Auxílio Brasil.
Desde 2020, o governo federal sugeria repor o Bolsa Família por um outro programa social. A primeira tentativa, chamada de "Renda Brasil", teria a característica de ser uma única política de renda básica, unificando vários programas sociais. A proposta previa ainda um aumento no valor dos benefícios pagos pelo Bolsa Família. Em 15 de setembro, o presidente Bolsonaro anunciou a desistência da criação do programa, devido a dificuldade em conseguir meios para financiá-lo. Em 28 de setembro de 2020, surge o "Renda Cidadã", que propunha obter os fundos a partir do uso de recursos financeiros usados para pagar precatórios — dívidas do governo após uma decisão judicial — e alocar parte da ampliação da verba do Fundeb para o novo programa.
Em 9 de agosto de 2021 foi publicada a MP 1061/21, que entraria em vigor em 90 dias após sua publicação, substituindo o Bolsa Família. Em 20 de outubro, houve o anúncio do Auxílio Brasil pelo governo, prometendo pagamentos mensais de 400 reais até 2022, e um reajuste permanente de 20% comparado ao valor pago pelo Bolsa Família. A aprovação da PEC dos precatórios abriu no Orçamento da União de 2022 um espaço fiscal estimado em R$ 106 bilhões para bancar os R$ 400 mensais aos beneficiários do Auxílio Brasil até o fim de 2022, possibilitando o financiamento do programa. No dia 30 de dezembro, Bolsonaro sancionou com vetos a lei que criou oficialmente o Auxílio Brasil, encerrando o Bolsa Família.

#### Alterações na Lei Maria da Penha
Em 14 de maio, o presidente sancionou mudanças na Lei Maria da Penha, visando facilitar a aplicação de medidas protetivas de urgência a mulheres. Com a mudança, caso seja verificada a existência de risco atual ou iminente à vida ou à integridade física da vítima, o agressor será imediatamente afastado do local de convivência com essa pessoa. Para o delegado da Polícia Civil de São Paulo, "a medida representa um avanço no combate à violência contra a mulher, mas é muito limitada ao permitir que o delegado conceda apenas a protetiva relacionada ao afastamento do agressor do lar, mas somente quando o município não for sede de comarca". Uma comarca é um termo que indica os limites territoriais da competência de um determinado juiz ou de juízo de primeira instância em geral.
Em setembro de 2019, Bolsonaro sancionou novas mudanças na Lei Maria da Penha, a lei obriga agressores domésticos a ressarcirem o Estado pelas despesas com atendimento das vítimas. As despesas incluem o custo do atendimento da vítima quando este é feito pelo Sistema Único de Saúde (SUS) e o custo dos dispositivos de segurança às vítimas dados pelo Estado, entre eles o botão do pânico. De acordo com a assessoria do Palácio do Planalto, a lei sancionada pelo presidente não teve nenhum impacto no Orçamento da União, pois não criou e não modificou despesas, nem previu a renúncia de receitas. O dinheiro do ressarcimento é destinado ao Fundo de Saúde da esfera de governo que faz o atendimento à vítima.

### Política cultural

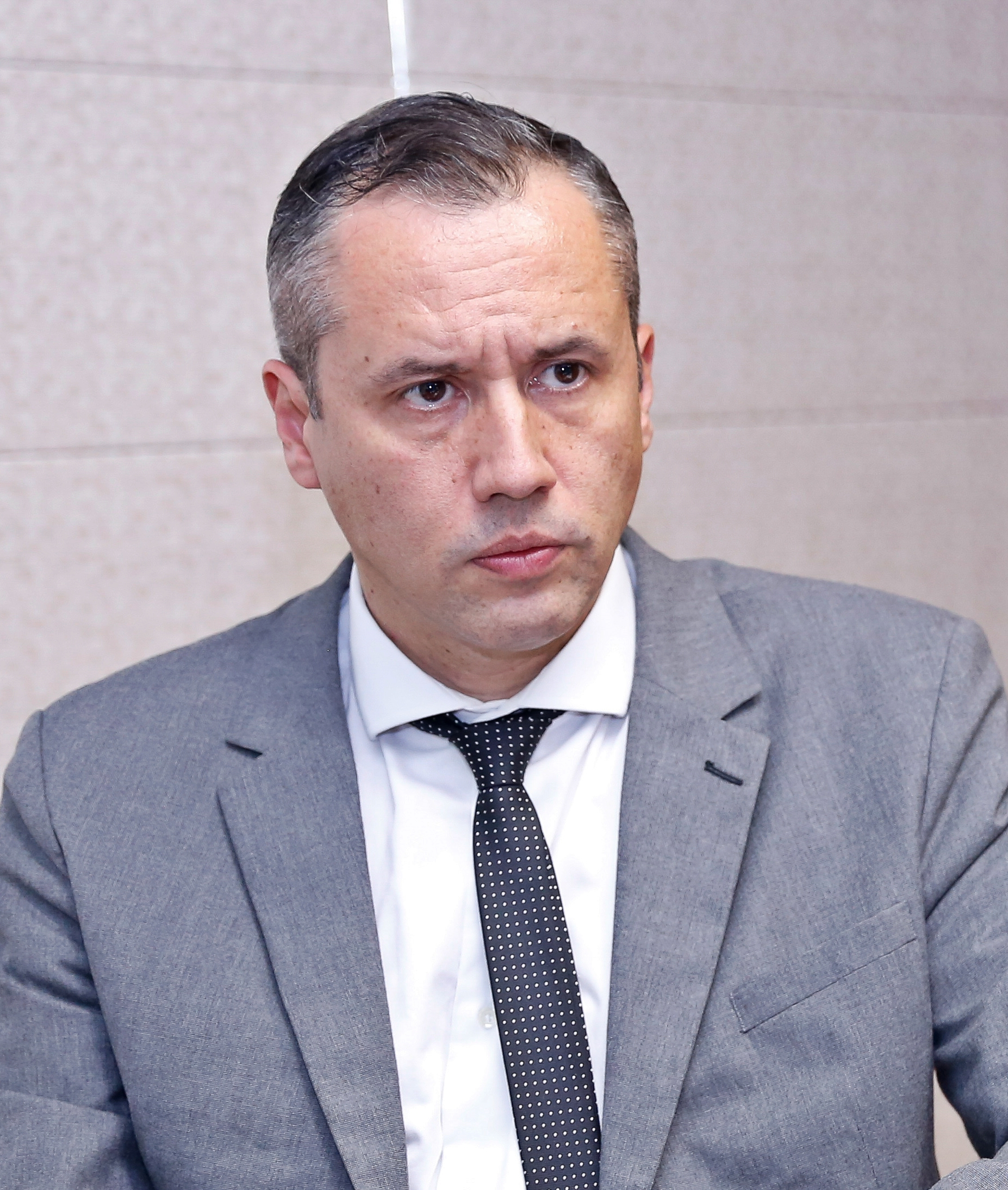
Roberto Alvim foi exonerado do cargo de secretário de Cultura após publicar um vídeo institucional reproduzindo falas, ambientação e postura que remetiam ao político nazista Joseph Goebbels

O governo Bolsonaro extinguiu o Ministério da Cultura juntamente com os Ministérios do Esporte e do Desenvolvimento Social, sendo os três fundidos na estrutura do Ministério da Cidadania. Após o anúncio, secretários da Cultura de dezoito estados lançaram um manifesto pedindo a manutenção do órgão. Em 1.º de janeiro de 2019, a partir da reforma administrativa do governo recém-empossado, o MinC foi oficialmente extinto pela medida provisória n.º 870, publicada em edição especial do Diário Oficial da União. Dentro do Ministério da Cidadania, foi criada a Secretaria de Cultura, que depois foi transferida para o Ministério do Turismo.
No dia 19 de julho de 2019, Bolsonaro afirmou que, se o governo não puder impor algum "filtro" nas produções audiovisuais brasileiras, por meio da Agência Nacional do Cinema (Ancine), ele "extinguiria" a agência, o que só pode acontecer com aprovação do Congresso. Bolsonaro afirmou ainda que pretendia transferir a sede da agência do Rio de Janeiro para Brasília e criticou o uso do dinheiro público para fazer "filmes pornográficos", como "o da Bruna Surfistinha", além de ter defendido que o cinema nacional passe a falar dos "heróis brasileiros". As declarações de Bolsonaro sobre a Ancine causaram repercussão negativa no setor. Duas das maiores revistas sobre cinema e entretenimento nos Estados Unidos, a The Hollywood Reporter e a Variety, dedicaram reportagens à ameaça de Bolsonaro de extinguir a agência e ao seu comentário sobre a necessidade de criação de "filtros" na seleção de filmes que o órgão apoia. No dia 2 de agosto, no entanto, Bolsonaro declarou que poderia recuar na decisão de extinguir a Ancine, porque o "audiovisual emprega muita gente". Em agosto, após o então diretor e presidente da Ancine, Christian de Castro, ter sido afastado do cargo por decisão judicial, Bolsonaro disse que queria um nome "terrivelmente evangélico" para substituí-lo.
Em 16 de janeiro de 2020, Roberto Alvim, o então secretário especial da Cultura, publicou um vídeo nas redes sociais em que parafraseia trechos de um discurso feito a diretores de teatro em 1933 por Joseph Goebbels, ministro da Propaganda da Alemanha Nazista.
A arte brasileira da próxima década será heroica e será nacional. Será dotada de grande capacidade de envolvimento emocional e será igualmente imperativa, posto que profundamente vinculada às aspirações urgentes de nosso povo, ou então não será nada— Roberto Alvim
A arte alemã da próxima década será heroica, será ferreamente romântica, será objetiva e livre de sentimentalismo, será nacional com grande páthos e igualmente imperativa e vinculante, ou então não será nada— Joseph Goebbels
Além disso, durante o vídeo em questão, a música de fundo era a ópera Lohengrin, do compositor Richard Wagner, também associada ao nazismo. O vídeo causou indignação da opinião pública. A Confederação Israelita do Brasil, o presidente da Câmara Federal, Rodrigo Maia, e o presidente do Senado Federal, Davi Alcolumbre, pediram a demissão do secretário. O secretário afirmou que apesar da citação ter 'origem espúria', as ideias refletidas são condizentes com o seu posicionamento, afirmando que a filiação de Goebbels com o nacionalismo é semelhante à sua e que não se pode depreender daí uma concordância sua com toda a parte espúria do ideal nazista. Mais tarde, declarou que desconhecia a origem da frase e que, se soubesse, jamais a teria empregado. O governo, inicialmente, declarou que não comentaria o episódio e Bolsonaro considerou manter Alvim no cargo, após este ter afirmado que a associação do vídeo com o nazismo teria sido mera coincidência. Diante da ampla repercussão negativa, no entanto, o secretário foi exonerado.
Para substituí-lo foi nomeada a atriz Regina Duarte, mas foi exonerada a pedido vinte dias depois por se envolver em diversas polêmicas.
Assumiu em seu lugar Mario Frias, que se envolveu em várias polêmicas por conta de viagens mal explicadas ao exterior, por ser contra os subsídios a artistas, por publicar fotos suas nas redes sociais portando armas e por alegadamente instaurar um clima de medo e insegurança na secretaria. Vários servidores denunciaram a prática de assédio moral, ameaças e perseguição, sendo abertos dois inquéritos para investigar o caso. Frias foi exonerado em março de 2022, sendo substituído por Hélio Ferraz de Oliveira.
Outros setores da cultura sofreram cortes de recursos e enfraquecimento, como o Plano Nacional de Cultura, o Fundo Setorial do Audiovisual, a Fundação Casa de Rui Barbosa, o Instituto do Patrimônio Histórico e Artístico Nacional, a Empresa Brasil de Comunicação, o Instituto Brasileiro de Museus e a Lei Rouanet. A classe artística, as minorias e o princípio da diversidade sofreram muitos ataques por parte de agentes institucionais, e foram publicadas obras relativizando temas como o racismo e a escravidão e defendendo valores antidemocráticos. Segundo Alex Hercog, "fundamentalismo religioso e discurso moral são usados como justificativa para ataques à classe artística, nomeação a cargos públicos e a prática da censura". O Movimento Brasileiro Integrado pela Liberdade de Expressão Artística publicou em 2022 o registro de 211 casos de censura a espetáculos, exposições e apresentações de arte.
Em 2021 O Conselho Federal da OAB entrou com representação judicial contra o governo por "desmonte da cultura no país". Segundo o historiador Bernardo Mata Machado, por trás do desmonte das políticas e órgãos culturais está o desejo de combater o marxismo cultural, o que é confirmado por declarações explícitas de vários representantes do governo. O dito marxismo cultural é uma teoria conspiratória que alegadamente procura instaurar o comunismo através da cultura, e por isso seria necessário combatê-lo para resgatar os "verdadeiros valores" da sociedade cristã, baseados em conceitos conservadores sobre a família, pátria, Deus e outros.

### Saúde
O Ministério da Saúde mudou de titular quatro vezes durante seu governo, prejudicando a consistência das políticas públicas e a eficiência de programas de grande alcance, como o Programa Nacional de Imunizações e a Estratégia Saúde da Família, que estão na base do sistema de saúde nacional. Rosana Onocko Campos, presidente da Associação Brasileira de Saúde Coletiva, criticou a desorganização do Ministério, e para Julio Croda, presidente da Sociedade Brasileira de Medicina Tropical, "é muito preocupante, porque, quando você tem uma troca muito constante, você não consegue implementar nenhum programa. [...] A gestão fica uma colcha de retalhos, não tem começo, meio e fim". Em seu governo o Ministério cortou 18% do seu corpo de funcionários, e a Fundação Nacional de Saúde perdeu mais de metade dos servidores. Políticas públicas de saúde foram postas sob sigilo.

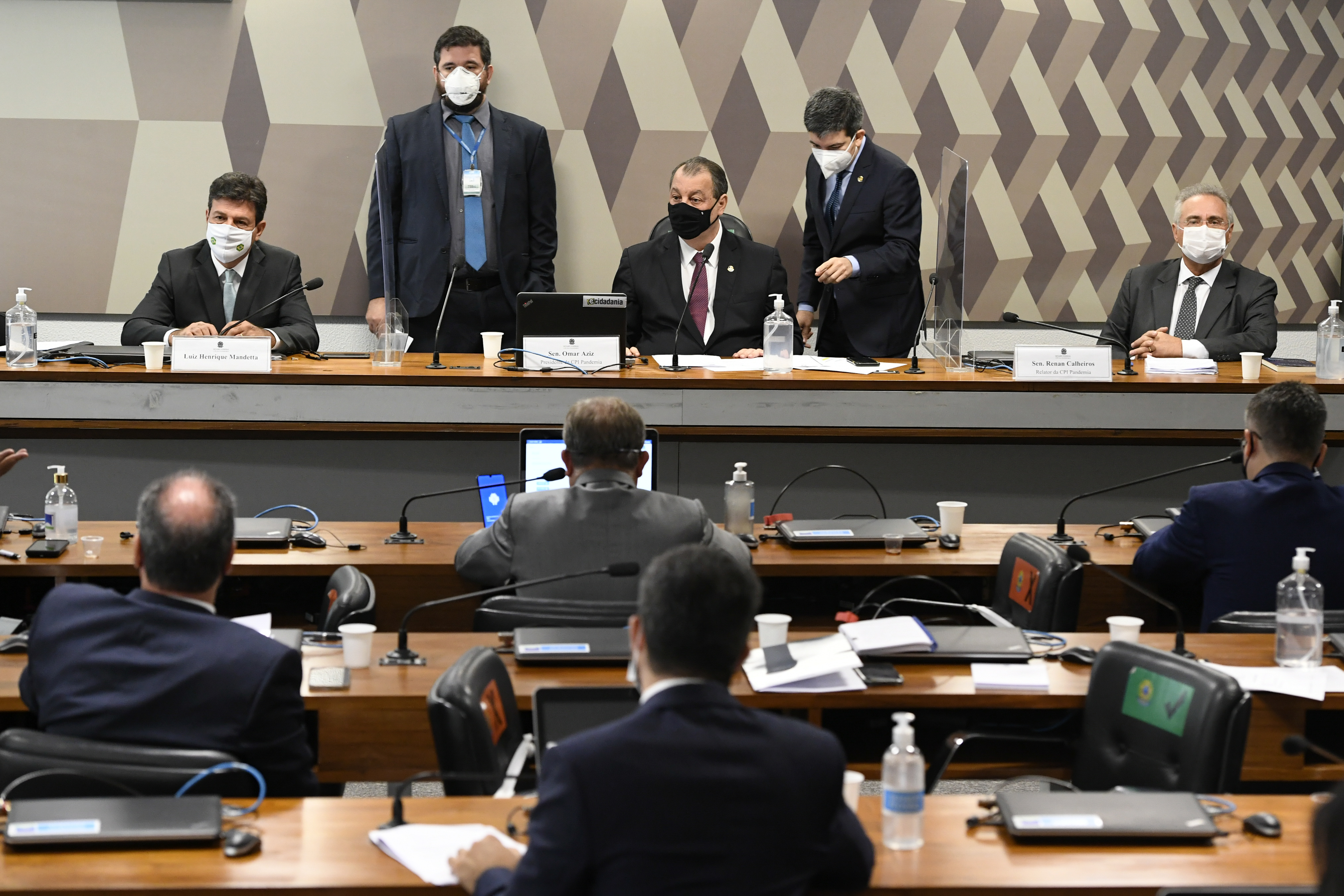
Sessão da CPI da COVID-19

Segundo dados do Tribunal de Contas da União, o Sistema Único de Saúde (SUS), do qual depende cerca de 70% da população, perdeu cerca de 37 bilhões de reais de seu orçamento entre 2018 e 2022, agravando uma situação de déficit crônico, e o orçamento do Ministério da Saúde aprovado em 2022 para o exercício de 2023 é o mais baixo desde 2014. Também surgiram denúncias de corrupção e desvio de verbas no Ministério. O Tribunal de Contas preparou relatório em 2022 apontando omissão e falta de transparência na gestão da Saúde. O manejo da pandemia de covid-19, que será detalhado em seção especial, foi intensamente criticado, e levou o governo a ser objeto de uma Comissão Parlamentar de Inquérito e ser denunciado na Comissão Interamericana de Direitos Humanos por uma série de violações dos direitos à saúde e à vida de milhões de brasileiros, conduzindo a uma mortalidade de 4 a 5 vezes maior do que a média mundial. Em 2022 Bolsonaro foi condenado no Tribunal Permanente dos Povos por crime contra a humanidade durante a pandemia.
O programa Médicos pelo Brasil, lançado por Bolsonaro e pelo ministro da Saúde Henrique Mandetta em 1.º de agosto de 2019, veio substituir gradativamente o programa Mais Médicos, criado em 2013 no governo Dilma Rousseff. Cuba havia decidido deixar o programa devido à declarações do presidente eleito durante a transição de governo em 2018, quando exigia a revalidação de diploma. O atual programa prevê a readmissão de profissionais cubanos que não saíram do país após o fim do convênio, mas o primeiro edital só foi publicado em dezembro de 2021.
Em 14 de outubro de 2020, foi lançado o Programa Genomas Brasil cujo principal objetivo é a criação de um banco de dados nacional com 100 mil genomas completos de brasileiros. O projeto sequenciará genes de portadores de doenças raras, cardíacas, câncer e infectocontagiosas, como a Covid-19. A escolha das doenças levou em conta a quantidade de casos no país e o alto custo que geram ao SUS. Em 2020 foi lançado um sistema de orientação e acompanhamento para portadores de doenças raras, que afetam cerca de 13 milhões de pessoas. Ainda em 2020 o presidente publicou decreto que permitiria a participação da iniciativa privada na gestão das unidades básicas de saúde vinculadas ao SUS, mas devido à grande repercussão negativa, sendo interpretado como uma tentativa de privatização do serviço público, o decreto foi revogado.
A Coordenação de Saúde Mental foi extinta.
A cobertura de vacinas em geral entre a população chegou, segundo a Fiocruz, a "níveis alarmantes", caindo de uma média de 75% em 2018 para 44% em 2022, criando o risco de que voltem doenças já erradicadas, como a poliomielite, resultado de uma combinação de fatores, entre eles falta de estímulo oficial, uma falsa percepção entre a população de que o risco desapareceu ou não é importante, negacionismo científico e circulação de notícias falsas. Em particular durante a pandemia de covid-19, o presidente deu muitas declarações falsas, desestimulou a vacinação e lançou dúvidas injustificadas sobre a segurança das vacinas.

#### Toxicodependência

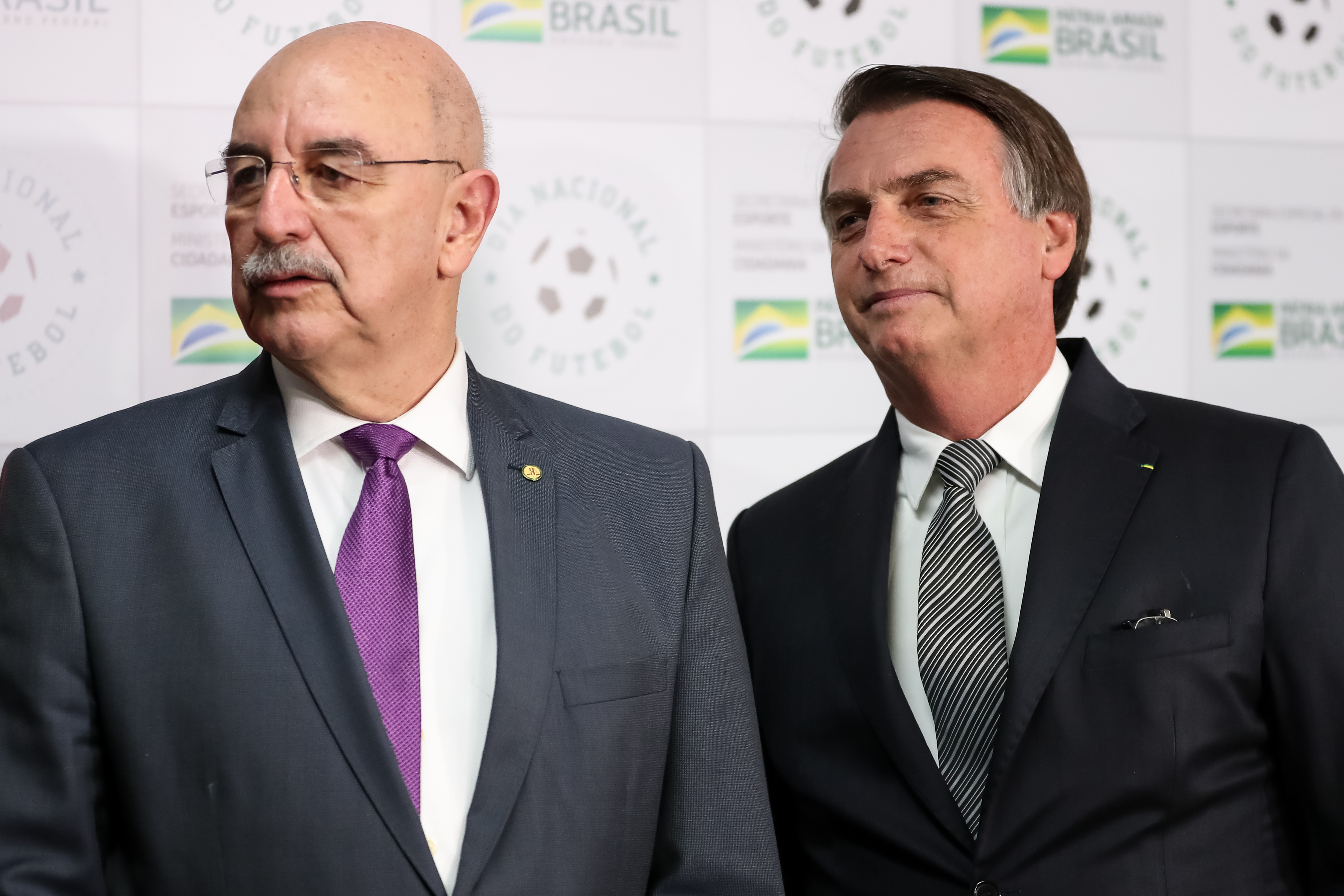
Osmar Terra, então Ministro da Cidadania, ao lado de Bolsonaro, em julho de 2019.

Osmar Terra, então Ministro da Cidadania, propôs um projeto de lei que permitiria a internação involuntária de dependentes químicos, que ficou travado no Congresso até ser aprovado pela Câmara em 2013 e pelo Senado em 25 de maio de 2019. A lei foi sancionada por Bolsonaro em junho do mesmo ano.
No dia 19 de março, Osmar Terra e a ministra Damares Alves haviam anunciado a assinatura de contratos com 216 novas comunidades terapêuticas para tratamento de dependentes químicos. O Brasil possui quase 2 mil comunidades terapêuticas, em sua maioria ligadas a igrejas evangélicas e católicas, muitas das quais já denunciadas por maus tratos, cárcere privado e outros crimes. A lei sancionada por Bolsonaro também fortalece essas comunidades terapêuticas.
Em maio de 2019, um levantamento sobre o consumo de drogas pela população brasileira feito pela Fundação Oswaldo Cruz (Fiocruz) foi censurado a pedido do Ministério da Justiça, que alegou discordâncias sobre a metodologia usada. O estudo, realizado entre 2014 e 2017, que ouviu mais de 16 mil pessoas e contou com 500 profissionais de diferentes áreas, concluiu que não havia uma epidemia de consumo de drogas no Brasil. O estudo teria sido censurado por desagradar o governo.

#### Pandemia de COVID-19
O poder executivo, sob recomendação do MS, decretou, oficialmente, emergência sanitária por causa da COVID-19 e enviou ao congresso um projeto de lei para regulamentar a quarentena e receber brasileiros que estavam em Wuhan, o epicentro da doença. Naquele momento, o país ainda não havia confirmado casos, mas a decisão foi tomada para facilitar compras de equipamentos de segurança para agentes de saúde.
Poucos dias depois, o MS e a Fundação Oswaldo Cruz, a pedido da Organização Pan-Americana da Saúde, fizeram a capacitação técnica de representantes de nove países da América do Sul e Cetral para o diagnóstico laboratorial do vírus. O órgão também ampliou o número de países em monitoramento devido ao surgimento de casos da doença na Europa e anunciou a compra de 20 milhões de máscaras cirúrgicas e 600 mil aventais hospitalares em razão do aumento da demanda de atendimentos médicos. No mesmo período, Bolsonaro assinou uma medida provisória destinando crédito extraordinário de 11,2 bilhões de reais ao Ministério da Defesa para custear ações de enfrentamento de emergência de saúde pública.
Em 6 de março, em pronunciamento à nação, Bolsonaro afirmou que não havia motivo para "entrar em pânico" e classificou as recomendações de especialistas como a "melhor medida de proteção". No entanto, ao longo do mês, a postura do então presidente mudou rapidamente, a ponto dele declarar que seu governo estava "ganhando de goleada" do vírus. Na ocasião, a resposta de Bolsonaro à crise da COVID-19 foi reprovada pela população brasileira e começou a ser pauta de panelaços.
No dia 24 de março, através de um pronunciamento em rede nacional, Bolsonaro minimizou a doença ao compará-la a uma "gripezinha" ou "resfriadinho", criticou os meios de comunicação, por, segundo ele, espalhar o pânico entre a população, e ainda afirmou que o país deveria voltar à normalidade, atacando autoridades estaduais e municipais que adotaram medidas sanitárias, as quais ele chamou de táticas de confinamento em massa. Logo após a transmissão, o pronunciamento foi repudiado nas redes sociais, e ainda recebeu críticas negativas da mídia internacional e de autoridades e políticos.

### Decretos

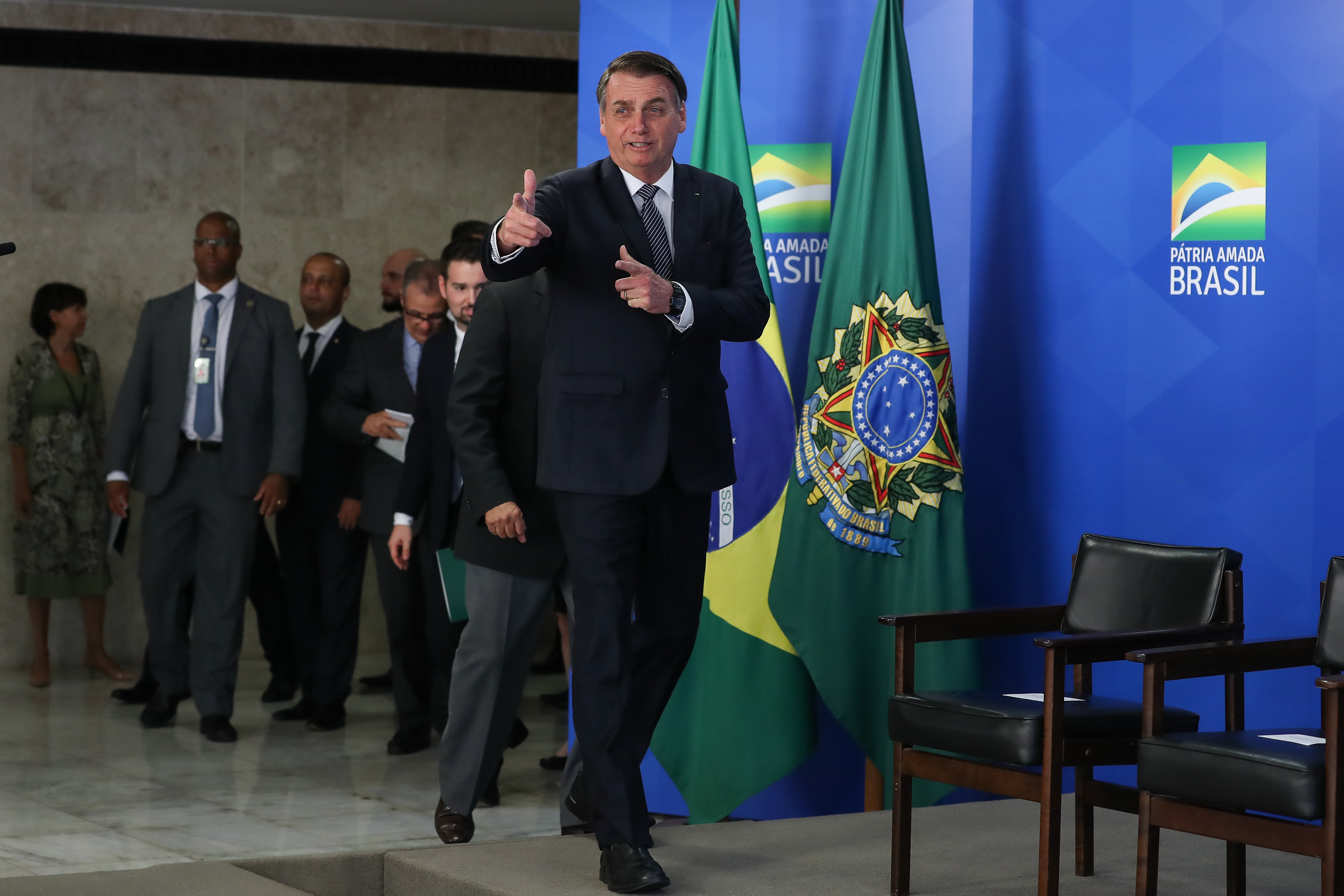
Bolsonaro na solenidade de revogação do horário de verão

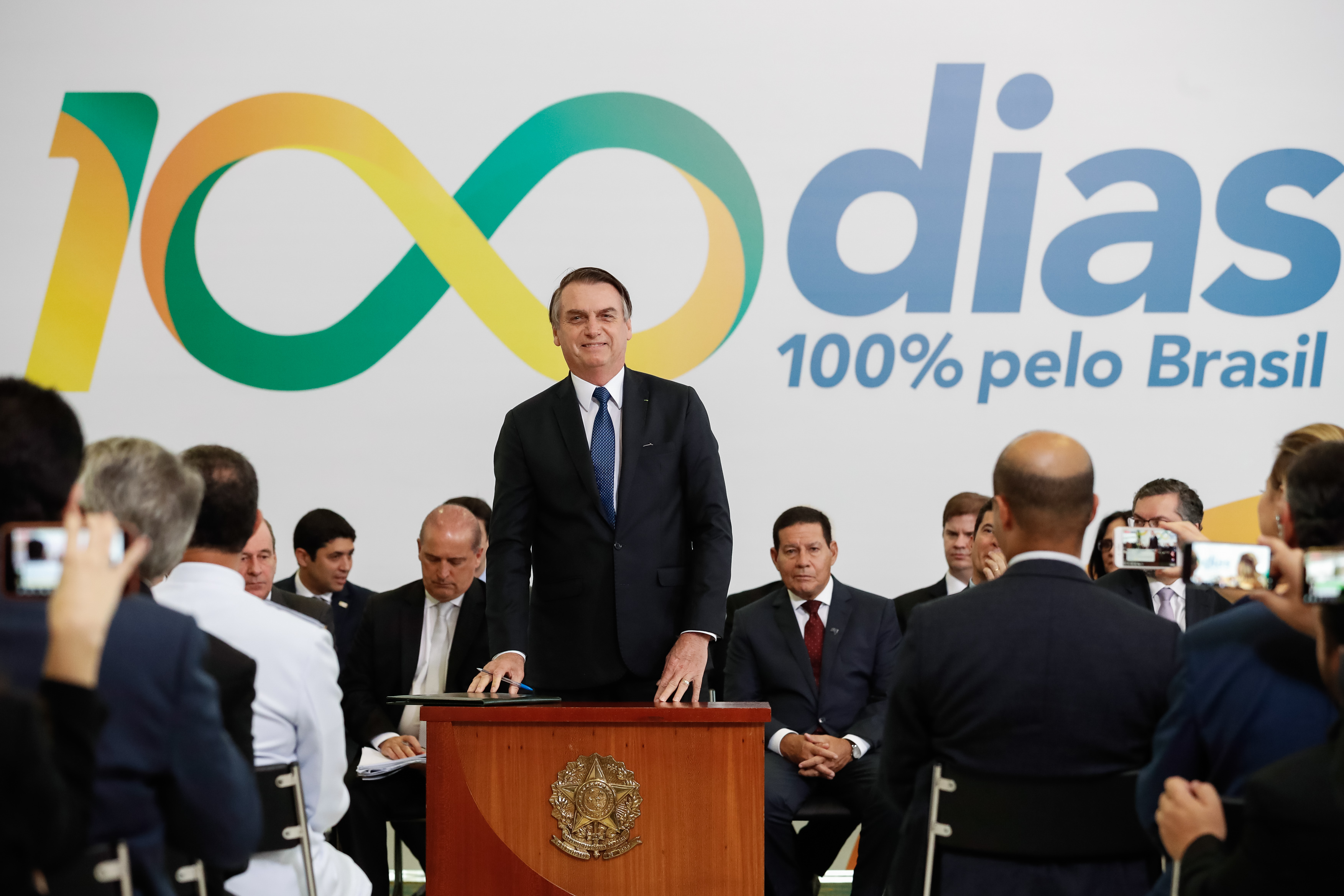
Solenidade dos 100 dias de governo

Nos seis primeiros meses de governo, pesquisas indicaram que Bolsonaro foi o presidente do Brasil que mais editou decretos desde Fernando Collor de Mello, tendo uma média de 1,3 por dia.
Em 5 de abril de 2019, Bolsonaro anunciou que não haveria horário de verão em 2019. Segundo o presidente, mudanças no hábito de consumo de energia o levaram a tomar a decisão. Além disso, uma pesquisa feita pelo Ministério das Minas e Energia revelou que 53% dos brasileiros eram favoráveis ao fim do horário de verão. No dia 25 de abril, o decreto que acaba com o horário de verão foi assinado. Para Bolsonaro, o fim do horário diferenciado, por favorecer o relógio biológico, aumentaria a produtividade do trabalhador. No Brasil, o horário de verão foi instituído pela primeira vez no verão de 1931/1932, pelo então presidente Getúlio Vargas. No mundo, o horário diferenciado é adotado em 70 países, atingindo cerca de um quarto da população mundial.
Na cerimônia de 100 dias de governo, o Presidente anunciou uma medida conhecida como "revogaço", em que o governo anunciou a revogação de 250 decretos de governos anteriores com o objetivo de simplificar pesquisas sobre a legislação e extinguir normas consideradas desnecessárias pelo Governo Federal. A lista de decretos revogados incluem desde decretos de 1903, editados pelo Presidente Rodrigues Alves, até 2017, editados durante o governo Michel Temer.
Na mesma cerimônia, Bolsonaro anunciou a edição de outros 11 decretos e 4 projetos de lei, entre eles, o Decreto N.º 9.755/2019, que institui o Comitê Interministerial de Combate à Corrupção,, e os Decretos N.º 9.761/2019, N.º 9.763/2019 e N.º 9.765/2019, que instituem uma Política Nacional de Drogas, uma Política Nacional de Turismo e uma Política Nacional de Alfabetização, respectivamente. Entre os projetos de lei apresentados estavam um projeto que propõe a autonomia do Banco Central e outro que propõe mudanças no programa Bolsa Atleta.

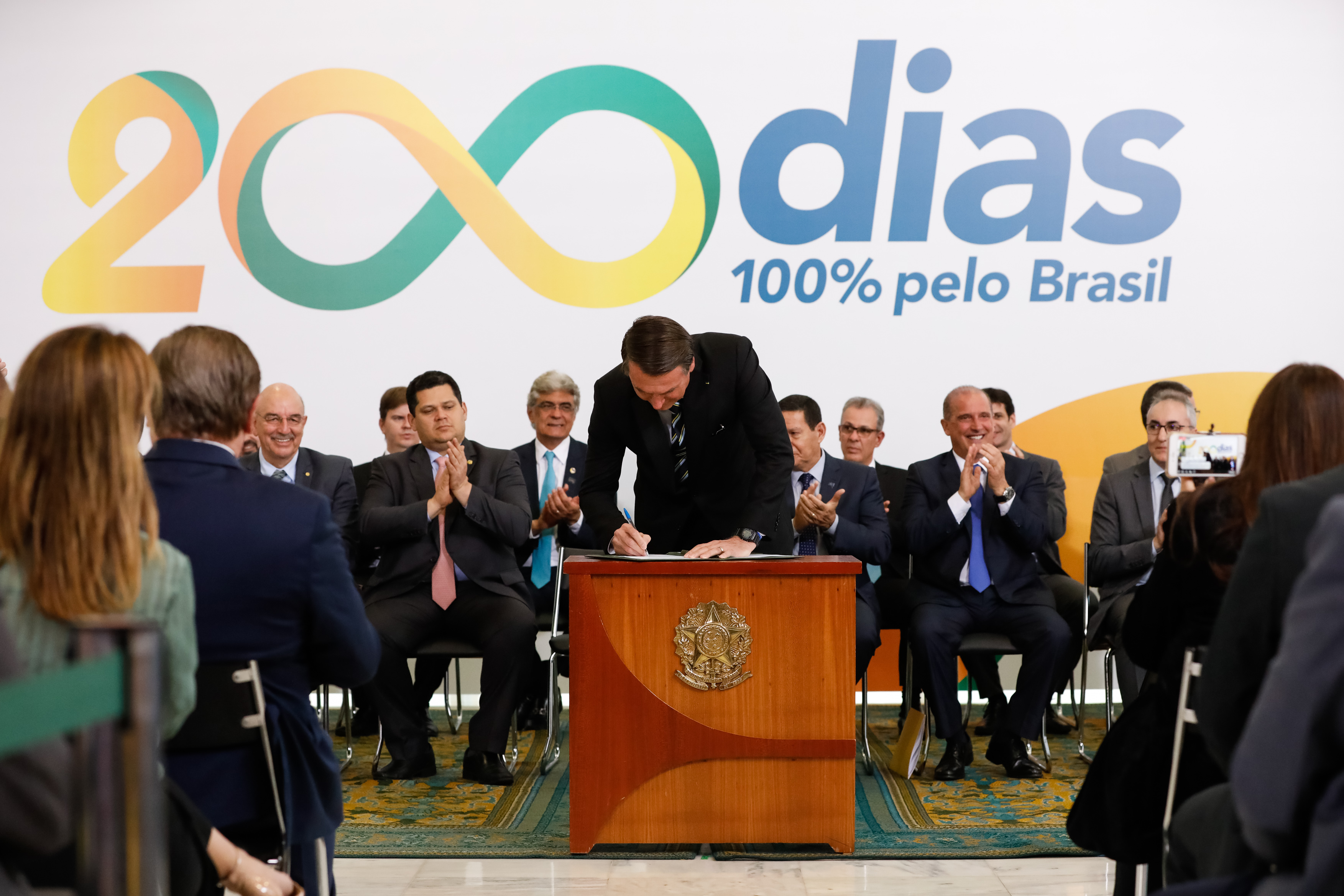
Solenidade dos 200 dias de governo

Na cerimônia de 200 dias de governo, Bolsonaro anuncia um novo "revogaço": o governo revogou parcialmente, ou totalmente, 583 leis e decretos-leis, além de revogar outros 324 decretos de validade prejudicada, num total de 907 medidas revistas. A lista de decretos revogados inclui desde decretos de 1918, editados pelo Presidente Venceslau Brás, e decretos de 2019, editados pelo próprio governo de Jair Bolsonaro. Na mesma cerimônia, o Presidente assinou dez novos decretos, entre eles um decreto que amplia a Lei da Ficha Limpa para os cargos em comissão e funções de confiança na administração pública, incluindo autarquias e universidades federais, um decreto que institui um conselho para a preparação e o acompanhamento do processo de adesão do Brasil na OCDE e um decreto que institui uma legislação específica para a produção e venda de queijos artesanais, o decreto tem informações sobre o processo de fiscalização de produtos alimentícios de origem animal produzidos artesanalmente.

## Política externa

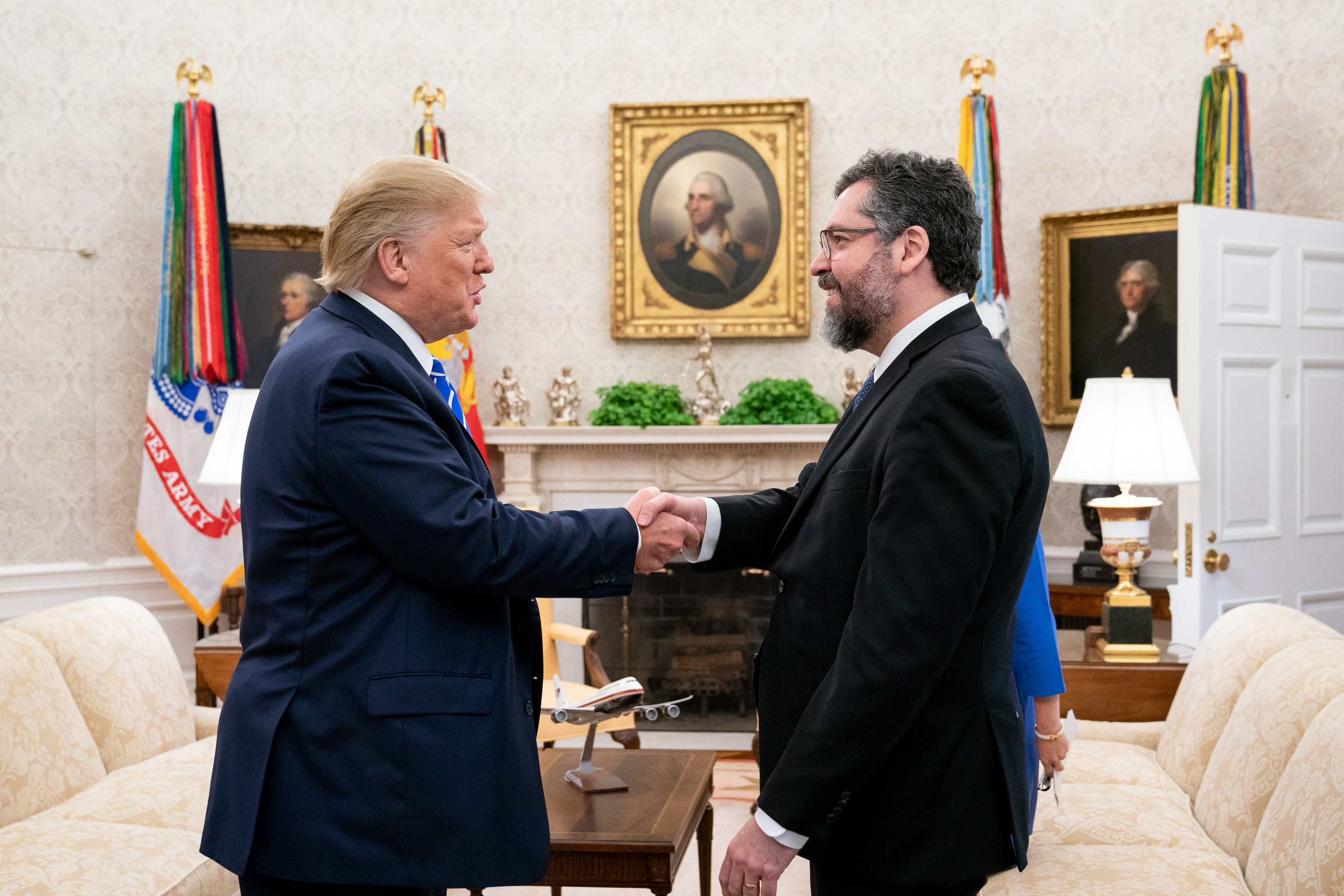
Encontro entre Trump e Araújo, 2019

Em linhas gerais, o governo afastou-se da tradição de pragmatismo e multilateralismo mantida pela diplomacia brasileira, que havia ganhado o respeito internacional e havia garantido para o país uma posição de liderança na América Latina, e procurou se aproximar de países com uma agenda de direita, em particular os Estados Unidos de Donald Trump. Além disso, posicionamentos hostis em relação a países como a Venezuela, Chile, Colômbia, China, Nicarágua e Argentina, e repetidos ataques a direitos humanos, minorias, meio ambiente, povos indígenas e outros temas trouxeram muitas críticas e fizeram o Brasil perder credibilidade e capacidade de articulação internacional.
O primeiro chanceler, Ernesto Araújo, tornou-se notório por seu alinhamento ao bolsonarismo e ao olavismo, por declarações bombásticas e uma postura marcadamente ideológica orientada por valores conservadores que, segundo ele, são característicos do povo brasileiro e estariam sendo ameaçados por uma suposta nova ordem mundial e pelo marxismo cultural. O ministro também recusou-se a assinar acordo sugerido pela OMS para evitar a disseminação de informações falsas sobre a pandemia de covid-19, elogiou governos populistas de direita nos Estados Unidos, Israel, Itália, Hungria e Polônia, e divulgou informações falsas ou teorias conspiratórias sobre diversos temas, incluindo a pandemia, aquecimento global, nazismo, raça, o Partido dos Trabalhadores, filosofias de esquerda, entre outros. As múltiplas polêmicas criadas pelo ministro levaram à sua demissão em 29 de março de 2021, sendo substituído por Carlos Alberto França.

### América do Sul

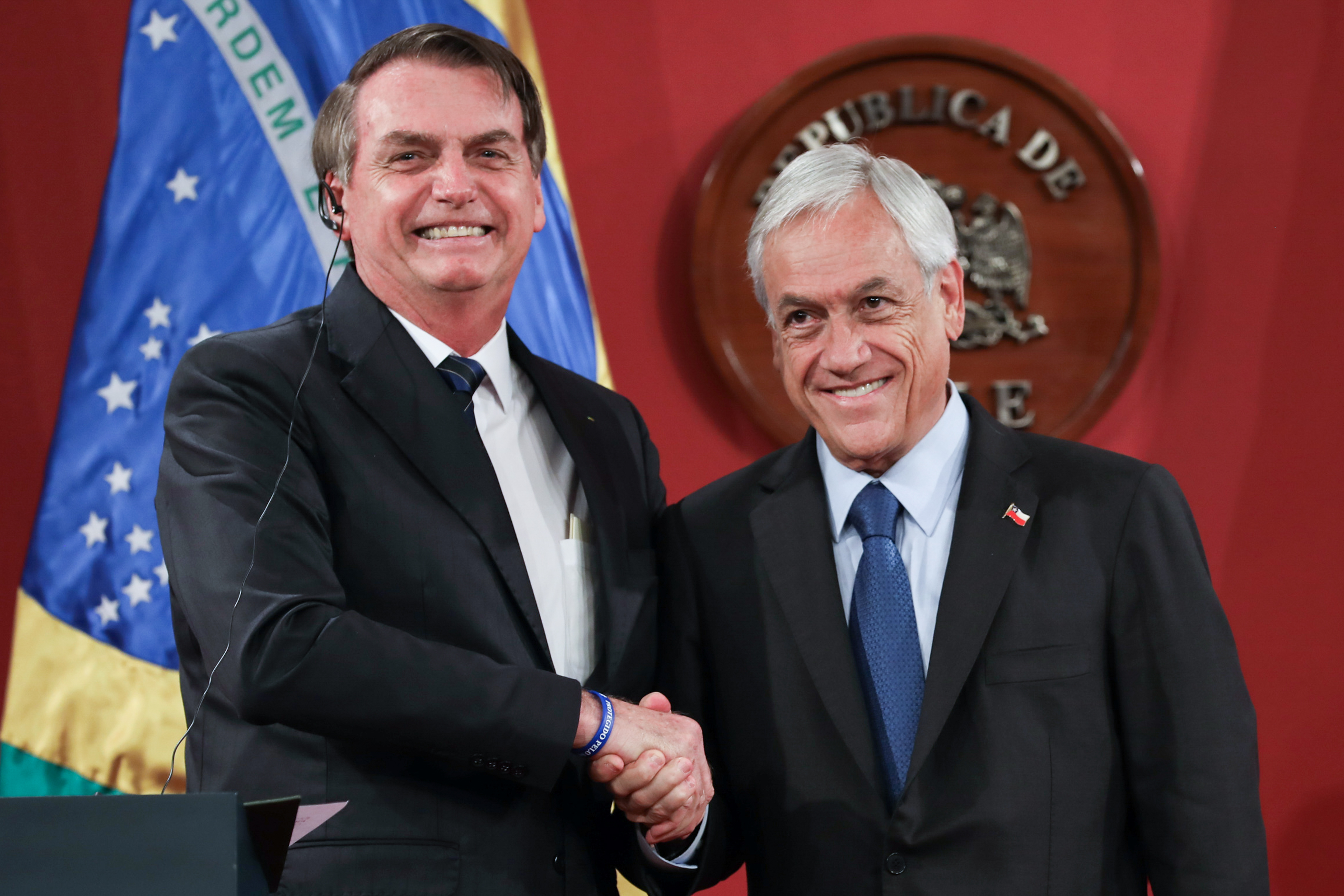
Bolsonaro com o presidente chileno Sebastián Piñera em 23 de março de 2019.

Em 4 de janeiro de 2019, o ministro das relações exteriores viajou a Lima, capital do Peru, para uma reunião do Grupo de Lima, que reúne 17 países que buscam uma solução pacífica para a Crise na Venezuela. Essa foi a primeira viagem oficial do Chanceler representando o Governo Brasileiro. O governo Bolsonaro declarou em 12 de janeiro de 2019 que reconhece Juan Guaidó, o presidente em exercício da Venezuela nomeado pela Assembleia Nacional, como o presidente legítimo da Venezuela em meio a uma crise presidencial no país. No dia 21 de março, Bolsonaro fez sua terceira viagem internacional ao Chile, onde se encontrou com o presidente Sebastián Piñera, que o recebeu para um almoço no Palácio de La Moneda. Bolsonaro foi convidado por Piñera para participar junto com outros líderes regionais de discussões sobre o lançamento do organismo regional Prosul, que deve ocupar o lugar da União de Nações Sul-Americanas (Unasul), que teve respaldo dos ex-presidentes Lula da Silva e de Hugo Chávez, entre outros políticos de centro-esquerda. O Presidente também foi alvo de protestos nas ruas por parte dos chilenos. Alguns manifestantes fizeram barricadas e atearam fogo em objetos. Em 15 de abril, a saída do Brasil da Unasul foi formalizada, em decisão confirmada pelo próprio Bolsonaro em seu Twitter. Porém, pelas regras internacionais, o país ainda precisa se manter por mais seis meses no bloco.

### Estados Unidos e Israel

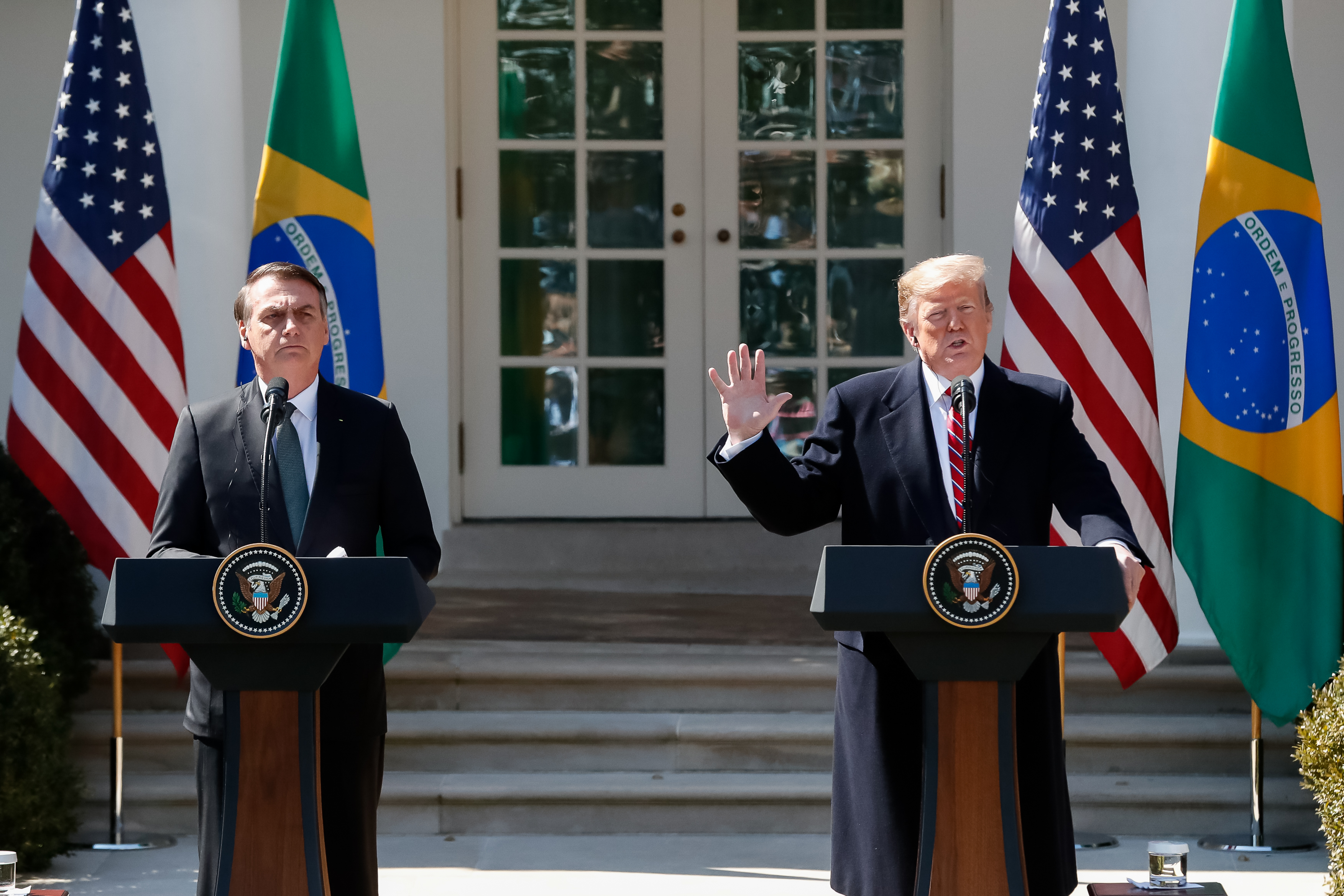
Jair Bolsonaro com Donald Trump na Casa Branca, em 19 de março de 2019.

Jair Bolsonaro foi aos Estados Unidos em março e teve o primeiro encontro com o presidente Donald Trump. A viagem do presidente teve a participação de uma comitiva formada por seis ministros, entre eles, Sergio Moro (Justiça), Paulo Guedes (Economia), Augusto Heleno (GSI), Tereza Cristina (Agricultura), Ricardo de Aquino Salles (Meio Ambiente) e Ernesto Araújo (Relações Exteriores). Entre 31 de março e 3 de abril, Bolsonaro também fez uma visita oficial ao Estado de Israel e abriu caminho para a cooperação na exploração conjunta de abundantes riquezas naturais brasileiras. No fim da visita, o presidente visitou o Museu do Holocausto, o Yad Vashem, onde percorreu uma exposição de fotografias sobre o extermínio e rendeu homenagem aos mais de seis milhões de judeus assassinados pelo regime nazista durante a Segunda Guerra Mundial. O presidente Jair Bolsonaro se reuniu com o presidente dos Estados Unidos, Donald Trump, em 7 de março de 2020. O encontro tratou de questões políticas, comerciais, investimentos em infraestrutura a crise na Venezuela, entre outros assuntos. Bolsonaro foi recebido por Trump no resort do presidente americano em Mar-a-Lago, nas proximidades de Miami. Os dois posaram para fotos na entrada do resort logo no início do encontro em uma rápida aparição, em que Trump fez elogios e disse que os dois líderes têm uma boa relação, também garantiu que os Estados Unidos sempre "vão ajudar o Brasil".

### Eventos internacionais

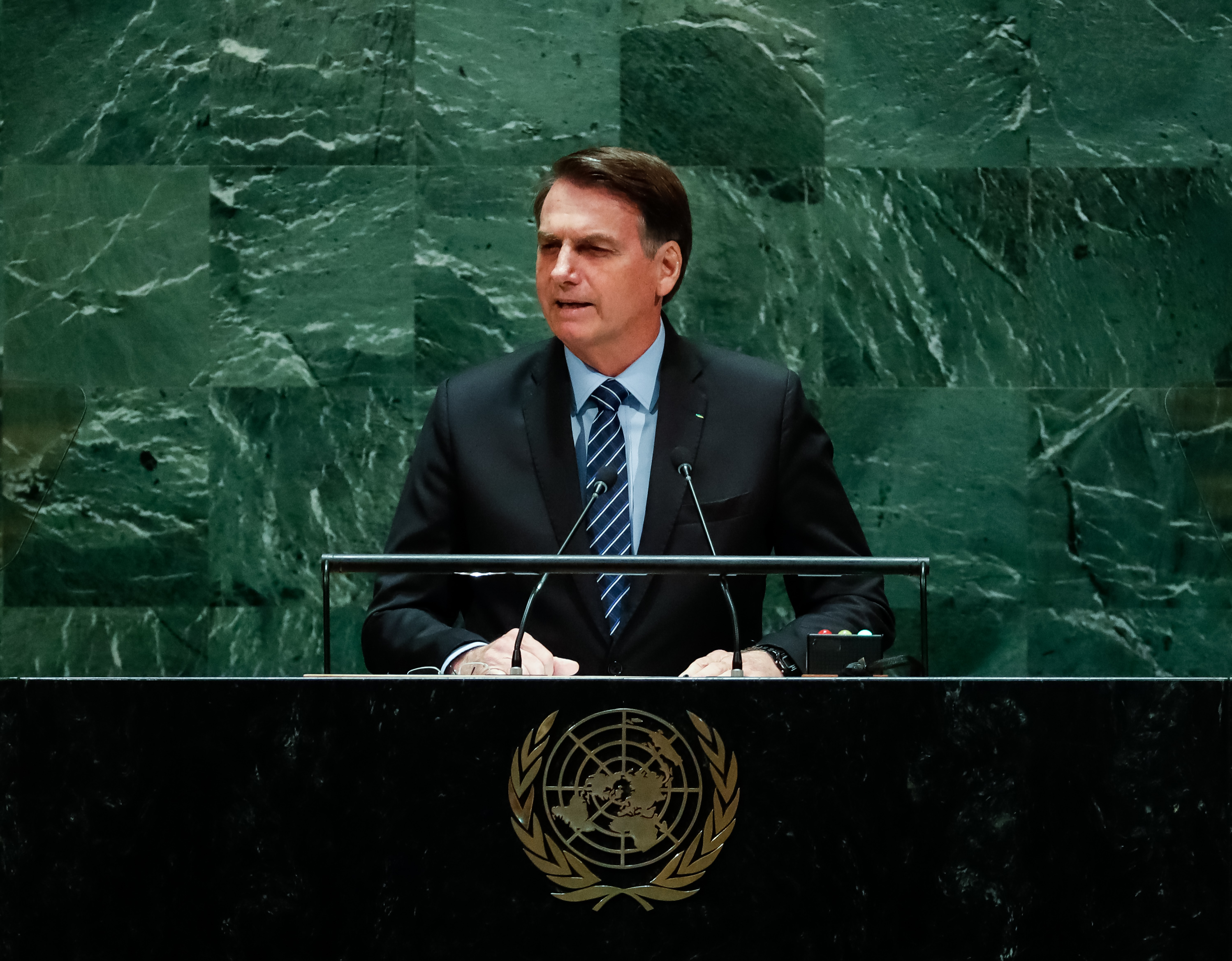
Bolsonaro na Assembleia-Geral das Nações Unidas.

Jair Bolsonaro fez sua primeira viagem oficial para o Fórum Econômico Mundial em Davos na Suíça entre os dias 22 e 25 de janeiro. O tema do ano foi "Globalização 4.0: Moldando uma arquitetura global na era da quarta revolução industrial" e contou com a presença de 250 autoridades do G20 e de outros países. O discurso de Bolsonaro em Davos, o primeiro em um evento fora do país, teve duração de pouco mais de seis minutos, tempo menor que o de seus antecessores (Lula, Dilma e Temer), que falaram mais de 25 minutos. Bolsonaro representou o Brasil na 14.ª reunião de cúpula do G20 em Osaka, no Japão, realizada entre 28 e 29 de junho de 2019. Entre as principais reuniões de Bolsonaro, estiveram os encontros com o presidente da França, Emmanuel Macron, e a com a chanceler alemã, Angela Merkel. No dia 24 de setembro de 2019, Bolsonaro fez seu primeiro discurso na abertura da Assembleia-Geral das Nações Unidas.

### Tratados de livre-comércio

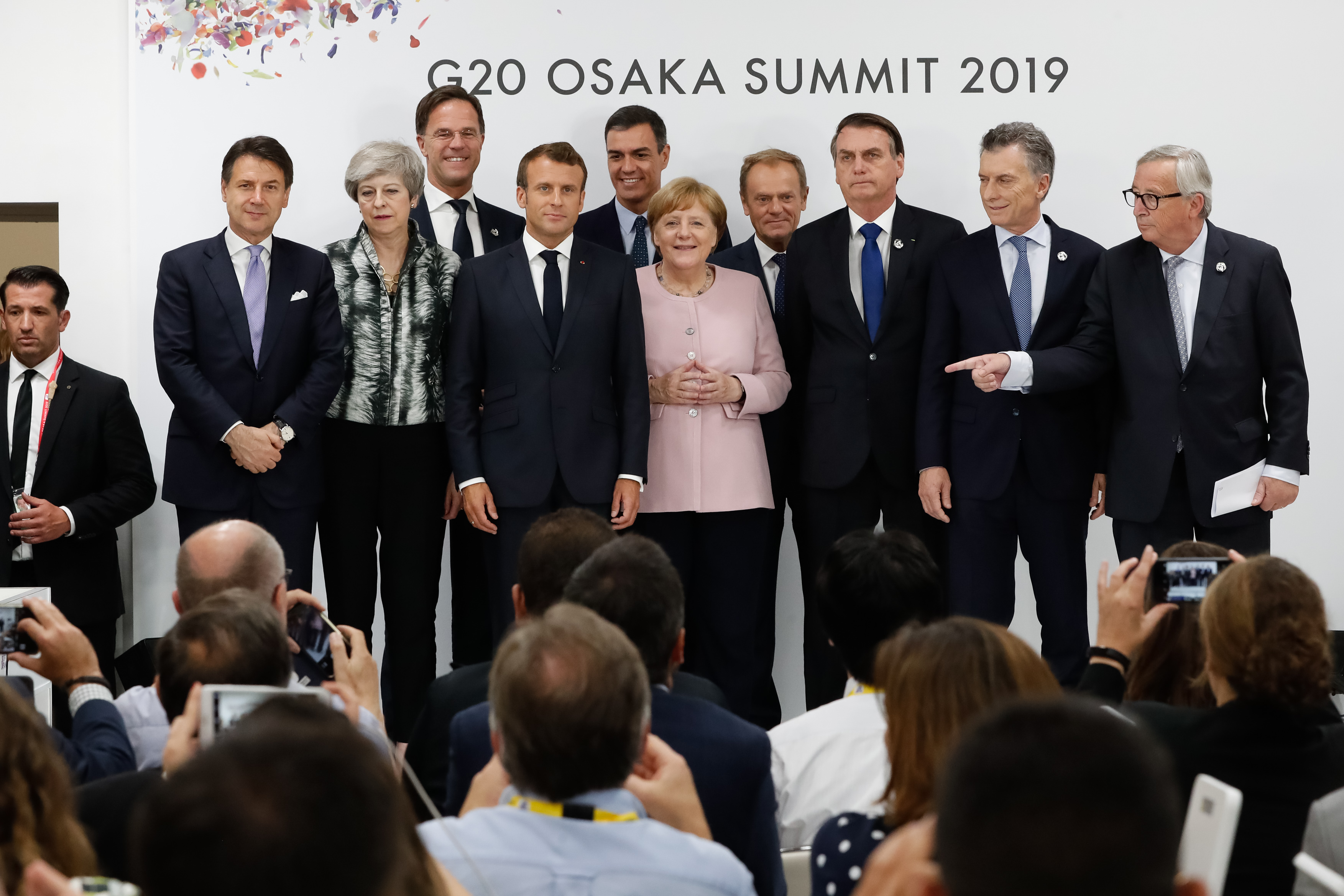
Conferência de imprensa após a reunião que discutiu o acordo da União Europeia com o Mercosul.

No dia 28 de junho, a equipe do governo responsável pela negociação de acordos internacionais, na véspera da 14.ª reunião de cúpula do G20, colaborou com a efetivação do tratado entre o Mercosul e a União Europeia, em Bruxelas. O acordo passava por tentativas inconclusivas de negociação desde 1999 e a equipe escolhida para representar os interesses do governo e que efetivou as negociações foi formada por Paulo Guedes, Tereza Cristina, o chanceler Ernesto Araújo (respectivamente chefiando os ministérios da Economia, Fazenda e Relações Exteriores), assim como o secretário especial de Comércio Exterior do Ministério da Economia, Marcos Troyjo. Durante os 20 anos de tentativas, o progresso do acordo permaneceu relativamente estagnado até 2010, quando as negociações foram relançadas.
No dia 23 de agosto, o presidente Jair Bolsonaro informou por meio de uma rede social que o Mercosul e a Associação Europeia de Livre Comércio (EFTA, em inglês) haviam concluído as negociações para um acordo de livre comércio, ele chamou a assinatura do acordo de "grande vitória de nossa diplomacia de abertura comercial" e ressaltou que a EFTA tem PIB de 1,1 trilhão de dólares e é, de acordo com Bolsonaro, o "9.º maior ator comercial do mundo".

## Popularidade

### Índices de aprovação

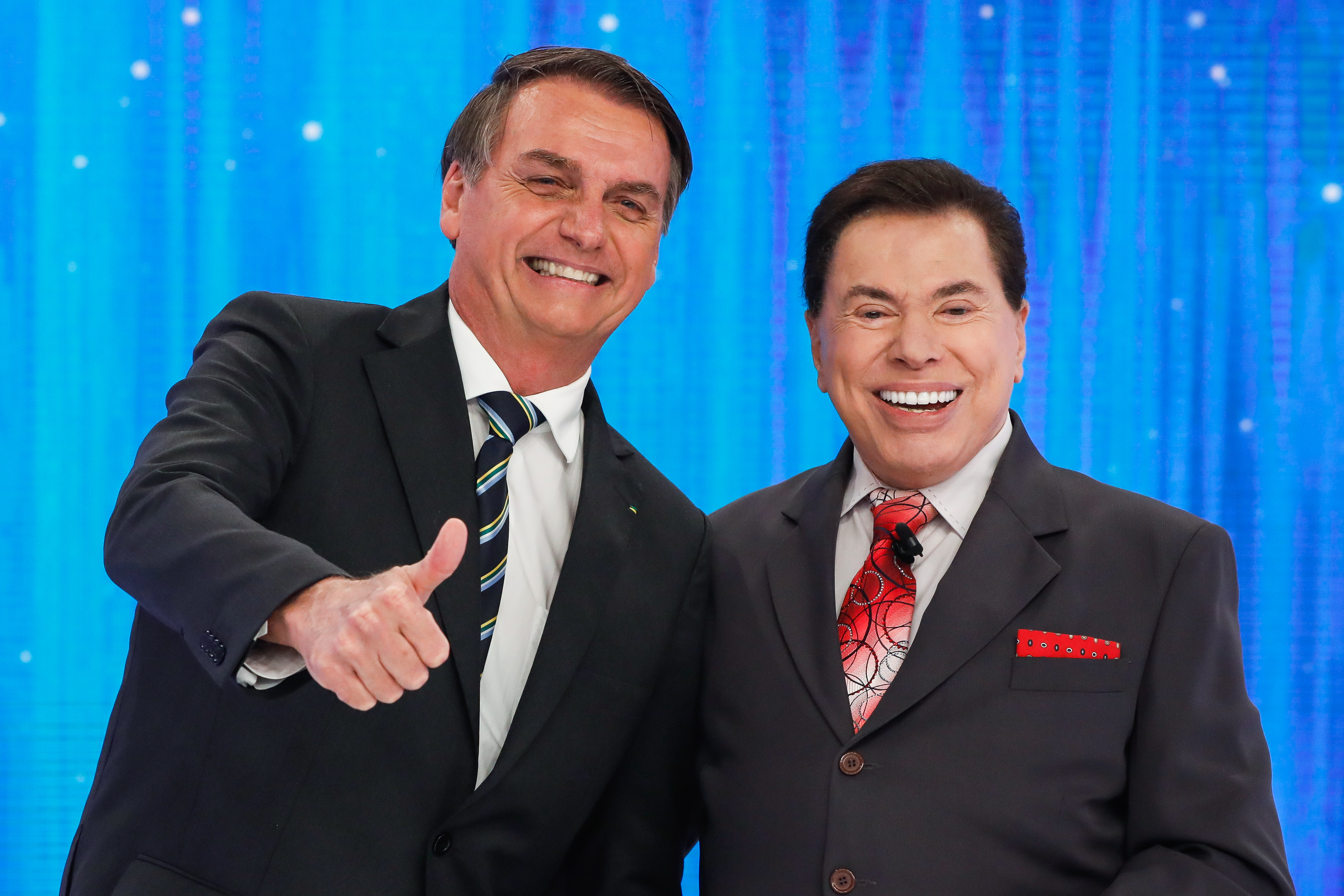
Bolsonaro durante entrevista ao apresentador Silvio Santos.

Na primeira pesquisa durante o governo de Bolsonaro, feita pela XP/Ipespe entre os dias 9 e 11 de janeiro, 40% avaliaram o governo bom ou ótimo, 29% consideraram a gestão "regular" e 20% acharam "ruim ou péssima". Os restantes não souberam responder.
Em março de 2019, o Ibope divulgou pesquisa que mostrou que a parcela da população considerando o governo "ótimo ou bom" caiu 15 pontos percentuais, de 49% para 34%, enquanto a avaliação de "ruim ou péssimo" subiu 13 pontos, de 11% para 24%. A avaliação positiva do governo em um princípio de gestão até março, se comparada aos três eleitos anteriormente, foi a mais baixa. Nos seus primeiros mandatos, Fernando Henrique Cardoso (41% em 1995), Lula (51% em 2003) e Dilma (56% em 2011) sustentaram taxas mais altas do que os 34% de Bolsonaro.
A desaprovação de Bolsonaro superou a aprovação pela primeira vez em pesquisa divulgada no dia 21 de maio de 2019, quando 36% da população considerava sua gestão ruim ou péssima. A pesquisa foi realizada após os protestos estudantis contra um contingenciamento de verbas na educação, o que enfraqueceu o governo.

### Manifestações

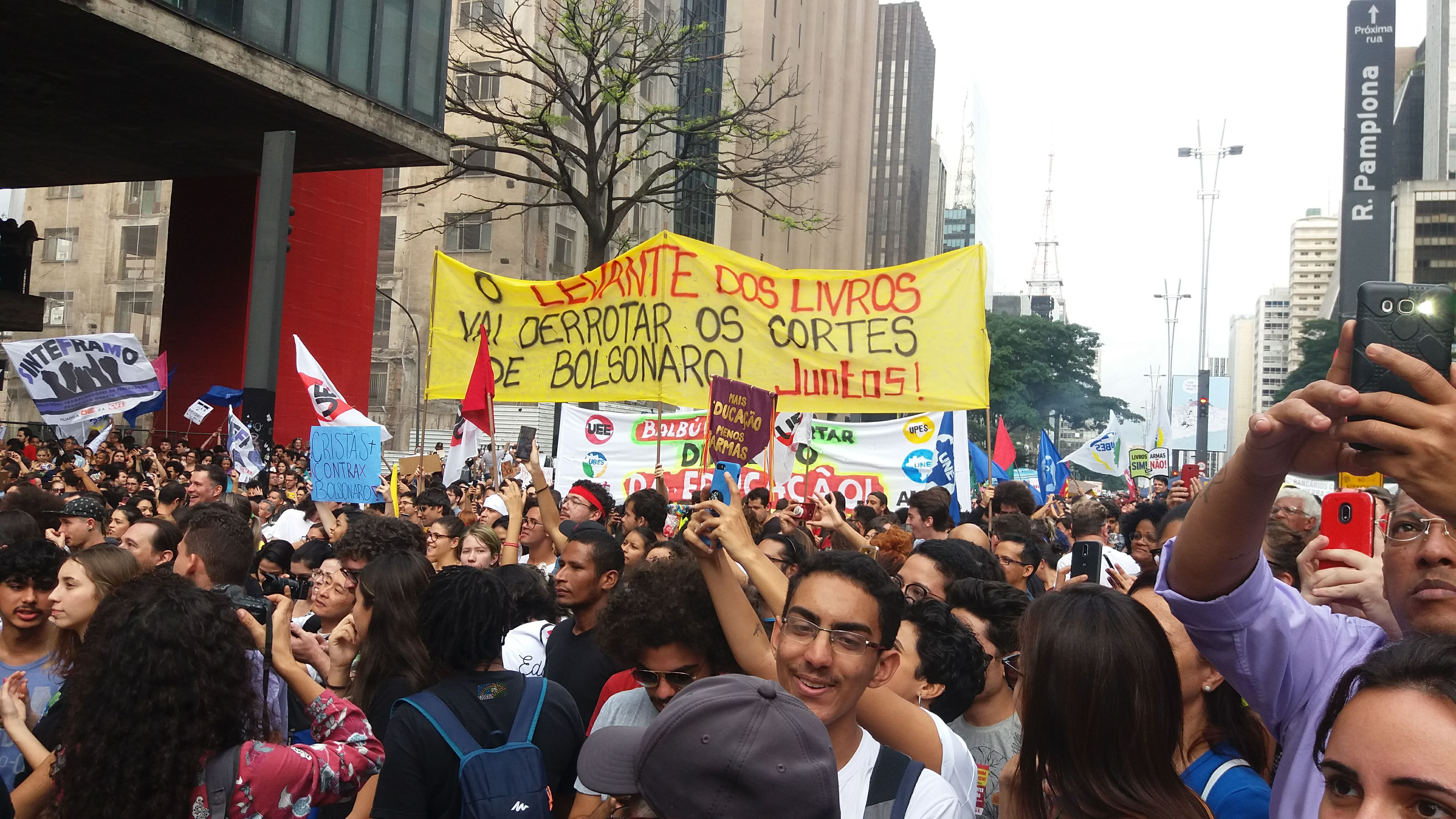
Protestos estudantis do dia 15 de maio em São Paulo.

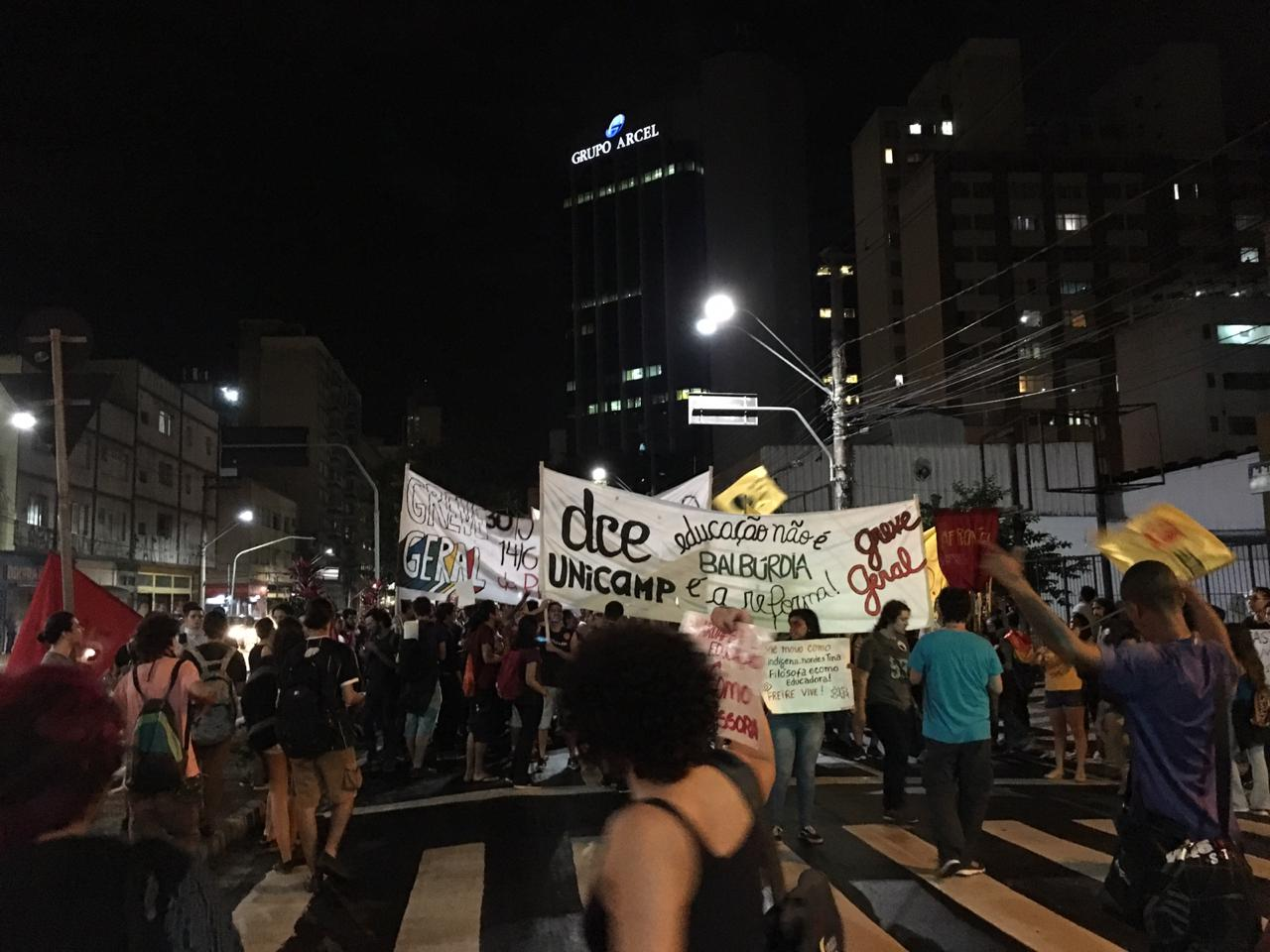
Protestos estudantis do dia 30 de maio em Campinas.

Os contingenciamentos no orçamento das universidades federais anunciado pelo MEC causaram os primeiros grandes protestos contra Bolsonaro em 15 de maio de 2019 com um conjunto de manifestações e greves no ensino no contexto de cortes em pesquisa e educação anunciados pelo governo. Principalmente a União Nacional dos Estudantes (UNE) e sindicatos convocaram as manifestações, às quais aderiram outras entidades e instituições. Os protestos relacionam-se aos bloqueios no orçamento da educação e da pesquisa, decretados pelo ministro Abraham Weintraub. Na educação, os cortes do governo alcançam 7,4 bilhões de reais. Investimentos em pesquisa, como bolsas da Coordenação de Aperfeiçoamento de Pessoal de Nível Superior (CAPES), foram cortados. Enquanto as polícias militares dos estados não estimaram o número de manifestantes, a UNE afirmou que houve 1,5 milhão de pessoas nas ruas em mais de 200 cidades de todos os estados do país e Distrito Federal.
Em reação às manifestações estudantis, foram realizadas manifestações a favor do governo no dia 26 de maio de 2019. Foi o primeiro grande ato a favor do governo desde as eleições. Ao menos 156 cidades registraram atos nos 26 estados e no DF. Manifestantes usavam roupas nas cores verde e amarelo e carregavam bandeiras do Brasil. As principais pautas defendidas por eles foram: as reformas ministerial, da previdência e apoio ao pacote anticrime, do ministro Sergio Moro. Dentre as principais cidades que registraram atos, Rio de Janeiro e São Paulo foram as que tiveram o número mais expressivo de manifestantes. Nesta, o acontecimento ocupou cerca de sete quarteirões da Avenida Paulista; naquela, ele se concentrou na Avenida Atlântica, na orla de Copacabana, ocupando o mesmo número de quarteirões. Sobre as manifestações, Bolsonaro afirmou que foram um "recado às 'velhas práticas' que não deixam o povo se libertar".

Imagem de um boneco inflável do Presidente da República, durante os protestos em Brasília.

Manifestação contra Bolsonaro na Avenida Paulista em São Paulo.

No dia 30 de maio, as manifestações estudantis se repetiram e foram registrados protestos em, pelo menos, 126 cidades de 25 estados e do DF. O Ministério da Educação (MEC) reagiu e emitiu, no mesmo dia da segunda onda de manifestações, uma nota oficial em que afirma que "professores, servidores, funcionários, alunos, pais e responsáveis não estão autorizados a divulgar e estimular protestos durante o horários escolar." Segundo o comunicado da pasta, "nenhuma instituição de ensino pública tem prerrogativa legal para incentivar movimentos político-partidários e promover a participação de alunos em manifestações". No dia 31, no entanto, o Ministério Público Federal (MPF) recomendou que a nota fosse cancelada em até dez dias e exigiu que o MEC promova uma "imediata retratação pública", determinando ainda que o ministério não tente cercear a liberdade dos professores, estudantes, servidores e pais e respeite "manifestação livre de ideias e divulgação do pensamento nos ambientes universitários, de universidades públicas e privadas e Institutos Federais de Ensino".
Com vários indícios de recusas de propostas de vacinas contra a COVID-19 e denúncias de falta de atuação do governo federal durante o período crítico da Pandemia de COVID-19, incluindo também o baixo valor do auxílio emergencial e o incentivo ao uso de medicamentos sem eficácia comprovada, manifestantes de grupos sindicais, torcidas organizadas e partidos de oposição realizaram manifestações em ao menos 213 cidades brasileiras e 14 cidades no exterior pelo impeachment de Bolsonaro, totalizando 420 mil pessoas presentes no dia 29 de maio de 2021. Em 19 de junho, é realizado um segundo ato, agora em 427 cidades brasileiras e atraindo 750 mil pessoas. Nesse dia, o país teria atingido 500 mil óbitos pela COVID-19, com homenagens as vítimas em algumas cidades, principalmente em São Paulo onde foram soltos balões vermelhos em frente ao MASP. Em 3 de julho, aconteceram 357 atos em 312 cidades brasileiras, atraindo 800 mil pessoas. Dessa vez, as pautas passaram a incluir o Caso Covaxin e a existência de propina para aquisição de doses da vacina AZD1222. Nesse ato, lideranças ligadas aos partidos do centrão como o PSDB, Cidadania, PV e Avante estiveram presentes, assim como o antigo partido de Bolsonaro, o PSL.

### Pedidos deimpeachment
O governo Bolsonaro é recordista de pedidos de impeachment recebidos entre todos os ex-presidentes do Brasil.
Sete partidos de oposição ao Governo, entre eles PT, PCdoB, PCB, PSOL, PSTU, PCO e UP, com o apoio de 400 entidades nacionais e internacionais apresentaram um pedido coletivo de impeachment contra Bolsonaro. Os motivos mais frequentes são as interferências em operações da Polícia Federal, participação em manifestações antidemocráticas e desrespeito as medidas sanitárias impostas durante a Pandemia de COVID-19. Além do pedido conjunto, outros partidos como Rede e PSB, o deputado federal Alexandre Frota (PSDB-SP), e membros da OAB também apresentaram pedidos de impeachment por motivos semelhantes.
Em 2021, o jurista Miguel Reale Júnior, um dos propositores da denúncia que levou ao impeachment da presidente Dilma Rousseff, protocolou pedido de impeachment do presidente Bolsonaro, com base nas conclusões da CPI da COVID-19.
Nenhum dos pedidos de impeachment chegou a ser apreciado pela comissão especial prevista na Lei dos Crimes de Responsabilidade, mesmo preenchendo as poucas exigências previstas na referida lei (petição assinada por cidadão brasileiro com reconhecimento de firma, documentos que comprovem a denúncia e rol de testemunhas).
Embora nem a Constituição Federal, nem a Lei dos Crimes de Responsabilidade e nem o regimento interno da Câmara dos Deputados atribuam ao presidente da casa legislativa o poder de examinar o mérito dos pedidos de impeachment contra o Presidente da República, ao abster-se de proferir uma decisão, na prática, o presidente acaba impedindo a sua apreciação pela casa legislativa.
Em decisão monocrática proferida pelo Supremo Tribunal Federal, a relatora do processo, ministra Carmem Lúcia, negou o pedido para que o presidente da Câmara dos Deputados fosse compelido a decidir pelo prosseguimento ou pelo arquivamento dos requerimentos de impeachment.

## Críticas e controvérsias

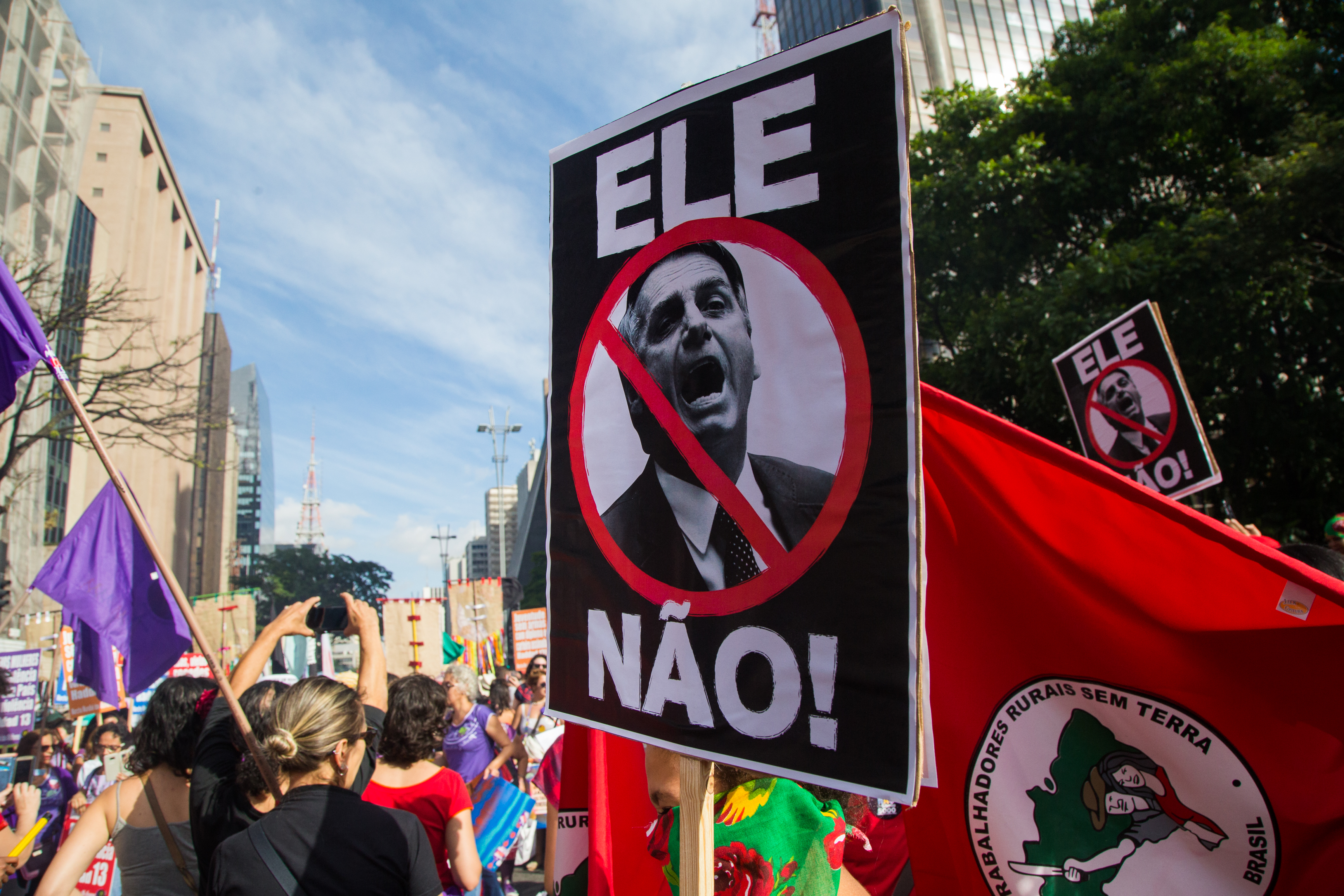
Cartaz simbolizando o Movimento Ele Não.

As controvérsias envolvendo o Governo Bolsonaro começaram já antes do início do mandato, já que o então deputado federal Jair Bolsonaro era conhecido por suas polêmicas opiniões sobre diversos temas, entre eles, a ditadura militar brasileira, a união de pessoas do mesmo sexo, imigração e outros. Como presidente, Bolsonaro continuou a dar declarações controversas consideradas de direita e extrema-direita, e ele ou membros de seu governo deram declarações atacando instituições democráticas, povos indígenas, direitos humanos, ciência, negros, quilombolas, jornalistas, nordestinos, população LGBT, mulheres, minorias e grupos vulneráveis, entre outros temas, que despertaram muitas reações contrárias.
Bolsonaro também rompeu com Partido Social Liberal, a primeira vez desde a redemocratização do país que um presidente ficou sem legenda partidária durante o exercício do mandato, em outubro de 2019. Em uma declaração a um apoiador, ele disse para esquecer o PSL, alegando que o presidente do partido, Luciano Bivar, estava "queimado", provavelmente referindo-se a investigações sobre supostas irregularidades em sua campanha eleitoral de 2018 pelo cargo de deputado federal. O partido se viu dividido entre os seguidores de Bivar, e os de Bolsonaro; um áudio vazado mostrou que Bolsonaro pediu assinaturas de outros parlamentares para destituir Delegado Waldir da liderança do partido na Câmara dos Deputados, e tentar substitui-lo pelo seu filho, o deputado Eduardo Bolsonaro. No entanto, os apoiadores de Bivar formaram uma lista com maior número de assinaturas e recolocaram Waldir no cargo. No mesmo dia, Bolsonaro destituiu a deputada Joice Hasselmann do cargo de líder do governo no Congresso após ela assinar a lista que recolocou Waldir brevemente de volta no cargo de líder do PSL na Câmara e anunciou o senador Eduardo Gomes em seu lugar. Poucos dias depois, uma nova lista foi protocolada pelos parlamentares pró-Bolsonaro, esta continha 29 assinaturas e retirou Delegado Waldir e colocou Eduardo Bolsonaro como líder do PSL na Câmara. Finalmente, em Novembro de 2019, Bolsonaro anuncia a saída do partido.

### Corrupção
Entre os 22 ministros anunciados inicialmente, cinco eram alvo de investigações: Luiz Henrique Mandetta, Tereza Cristina, Onyx Lorenzoni, Paulo Guedes e Marcos Pontes. Lorenzoni, ministro da Cidadania, era suspeito de ter recebido cem mil reais via caixa dois nas eleições de 2014. A Folha de S.Paulo publicou uma matéria em que o nome do então deputado aparecia em uma planilha investigada pela Procuradoria Geral da República, sendo beneficiário de cem mil reais, em 2012. Tereza Cristina, ministra da Agricultura, foi acusada pela Folha de ter beneficiado a JBS em um processo de arrendamento de terras enquanto era Secretária Estadual de Desenvolvimento Agrário e Produção do Mato Grosso do Sul. Onyx chegou a admitir ter recebido valores não declarados à Justiça Eleitoral para abastecer a campanha em 2014 e pediu desculpas pelo episódio. Ele justificou que não tinha ciência da falta de prestação dos recursos e assinou o chamado "acordo de não-persecução penal", previsto na Lei Anticrime.
Quatro ministros que já trabalharam no governo de Bolsonaro mentiram em seus currículos. Em janeiro, a Folha de S.Paulo reportou que Damares Alves não era "mestre em educação" e "em direito constitucional e direito da família", como afirmava ser em discursos. Em fevereiro, o The Intercept mostrou que Ricardo Salles não é mestre em direito público pela Universidade Yale. O currículo Lattes de Ricardo Vélez continha 22 erros, conforme o jornal Nexo, e seu sucessor no Ministério da Educação, Abraham Weintraub, também apresentava um currículo inconsistente, segundo a Folha. Na sociedade brasileira em geral, estimou-se que sete em cada dez profissionais mentiam em seus currículos. Porém, os currículos que continham mentiras maiores, como o aumento do grau de escolaridade e cursos falsos, eram apenas 12 e 10 por cento do total, respectivamente, conforme levantamento de 2018.

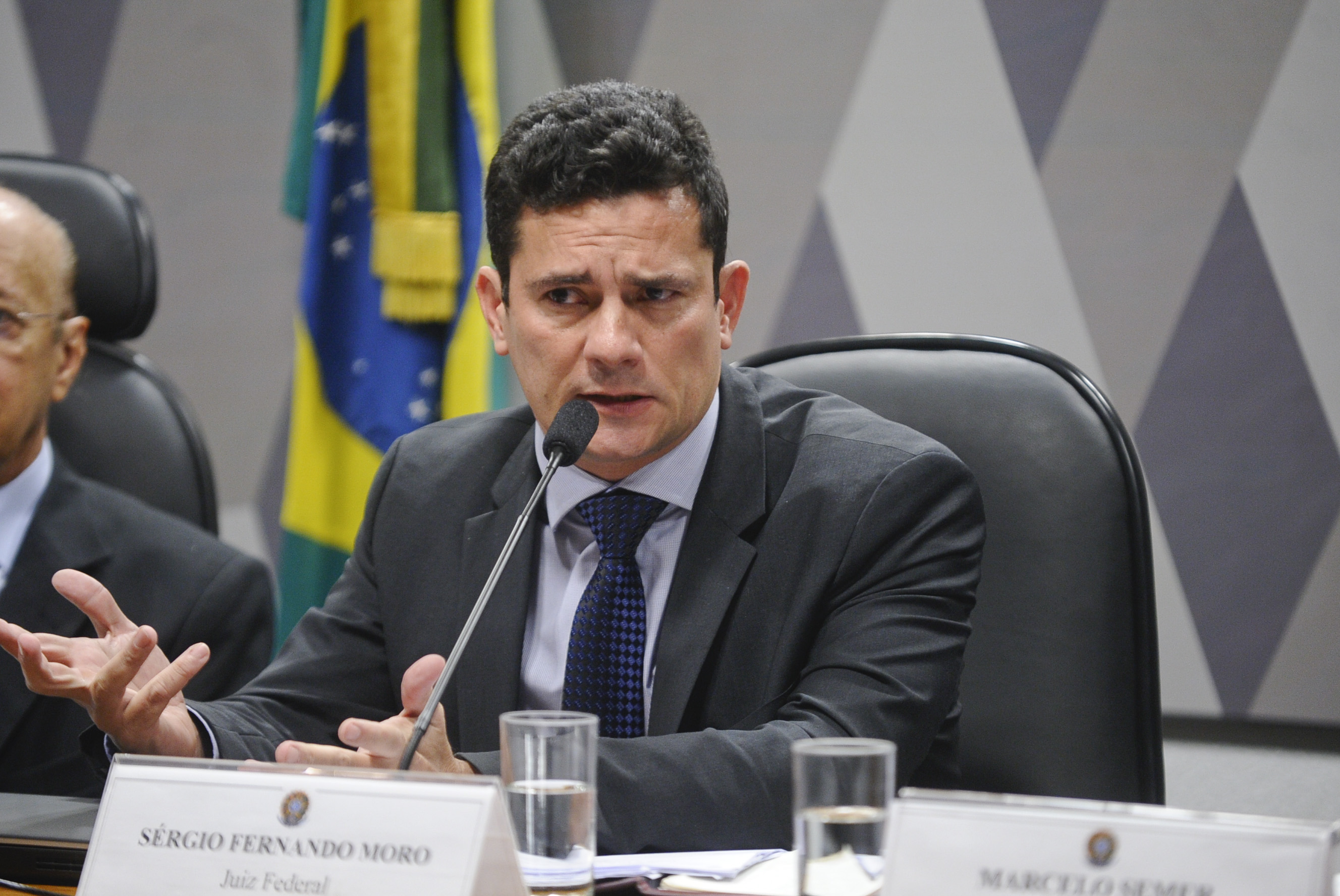
Sergio Moro pediu demissão do cargo de ministro da Justiça após a exoneração do diretor-geral da Polícia Federal, Maurício Valeixo.

No dia 24 de abril de 2020, Sergio Moro deixou o Ministério da Justiça após anunciar a sua demissão em um pronunciamento oficial depois de um ano e quatro meses no cargo. A decisão teria sido motivada pela exoneração do diretor-geral da Polícia Federal, Maurício Valeixo, por parte do presidente da República, sem o conhecimento do ministro. Segundo Moro, Bolsonaro lhe teria dito que desejava indicar para a direção da PF alguém de seu contato pessoal, de quem pudesse receber informações sobre investigações em andamento no Supremo Tribunal Federal e que, das 27 superintendências no Brasil, queria trocar o comando de apenas uma, a do Rio de Janeiro.
Moro afirmou ainda que não havia assinado o decreto de exoneração, embora seu nome tenha sido incluído na publicação, que é a assinatura digital do documento. Declarou também que o presidente não havia apresentado justificativa para a troca do comando da PF, descumprindo o compromisso de que teria concedido "carta branca" para fazer nomeações.

#### Bolsolão do MEC
O bolsolão do MEC é um termo usado para se referir a um esquema de corrupção ocorrido no Ministério da Educação do Brasil (MEC) durante o governo de Jair Bolsonaro no ano de 2022.
A nomenclatura "Bolsolão do MEC" foi dada por veículos de imprensa na qual há uma alusão ao escândalo de corrupção anterior do "mensalão" ocorrido no governo Lula em junção ao sobrenome de Jair Bolsonaro, que constantemente afirma que "em seu governo não havia corrupção".

### Revisionismo e autoritarismo

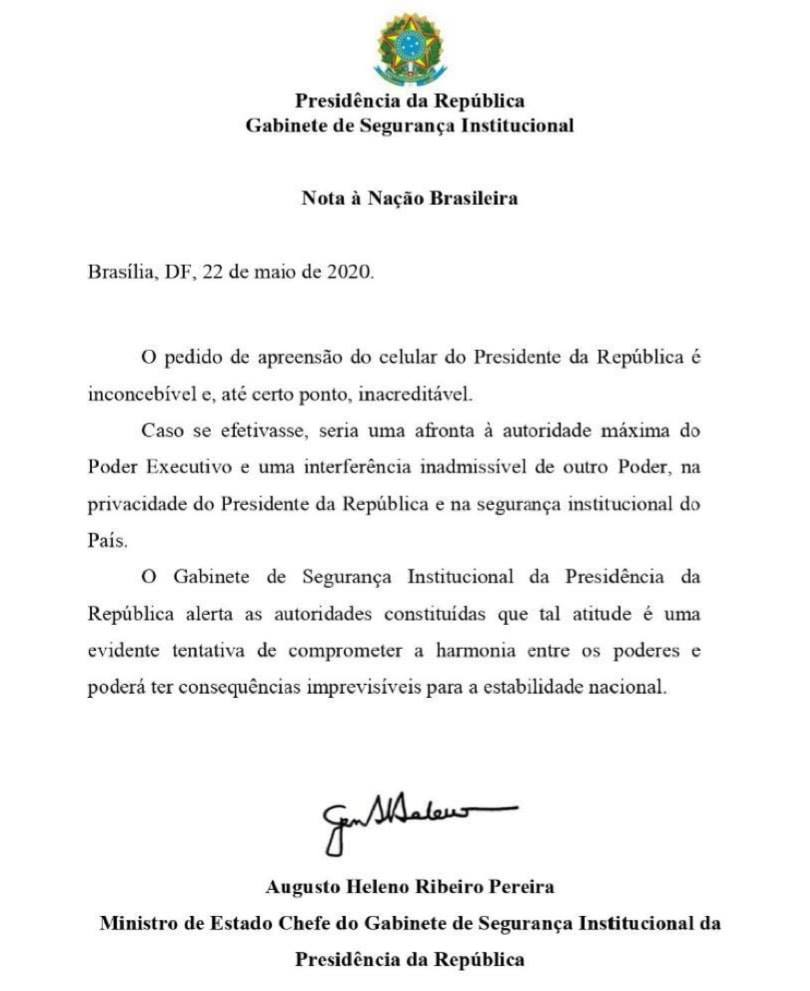
Nota à Nação Brasileira por Augusto Heleno

Membros do governo Bolsonaro também já deram várias declarações de cunho revisionista e negacionista a respeito de fatos históricos. No dia 28 de março, Bolsonaro determinou ao Ministério da Defesa a produção de um documento com referências ao golpe militar de 1964 e que foi lido nos quartéis. A intenção, segundo o presidente, foi "rememorar" o fato e identificar pontos corretos e errados para o "bem do Brasil no futuro". O texto afirma, sem mencionar "golpe militar", que a ascensão dos militares ao poder se deu para interromper "a escalada em direção ao totalitarismo". O Instituto Vladimir Herzog e o Conselho Federal da Ordem dos Advogados do Brasil (OAB) fizeram uma denúncia em caráter confidencial à Organização das Nações Unidas (ONU) do que definiram como "tentativa de modificar a narrativa sobre o golpe de 1964", que deu início à ditadura militar (1964-1985).
Segundo levantamento do jornal Folha de S.Paulo, houve treze medidas do governo visando dificultar o acesso à informação pela sociedade civil desde 2019. Em janeiro de 2019, houve um decreto assinado pelo vice-presidente Hamilton Mourão, quando estava no exercício da Presidência, na época em que Bolsonaro viajou para participar do Fórum Econômico Mundial em Davos, na Suíça, para alterar as regras de aplicação da lei de acesso à informação, a lei permite a delegação da competência de classificação como ultrassecreta e secreta a agente público. Ao regulamentar o texto da lei, no entanto, o Decreto 7.724/12 proibiu a delegação para esses graus de sigilo, passando a classificação ultrassecreta exclusiva do presidente e do vice-presidente da República, de ministros e autoridades equivalentes, comandantes das Forças Armadas e chefes de missões diplomáticas no exterior, o então decreto do vice-presidente reverteu essa proibição, o presidente Bolsonaro após seu retorno ao país revogou o decreto de 2019, após pressão de grupos da sociedade e risco de derrota no Congresso.
Uma matéria da revista Piauí de agosto de 2020, afirmou que, durante uma das piores crises entre o executivo e o judiciário, o presidente se reuniu a portas fechadas com Walter Braga Netto, Luiz Eduardo Ramos e Augusto Heleno. A reunião que teria acontecido no dia 22 de maio de 2020, teve como estopim o fato do ministro Celso de Mello, consultara a Procuradoria-Geral da República para saber se deveria ou não mandar apreender o celular do presidente e do seu filho, o então vereador Carlos Bolsonaro e STF decidir tornar pública o vídeo da reunião ministerial do dia 22 de abril. Bolsonaro queria mandar tropas do exército para o STF porque os ministros, na sua opinião, estavam passando dos limites em suas decisões e diminuindo sua autoridade. Ao chegar no STF, a ideia era que os militares destituiriam os atuais onze ministros e os substitutos, militares ou civis, seriam então nomeados por Bolsonaro, ficando no cargo "até que aquilo esteja em ordem", segundo as palavras do presidente. Na tentativa de acalmar os ânimos do presidente da República, o ministro-chefe do Gabinete de Segurança Institucional Augusto Heleno, que também é general da reserva do Exército Brasileiro, escreveu no mesmo dia em seu Twitter uma nota na qual citava os acontecimentos e fazia ameaças veladas ao STF. A nota gerou grande repercussão e diversas críticas tanto por parte da sociedade civil como de entidades e congressistas.

### Crise militar

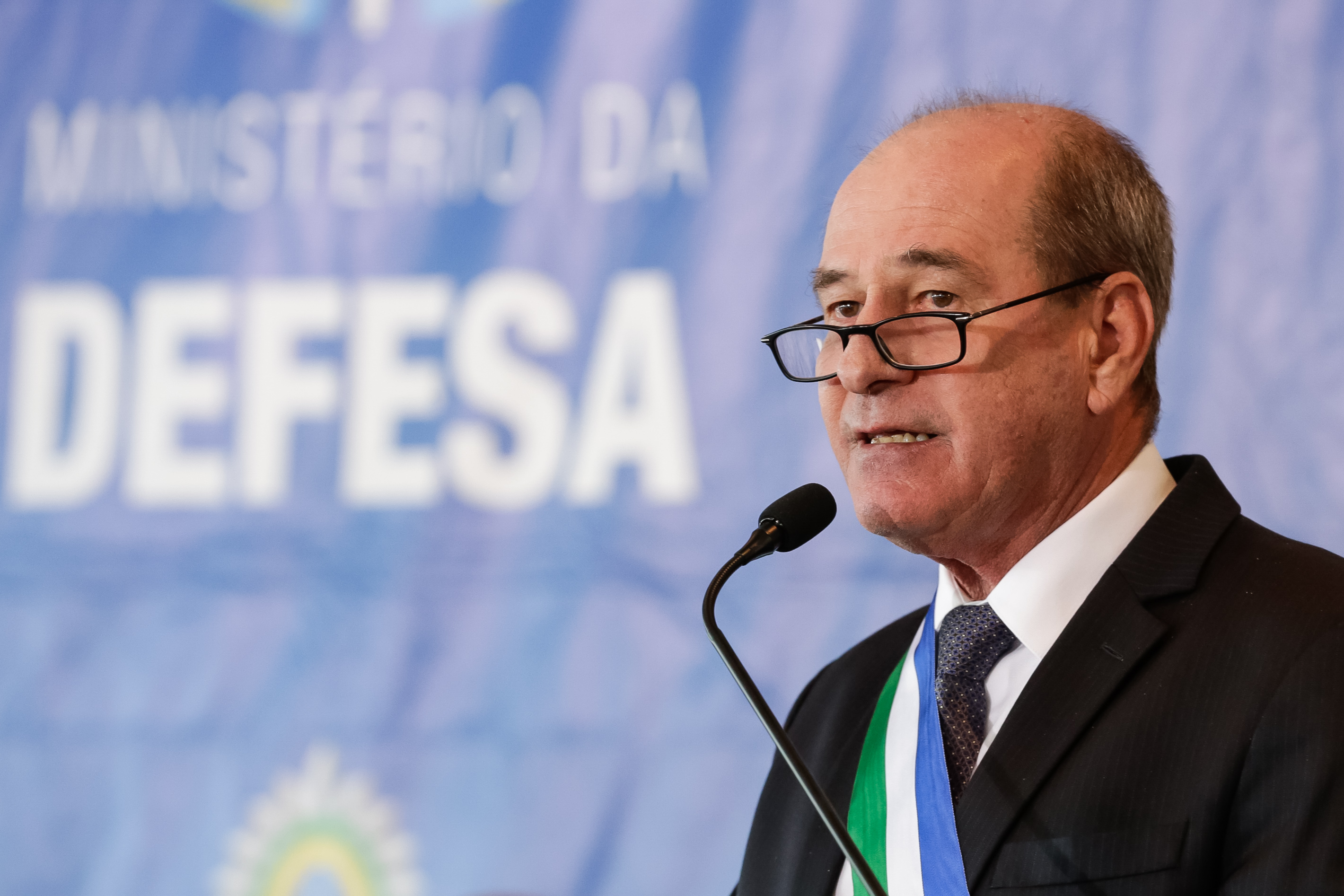
General e ex-ministro Fernando Azevedo e Silva

Em março de 2021, uma crise militar foi desencadeada quando as mais altas autoridades militares renunciaram como resposta às tentativas de Bolsonaro de politizar as Forças Armadas. Durante seu governo, Bolsonaro nomeou uma quantidade sem precedentes de militares para a administração pública e buscava angariar, em troca, o apoio dos militares, inclusive através de manifestações públicas favoráveis às políticas de seu governo e contrárias às medidas adotadas pelos governadores para o enfrentamento do COVID-19. O presidente também tinha a intenção de decretar Estado de Defesa como forma de aumentar seus poderes. Após a demissão do ministro da Defesa, Fernando Azevedo e Silva, os comandantes Edson Pujol (Exército), Ilques Barbosa (Marinha) e Antonio Carlos Moretti Bermudez (Aeronáutica) resignaram, em um ato inédito na Nova República; os comandantes queriam indicar a contrariedade a qualquer interferência política dos militares. A crise foi considerada uma tentativa de Bolsonaro de aumentar seu poder sobre as Forças Armadas, mas as ações das autoridades militares brasileiras revelaram a determinação das Forças Armadas de se manterem longe da política, apesar de levantar preocupações sobre o envolvimento dos militares na política e a possibilidade de um autogolpe por parte do presidente Bolsonaro.

### Caso das joias sauditas

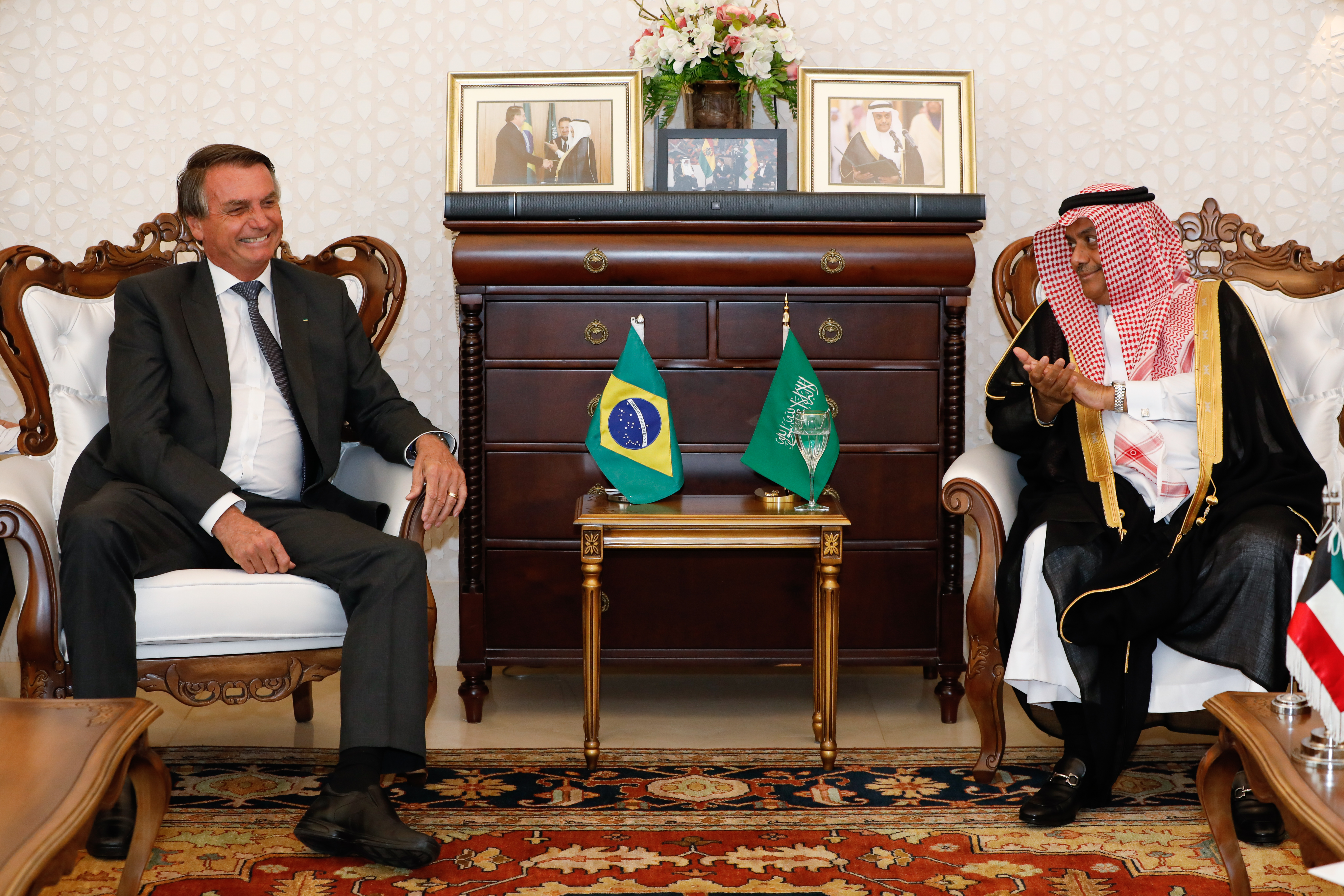
O então presidente Jair Bolsonaro almoçou na Embaixada da Arábia Saudita em Brasília no mesmo dia em que Bento Albuquerque recebia presentes na Arábia Saudita.

## Relatório do Gabinete de Transição
Como é a praxe em todas as mudanças de governo, logo após a eleição de Luiz Inácio Lula da Silva em 30 de outubro de 2022, foi instalado um Gabinete de Transição, com o objetivo de manter a continuidade administrativa no país e dar subsídios para o governo que entra sobre as ações e projetos do governo que sai. O Gabinete formado por Lula e coordenado pelo vice-presidente eleito Geraldo Alckmin atuou em cooperação com representantes do governo Bolsonaro e entidades independentes e contou com a participação de cerca de mil colaboradores, que coletaram informações em todas as áreas de governo, elaborando relatórios setoriais e um relatório final que sintetizou o legado do governo Bolsonaro a partir das informações recebidas.
O relatório final apontou uma extensa série de problemas graves e foi contundente nas críticas ao governo findo, declarando que "a herança do governo Bolsonaro é a desorganização do Estado e o desmonte dos serviços públicos essenciais. Esses processos foram contínuos, abrangentes e sistemáticos, sendo parte do seu projeto político-ideológico de redução e enfraquecimento institucional do Estado. O desmonte respondeu a uma lógica de menos direitos para a maioria, e mais privilégios para uma minoria". O documento também fez diversas sugestões de ação para o novo governo.
Entre os problemas o relatório citou, por exemplo, que nos quatro anos do governo Bolsonaro "o Brasil bateu recordes de feminicídios, as políticas de igualdade racial sofreram severos retrocessos, produziu-se um desmonte das políticas de juventude e os direitos indígenas nunca foram tão ultrajados na história recente do país"; a participação social foi restringida e desarticulada, havendo "claro retrocesso participativo e o desmonte dos principais instrumentos e mecanismos de relacionamento Estado/Sociedade"; os cortes de verbas e retrocessos em áreas críticas como saúde e direitos humanos foram profundos, inviabilizando a continuidade de muitos projetos e serviços e colocando a população em risco. Diversas outras áreas foram severamente prejudicadas, seja por cortes orçamentais seja por mudanças político-administrativas, como educação, meio ambiente, abastecimento, cultura, energia, infraestrutura, habitação, incentivo ao desenvolvimento, política externa. A volta do país ao Mapa da Fome foi citada como o indicador mais relevante do desmonte das políticas de desenvolvimento social.
O relatório apontou ainda falta de planejamento na gestão pública e desorganização da estrutura laboral no setor público federal, institucionalizando o assédio e a precarização do trabalho; piora na transparência do governo, com mais de 25% dos pedidos de acesso à informação sendo negados, e piora nas relações entre os Poderes e entre os estados da Federação, acusando o governo de ser o "responsável pela maior crise do sistema federativo desde a redemocratização", e adotando uma atitude "de enfrentamento aos demais Poderes, bem como ação contínua de afronta aos marcos legais do regime democrático".

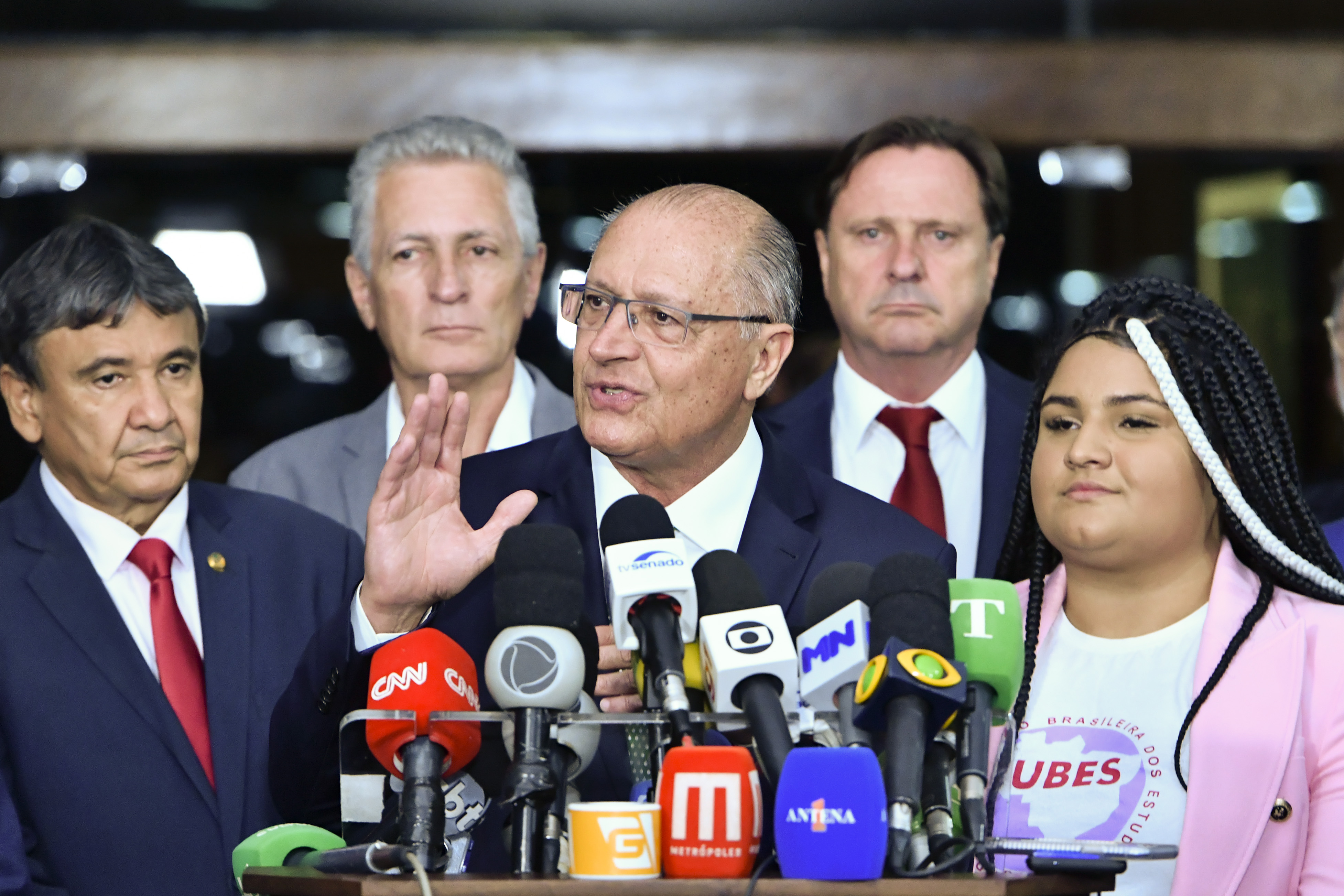
O vice-presidente eleito e coordenador do governo de transição, Geraldo Alckmin, concede entrevista após entrega do texto da PEC da Transição

Foram oferecidas sugestões para a revogação ou revisão de pelo menos 63 atos do governo, incluindo a política de porte de armas, os decretos de sigilo de 100 anos sobre documentos de acesso público, alguns projetos de desestatização, algumas políticas de cultura e direitos humanos, entre outros. De acordo com o relatório, "a lista de sugestões, de revogações e revisões de atos normativos elencada demonstra o tamanho dos desafios do novo governo eleito, quanto à reconstrução do Estado brasileiro em áreas bastantes sensíveis, cujas políticas públicas são essenciais para a efetivação de direitos da população".
Além disso, o documento criticou o orçamento previsto para o ano de 2023 e acusou o governo de irresponsabilidade por produzir "um apagão fiscal no final de 2022" e "uma proposta orçamentária para 2023 incapaz de garantir a manutenção dos serviços públicos essenciais e o funcionamento da máquina pública", citando entre outros exemplos a redução do Auxílio Brasil de R$ 600 para R$ 405; a verba para construção de escolas de educação infantil de R$ 111 milhões para R$ 2,5 milhões; o Apoio a Obras Emergenciais de Mitigação de Desastres de R$ 2,57 milhões para R$ 25 mil; a saúde indígena de R$ 1,49 bilhão para R$ 610 milhões, e a aquisição e distribuição de alimentos da agricultura familiar de R$ 679,5 milhões para R$ 2,67 milhões. De acordo com o Gabinete, em vista do orçamento insuficiente foi necessário apresentar ao Congresso uma Proposta de Emenda à Constituição (PEC) a fim de prover recursos para as áreas mais criticamente desassistidas.